# Pintura mitològica
La pintura mitològica és un gènere pictòric, subgènere de la pintura d'història, el tema artístic de la qual són personatges o escenes de la mitologia, però sense finalitat religiosa, sinó com a pintura profana. La més utilitzada per a proporcionar temes artístics ha estat la mitologia grecoromana; tant per raons intel·lectuals com per la perfecta excusa que suposava per a la representació d'escenes escabroses (especialment les de les metamorfosis) i nus molt demanats en el mercat d'art. Menys sovint s'han utilitzat altres mitologies europees (com la nòrdica o l'eslava) o extraeuropees.

Pròpiament, les obres d'art gregues i romanes amb els mateixos personatges i escenes, així com les de qualsevol altre art local que represente les seues divinitats locals, són art religiós, perquè la seua funció original era el culte o la referència a mites que són creences viscudes pels seus contemporanis. En canvi, la pintura mitològica es val de figures en la condició divina de les quals no es creu, i que s'utilitzen amb un objectiu no religiós, sinó estètic o intel·lectual. És això el que ocorre a partir del Quattrocento (s. XV) en el Renaixement italià: bé per imitar l'cultura clàssica (a conseqüència de l'humanisme), bé per la cerca d'uns tipus universals per establir significats al·legòrics: Afrodita-Venus representa la bellesa (o la duplicitat de l'amor sagrat-profà), Atenea-Minerva la raó, Hera-Juno la gelosia (o el govern domèstic), Ares-Mart la qualitat de guerrejar (o l'horror de la guerra), etc.

El naixement de Venus de Sandro Botticelli (1485).
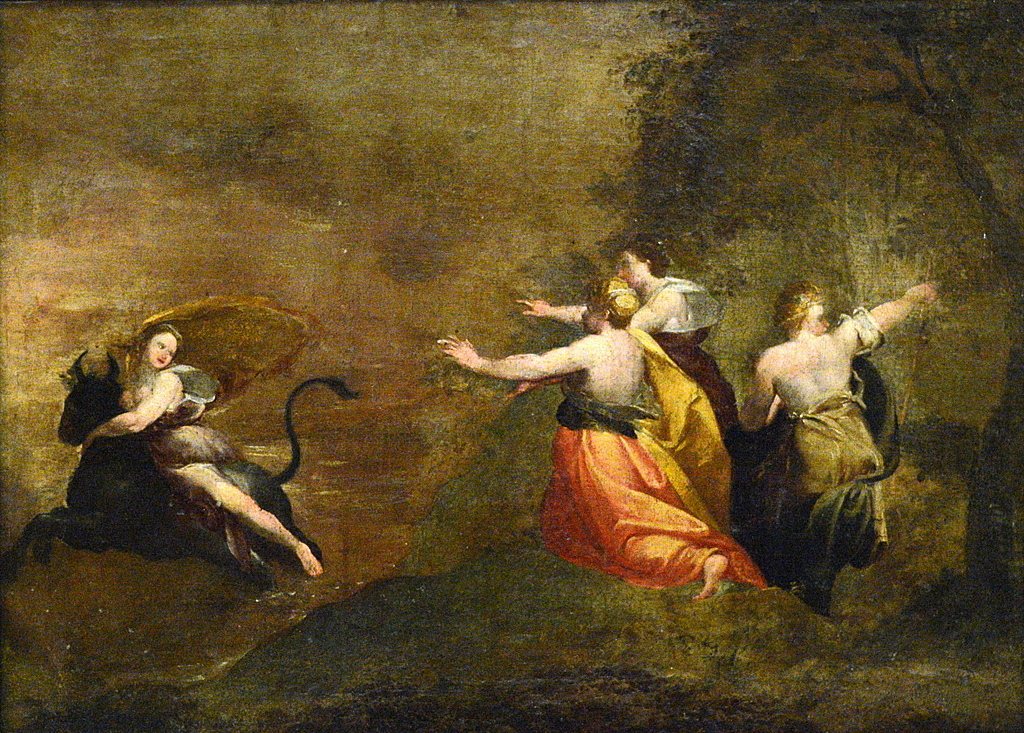
El rapte d'Europa, de Francisco Goya (1772).
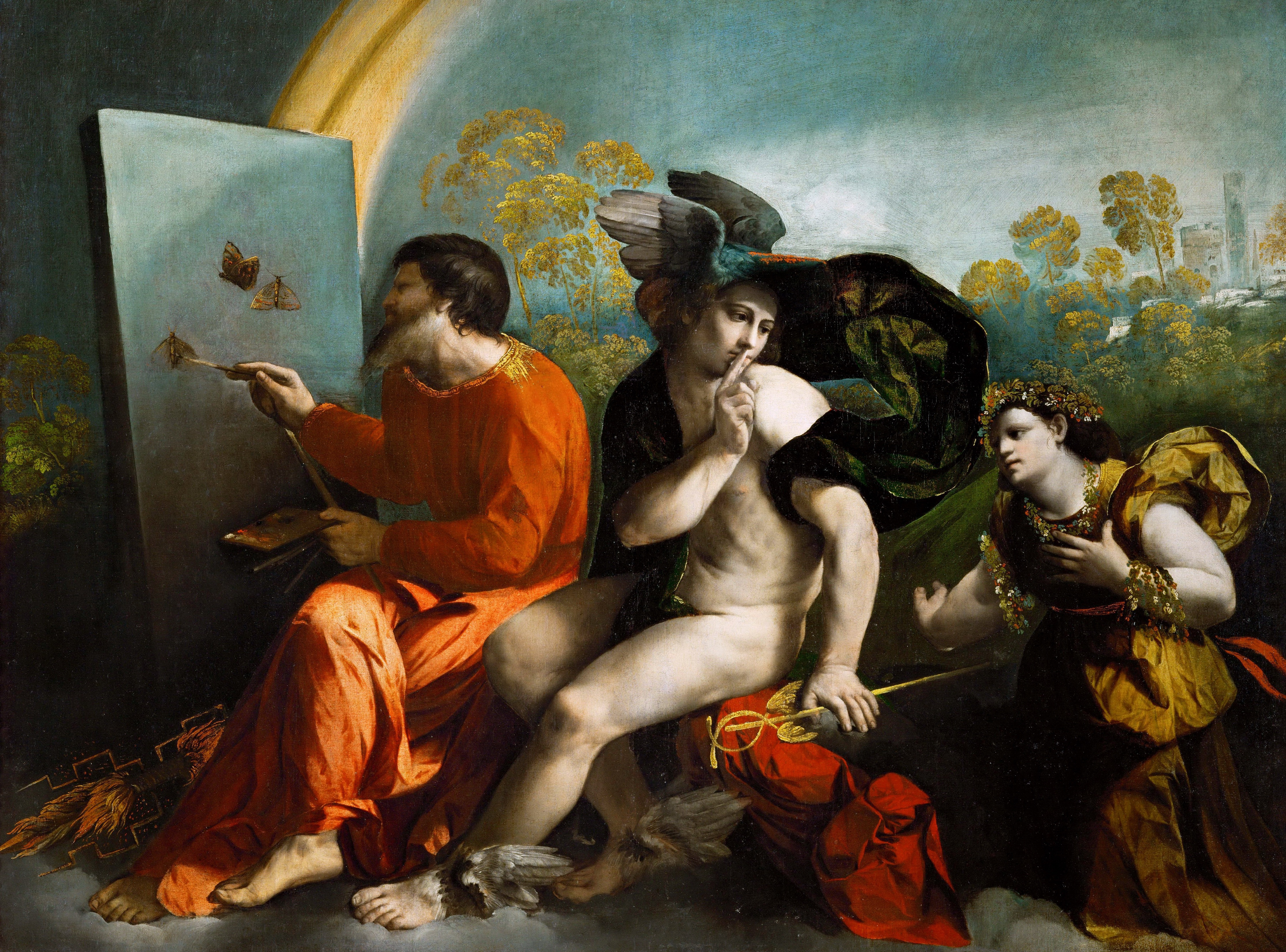
Júpiter, Mercuri i la Virtut, de Dosso Dossi (1524).
Perelegrinatge a l'illa de Citera, d'Antoine Watteau (1717). Evoca l'illa sobre la qual s'aixecava un temple a Afrodita.
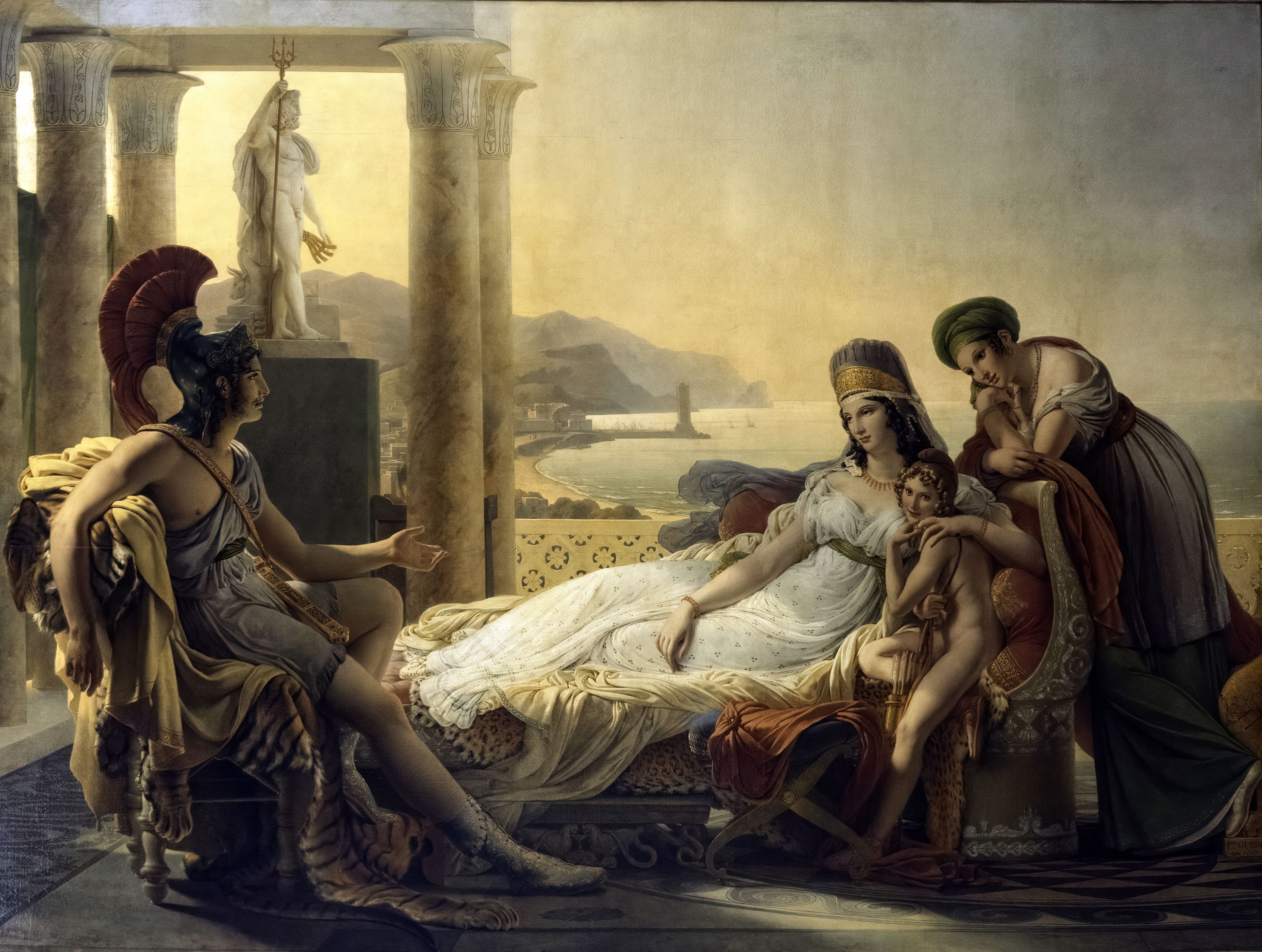
Enees contant a Dido l'infortuni de Troia de Pierre-Narcisse Guérin (1815).
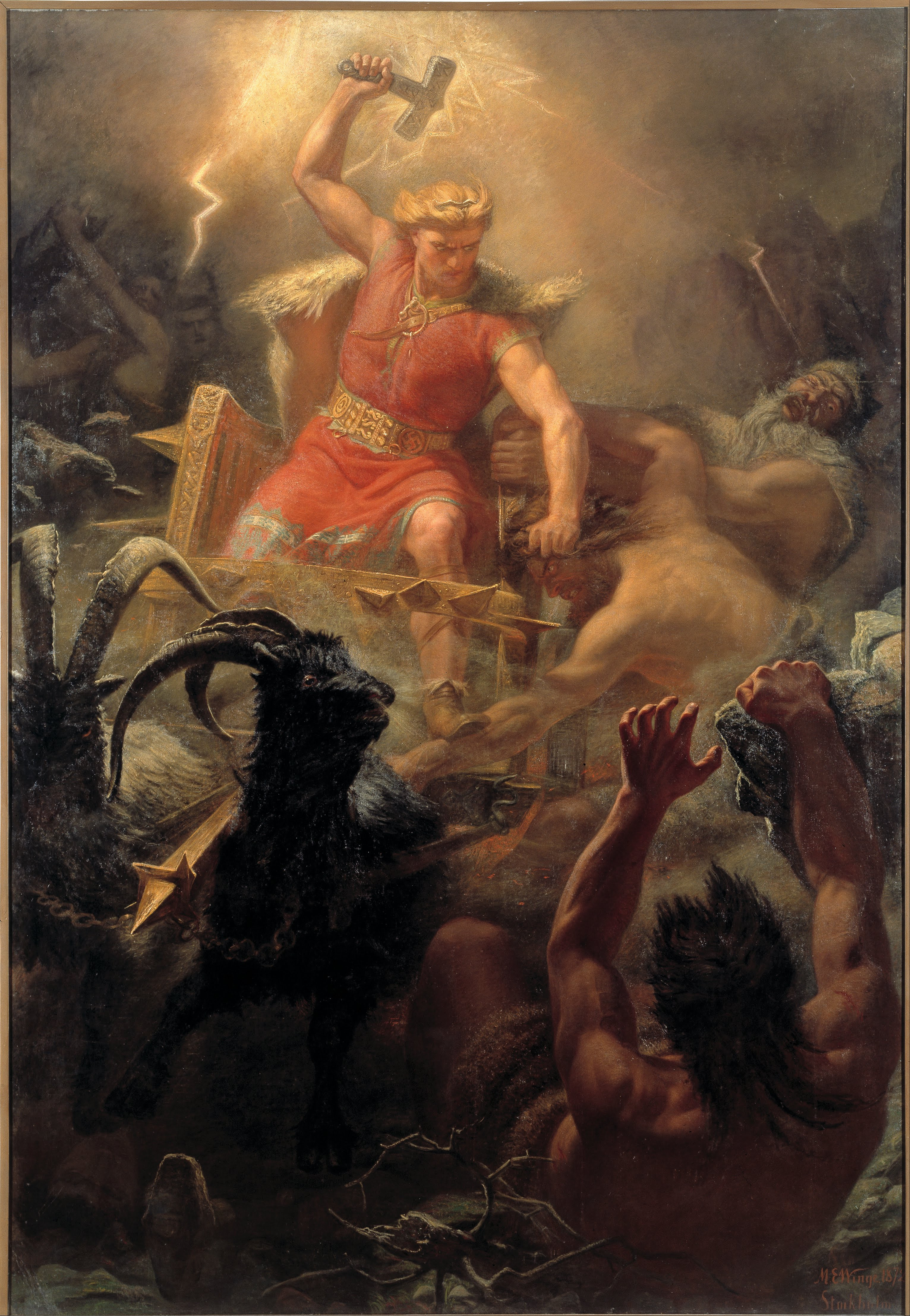
Thor combatent els gegants, de Mårten Eskil Winge (1872).
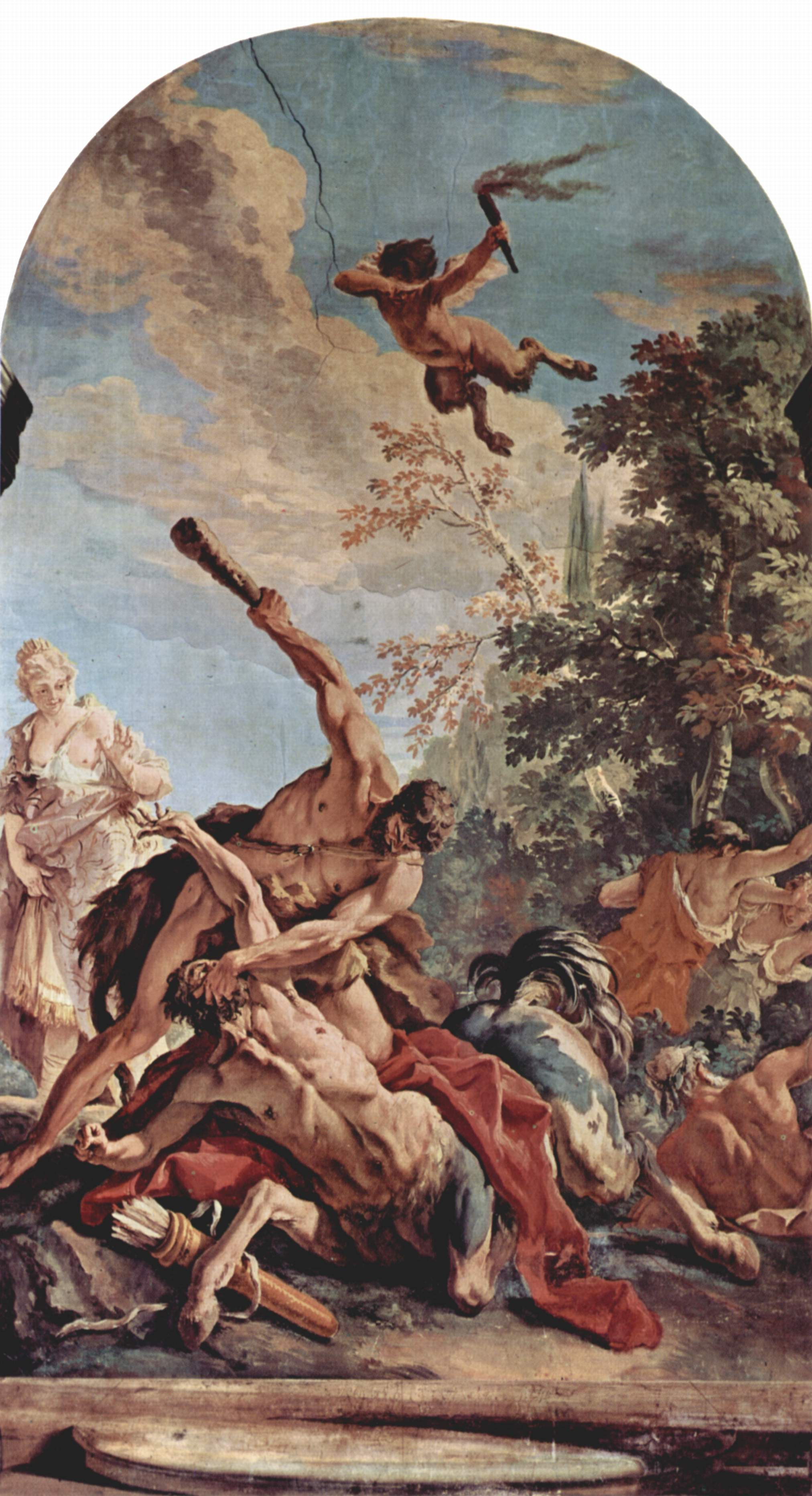
Hèrcules lluitant amb un centaure de Sebastiano Ricci (1706).

## Mitologia grecoromana
Per a l'hel·lenista Jean-Pierre Vernant la mitologia grega "és un conjunt de narracions que parlen de déus i herois, és a dir, dos tipus de caràcters que s'adoren a les ciutats antigues... és... el pensament religiós dels grecs, una de les aneres fonamentals d'expressió". Per ser politeista i mancar de texts sagrats o de casta sacerdotal separada del conjunt de la població (els càrrecs religiosos eren més aviat honors o càrrecs públics vinculats a la carrera política), la religió clàssica grecoromana, molt sincrètica i inclusiva (assimilava sense problemes els panteons d'altres pobles -especialment Roma, que a més d'hel·lenitzar-se profundament i importar artistes i obres d'art gregues, va adoptar tota mena de cultes orientals), mancava també de dogmes, prohibicions o obligacions sistematitzades, més enllà del compliment dels rituals dels cultes en cada temple, vinculats sobretot als cicles naturals. Es basava en narracions mítiques que no tenien caràcter canònic (més enllà del prestigi que assoliren les obres literàries que recollien aspectes de la tradició oral, com les d'Hesíode, Homer, Èsquil, Sòfocles o Eurípides -a Roma Virgili o Ovidi-) i que, en el seu mateix origen, incloïen una dimensió conscient de ficció literària (mite o rondalla), per la qual els aspectes poètics, narratius i dramàtics són tan importants o més que els cosmològics o teològics. Amb la cristianització de l'Imperi romà al s. IV la religió clàssica (denominada a partir de llavors "pagana") s'abandona, però no s'oblida: sobreviu en molts aspectes de la religiositat popular, els seus texts es copien en els scriptoria monàstics i continua sent una de les fonts que nodreixen la producció intel·lectual i artística, encara que subordinada a la Bíblia i les noves convencions iconogràfiques.

## Humanisme renaixentista
L'humanisme renaixentista, basat en l'antropocentrisme i l'aproximació empírica a la natura, es va oposar a la concepció medieval del món, teocèntrica. Igual que els filòlegs menyspreaven el llatí medieval i pretenien imitar la llengua de Ciceró o Ovidi, i els filòsofs redescobrien Plató i Aristòtil en el seu grec original, artísticament, es considerava clàssica (és a dir, digna d'imitació) la idea de bellesa basada en l'equilibri i l'harmonia de les proporcions (cànon) que es trobava en les restes de l'art grecoromà i que es remuntava a la idealitzada Atenes de Pèricles i Fídies (s. V ae).

El naixement de Venus, de Botticelli
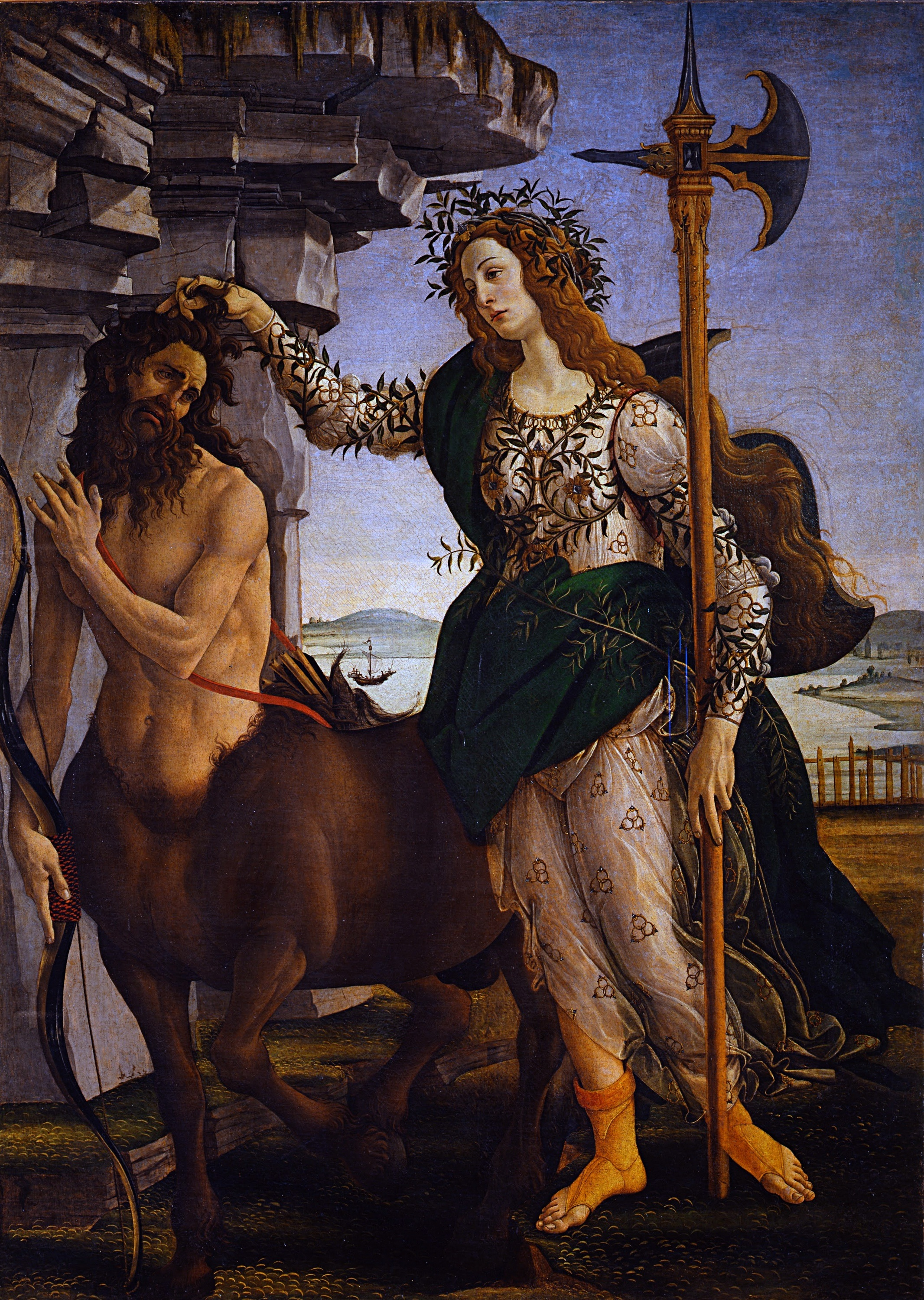
Pal·las i el centaure, de Botticelli.
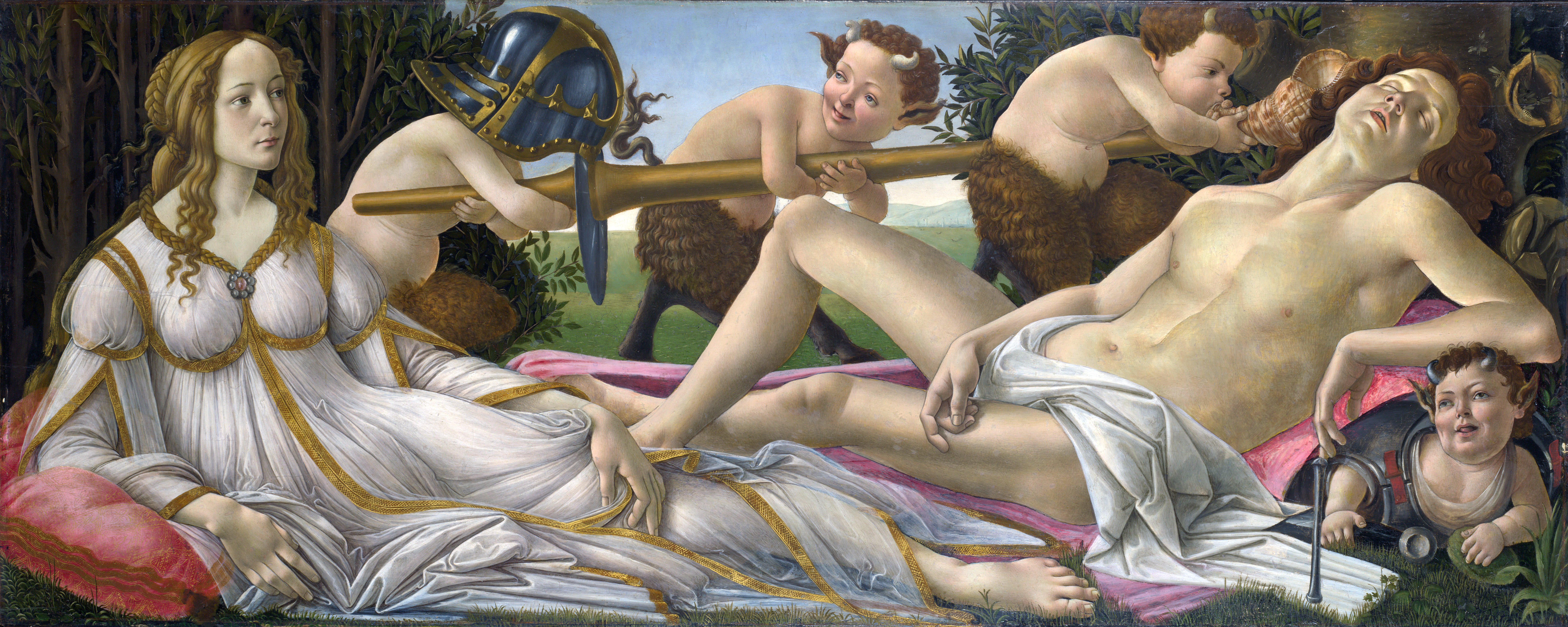
Venus i Mart, de Botticelli.
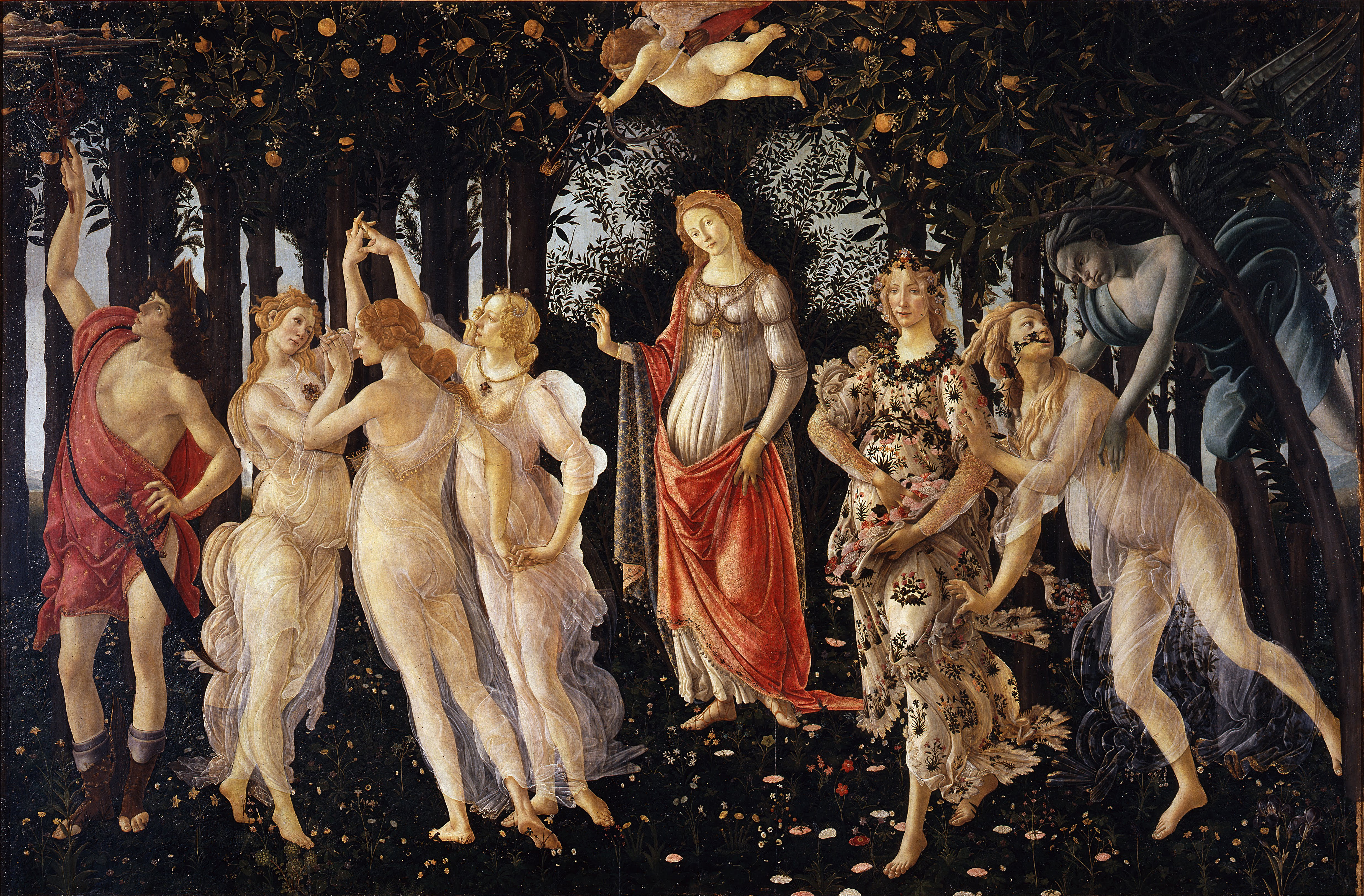
La primavera, de Botticelli.
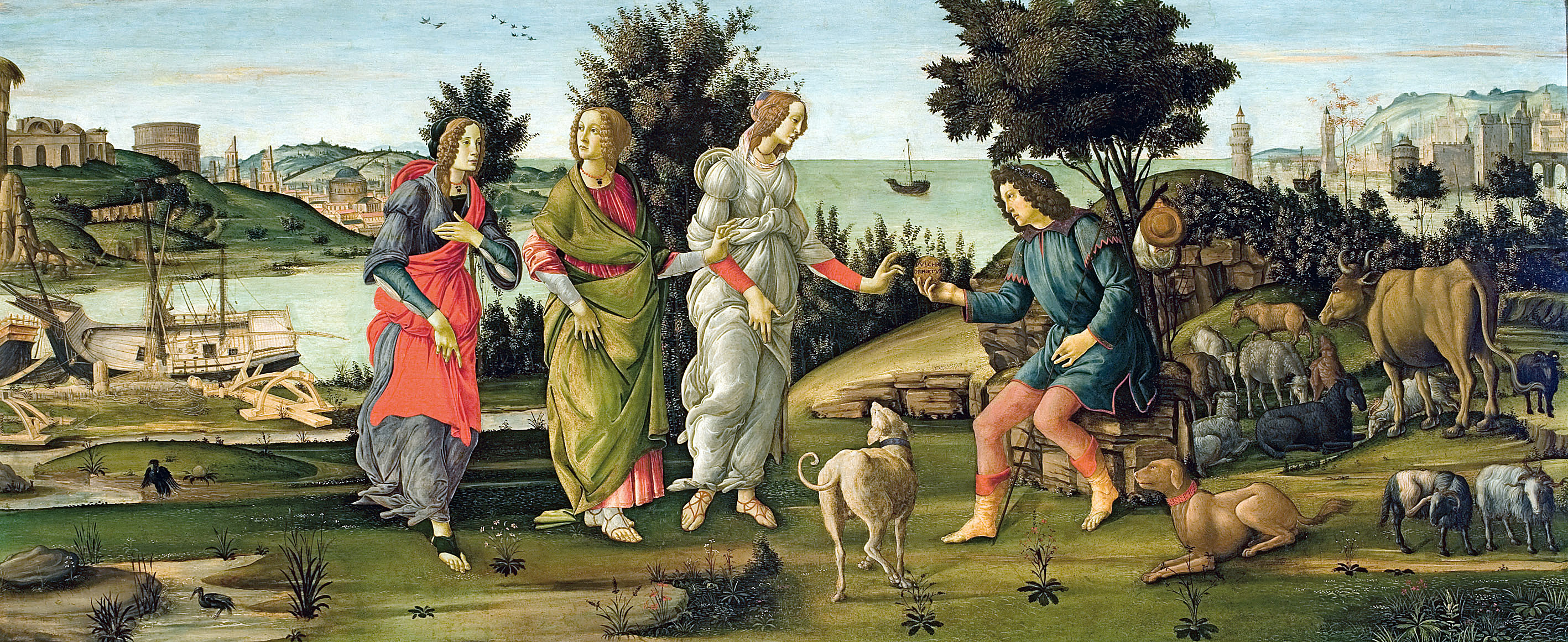
El judici de Paris, de Botticelli.
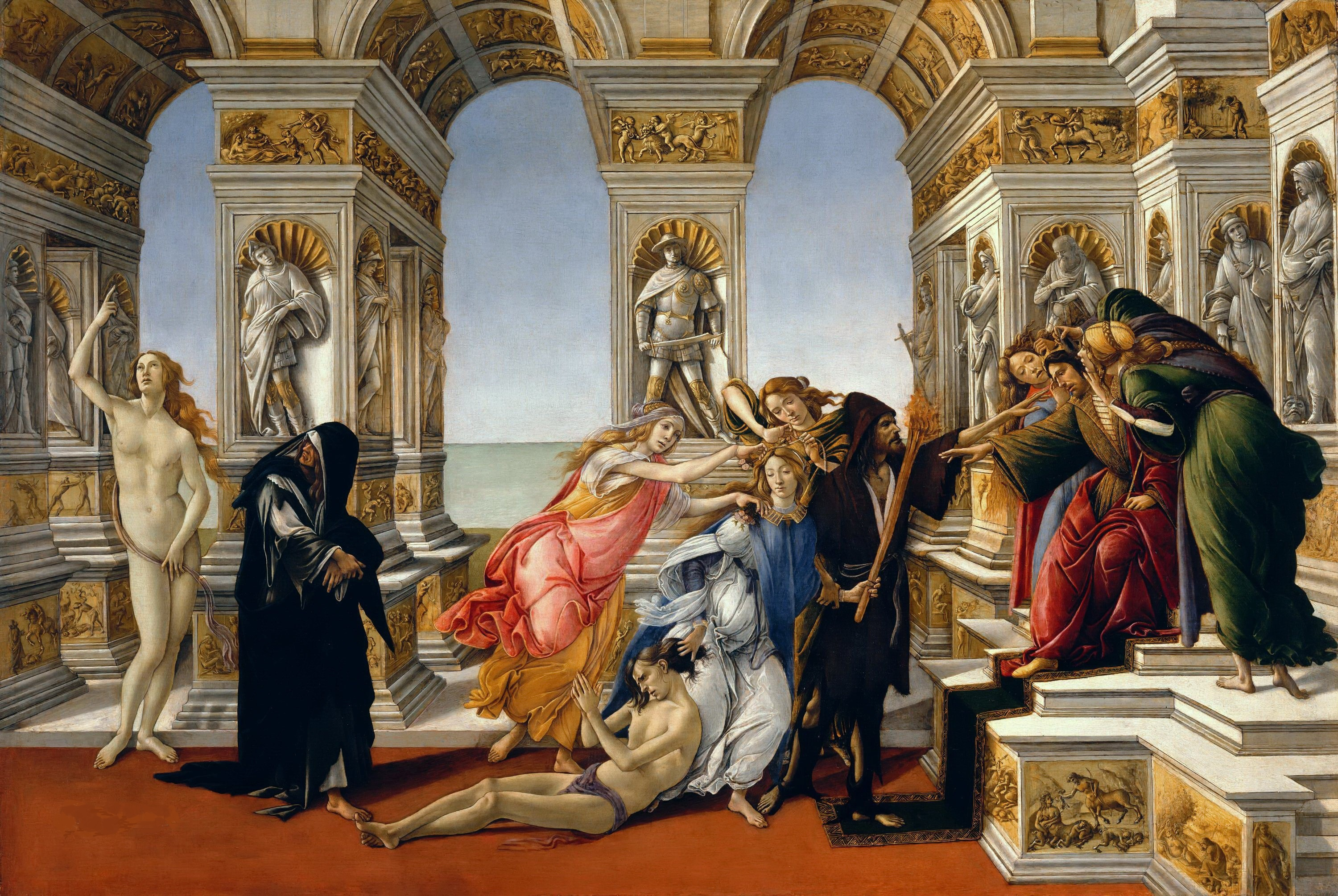
La calumnia d'Apel·les, de Botticelli.

En la Florència dels Mèdici -que declaradament pretenia emular l'Atenes i la Roma antigues- Sandro Botticelli dissenyà un programa iconogràfic basat en temes mitològics: El naixement de Venus (1469), La primavera (1477-1478), Pal·las i el centaure (ca. 1483), Venus i Mart (1483) i El judici de Paris (1485). El mateix Botticelli s'allunyà de la temàtica profana durant la febre iconoclasta que estigué a punt d'eliminar-ne alguna en el domini de Savonarola (1491-1498); tot i que enmig d'ella pintà La calúmnia d'Apel·les (1495), també de temàtica clàssica però no mitològica, sinó al·legòrica i amb una evident lectura moral.

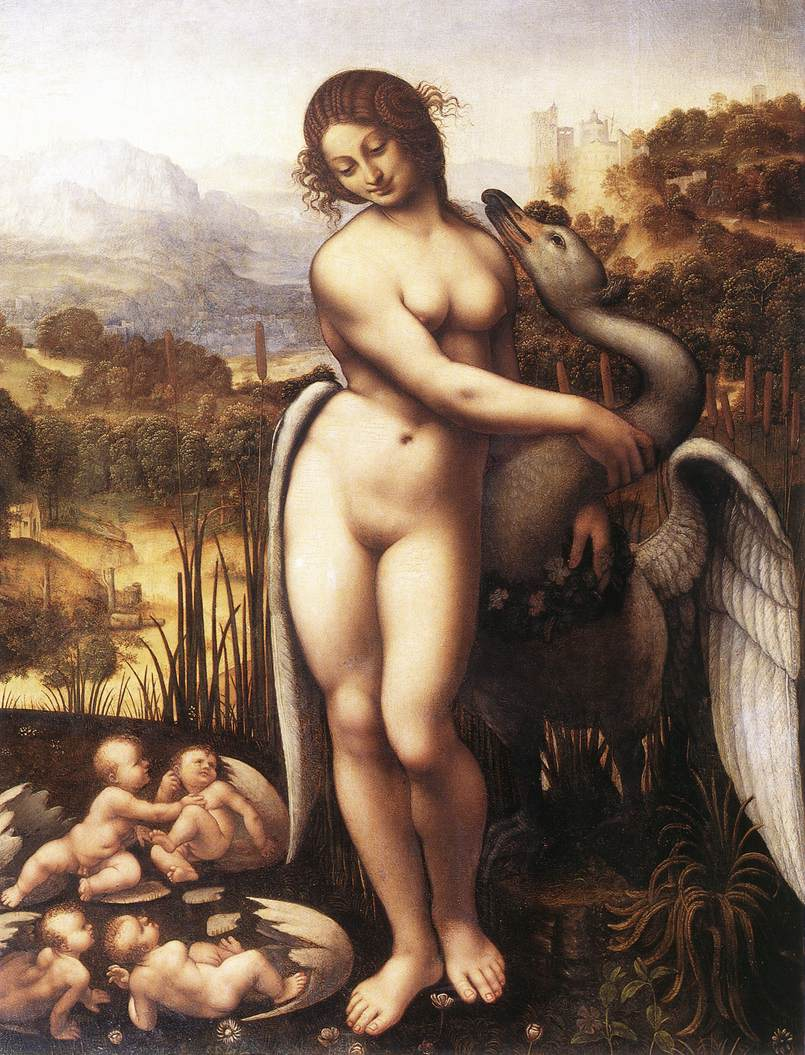
Leda i el cigne, de Leonardo (còpia de l'original desaparegut).
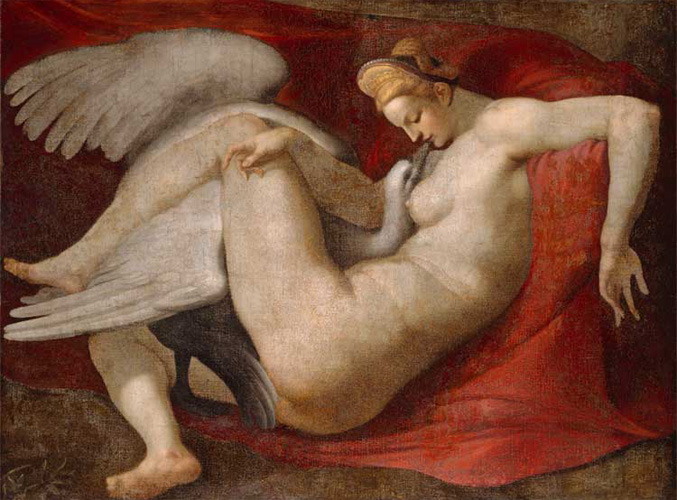
Leda i el cigne, de Michelangelo Buonarroti (còpia de l'original desaparegut).
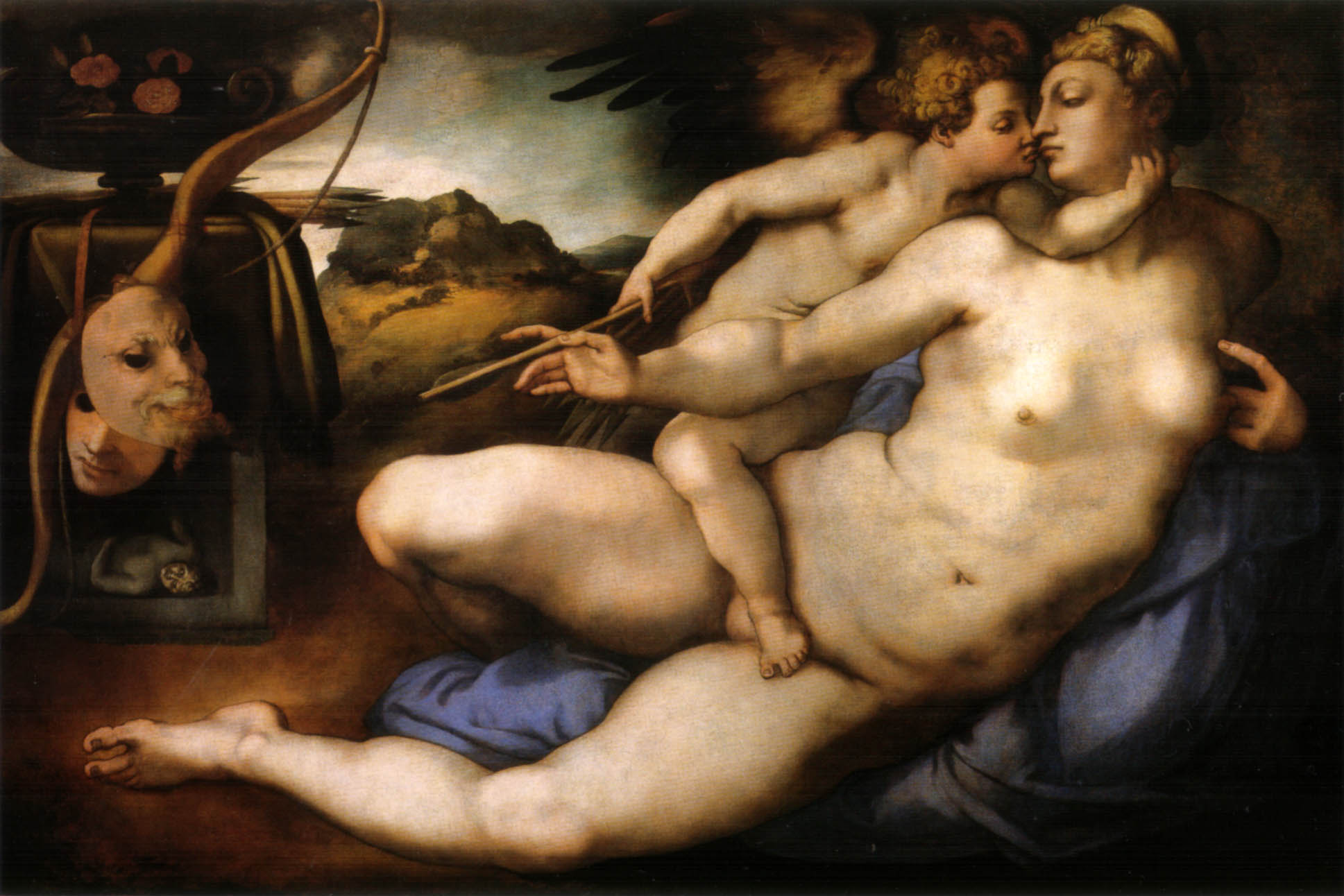
Venus i Amor, de Michelangelo Buonarroti i Pontormo.
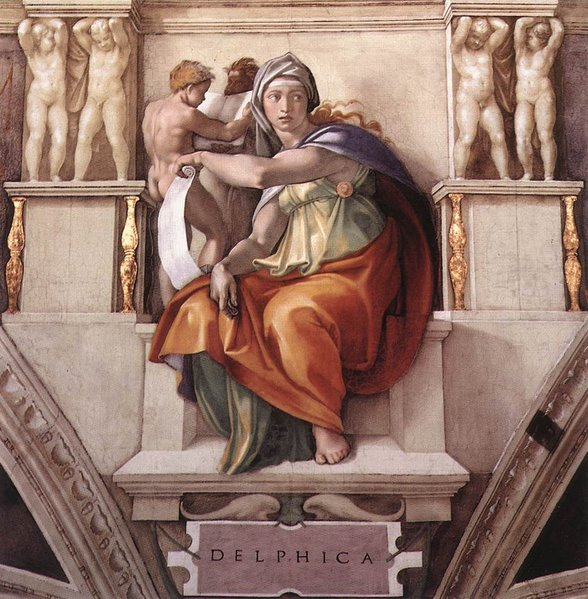
La Sibiŀla dèlfica, de Michelangelo Buonarroti.
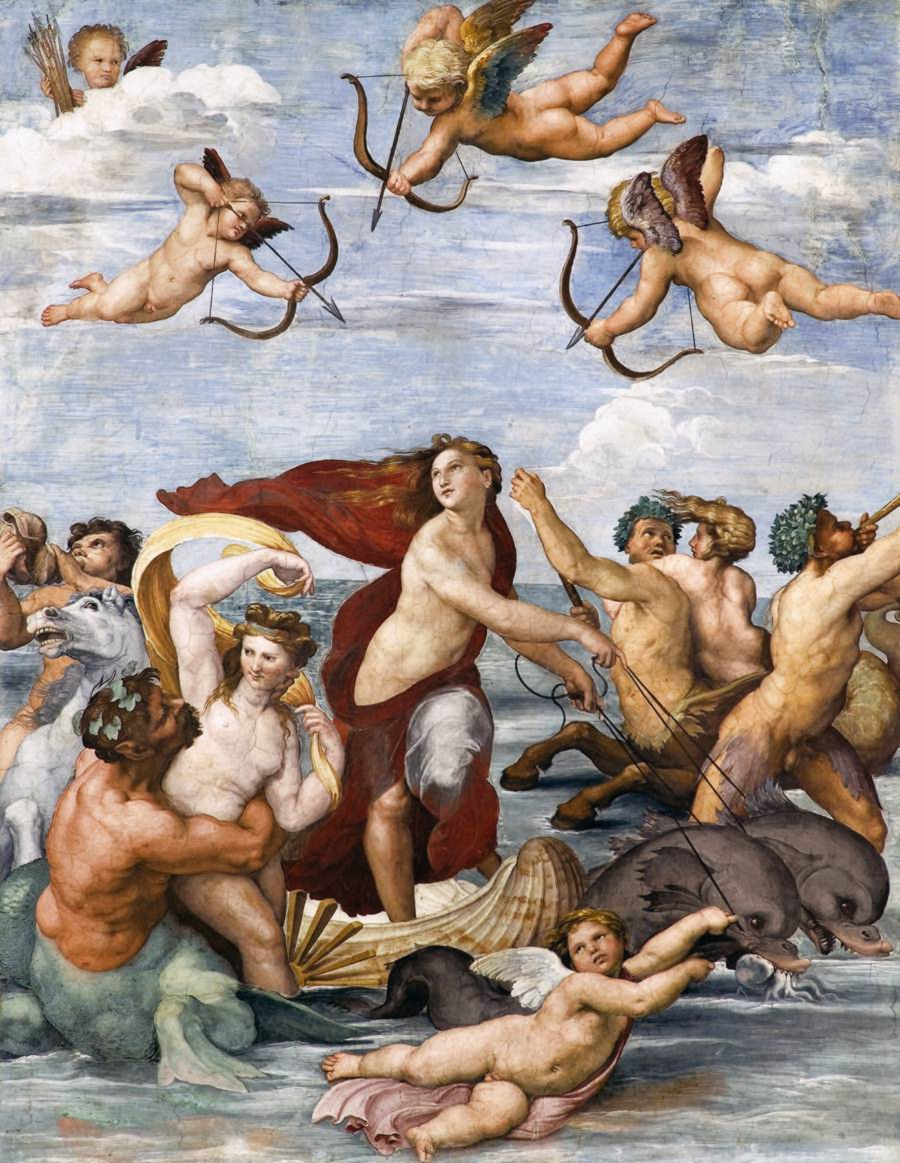
Galatea, de Rafael.
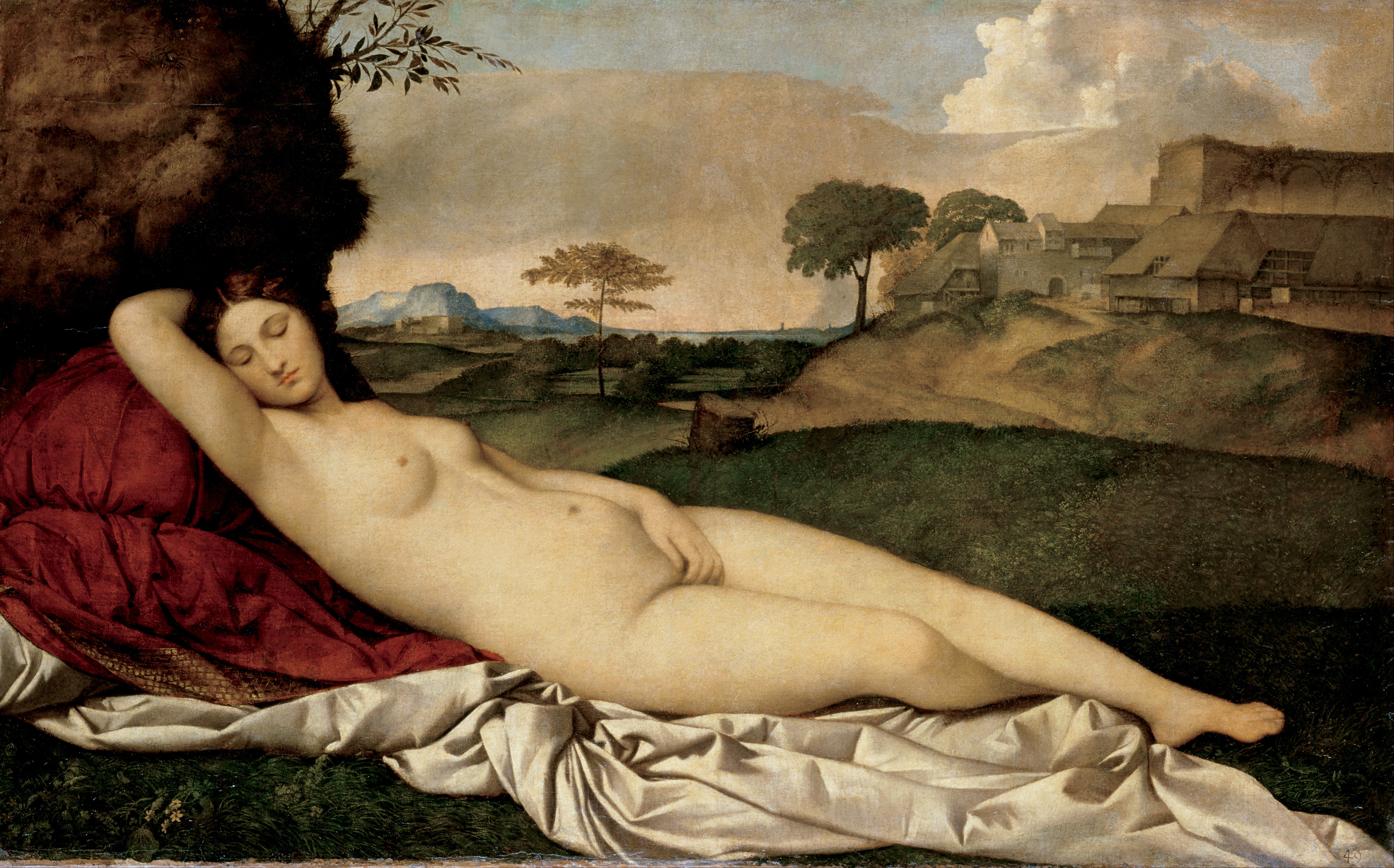
Venus adormida, de Giorgione.

Anys després, ja en ple Renaixement, Leonardo da Vinci pintà una Leda i el cigne (1508); Miquel Àngel, que també pintà el mateix tema i dissenyà Venus i Amor portat al llenç per Pontormo (1533), utilitzà sibil·les per a la volta de la capella Sixtina (1508-1512) i esculpí un Bacus (1496-1497); Rafael va pintar El triomf de Galatea (ca. 1514); Giorgione una Venus adormida (1507-1510). El prolífic Ticià és possiblement el mestre amb més àmplia producció mitològica: Amor sacre i amor profà (1514), El culte de Venus (1516-1518), Bacus i Ariadna (1520-1523), La bacanal (1523-1526), Dànae rebent la pluja d'or (1553-1554).

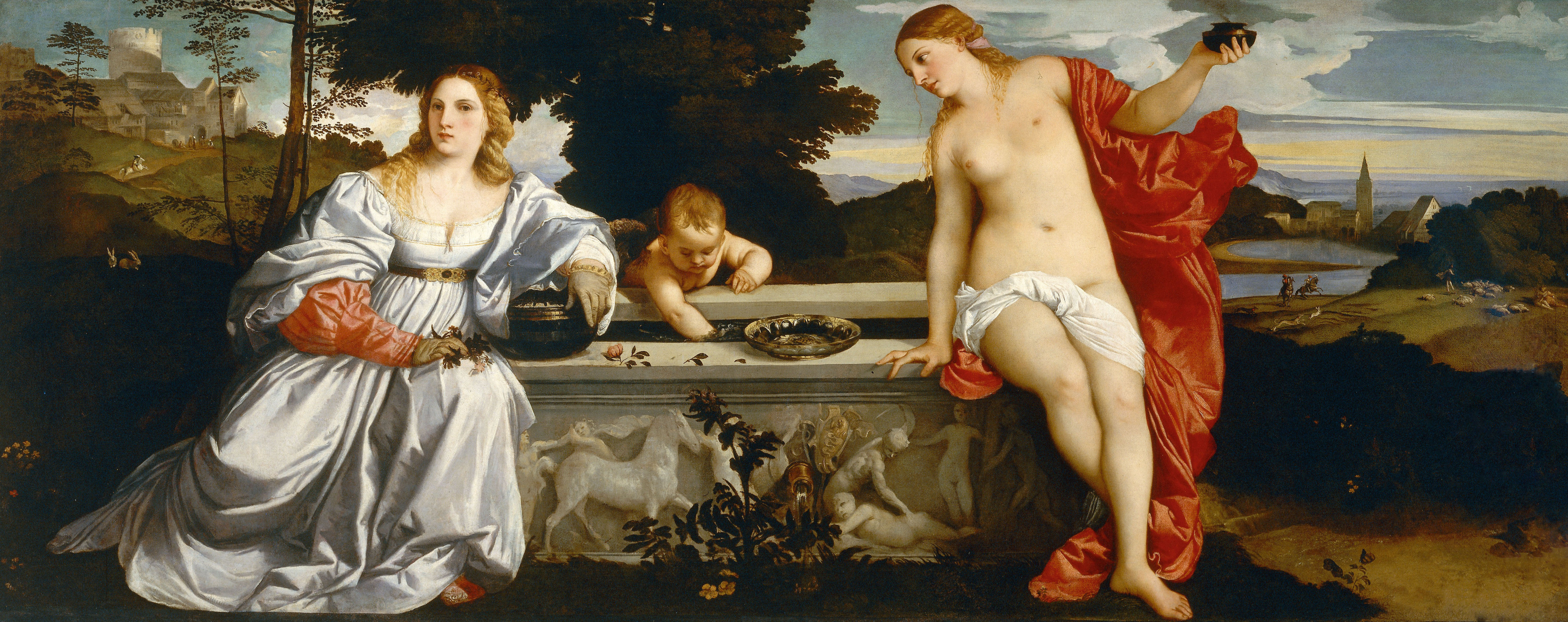
Amor sacre i amor profà, de Ticià.
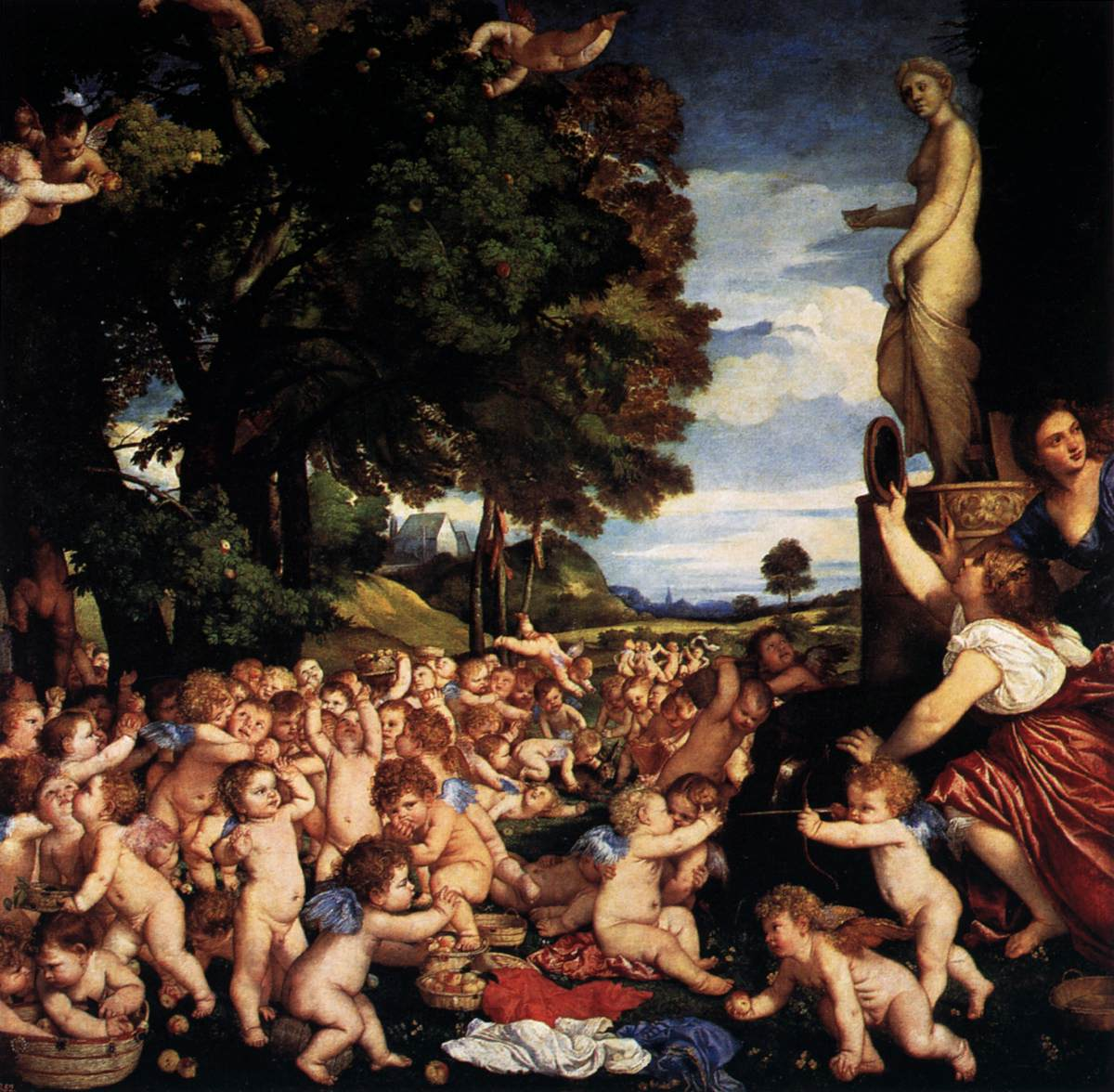
L'ofrena de Venus, de Ticià.
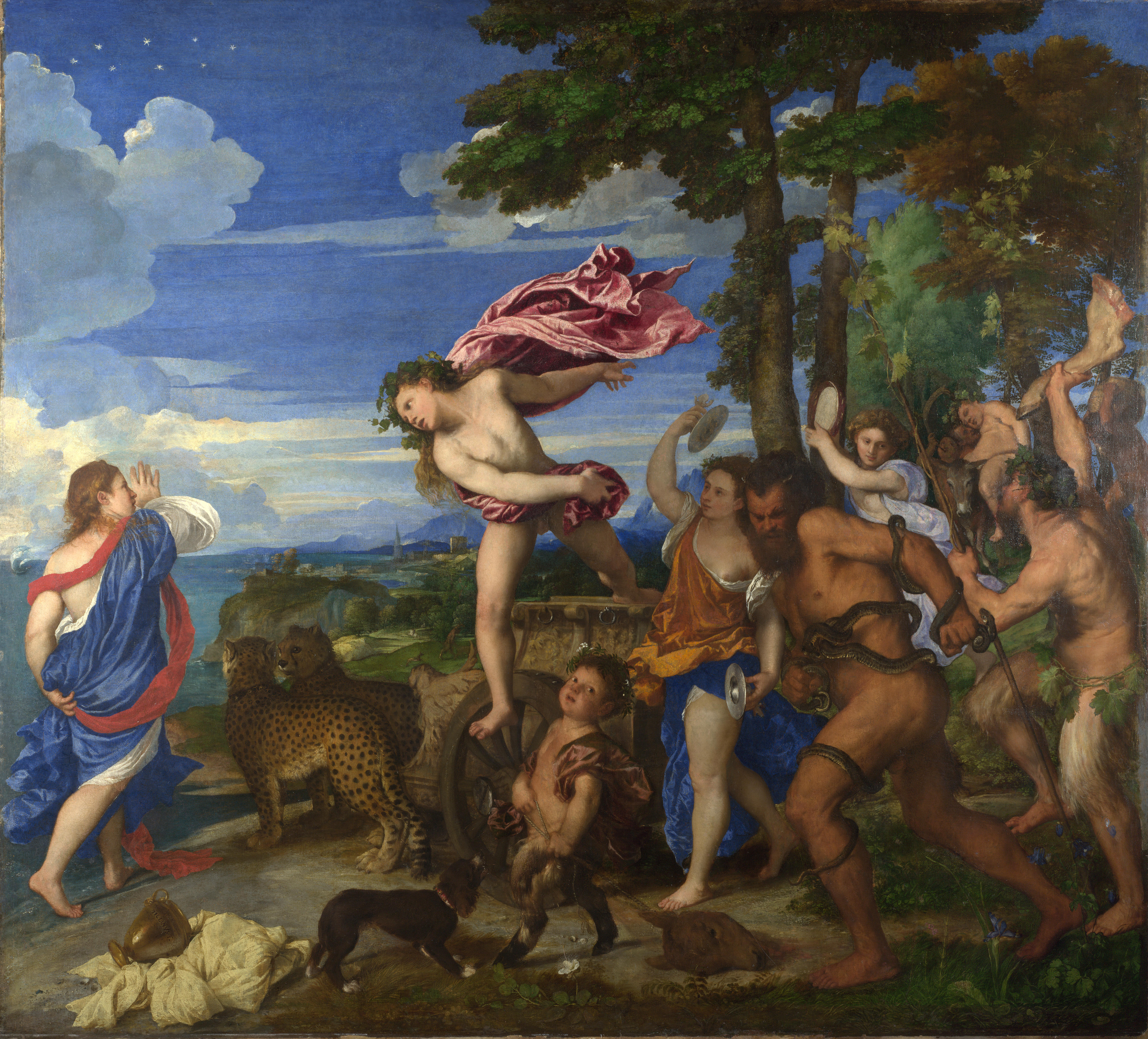
Bacus i Ariadna, de Ticià.
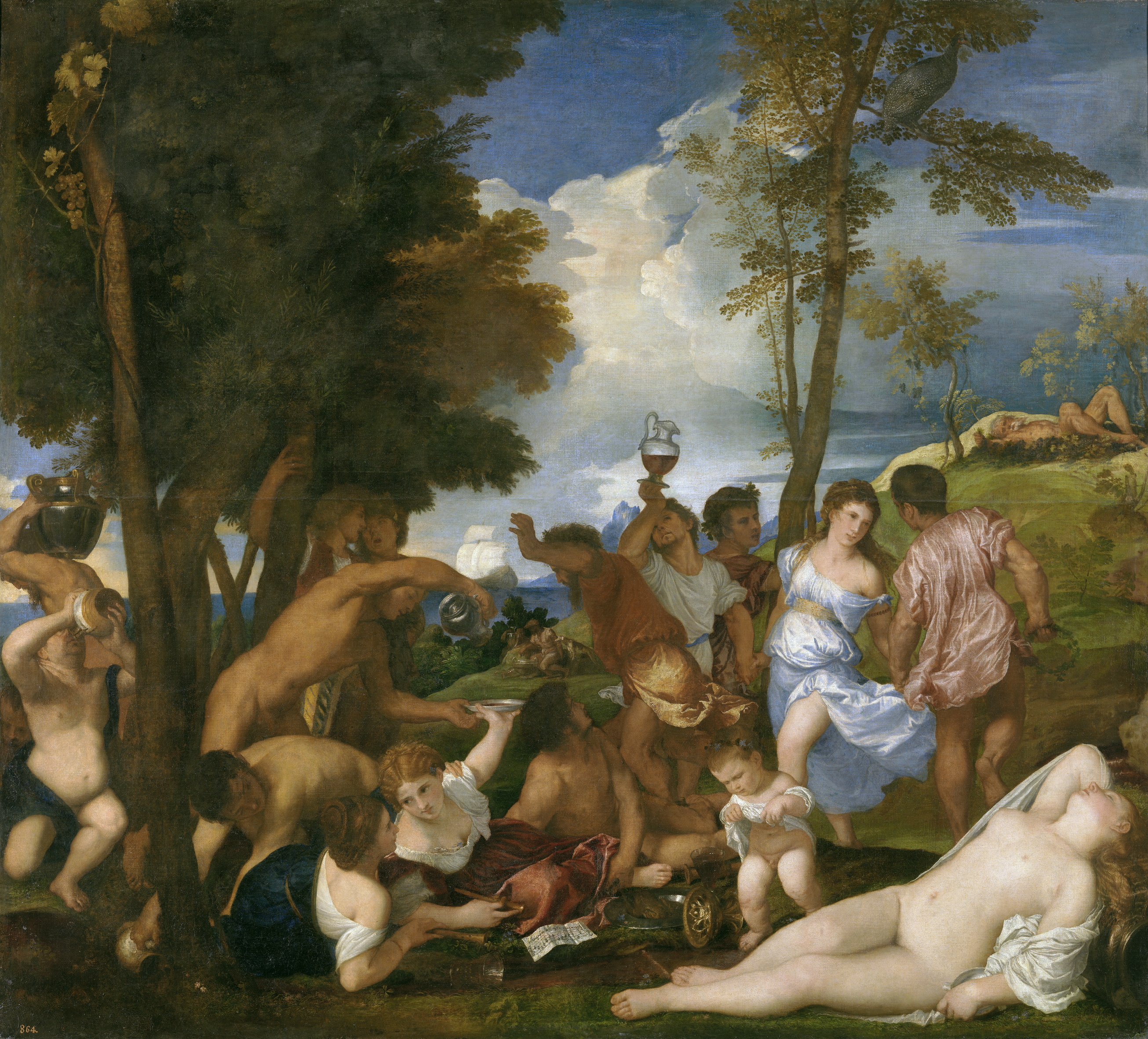
La bacanal dels andrios, de Ticià.
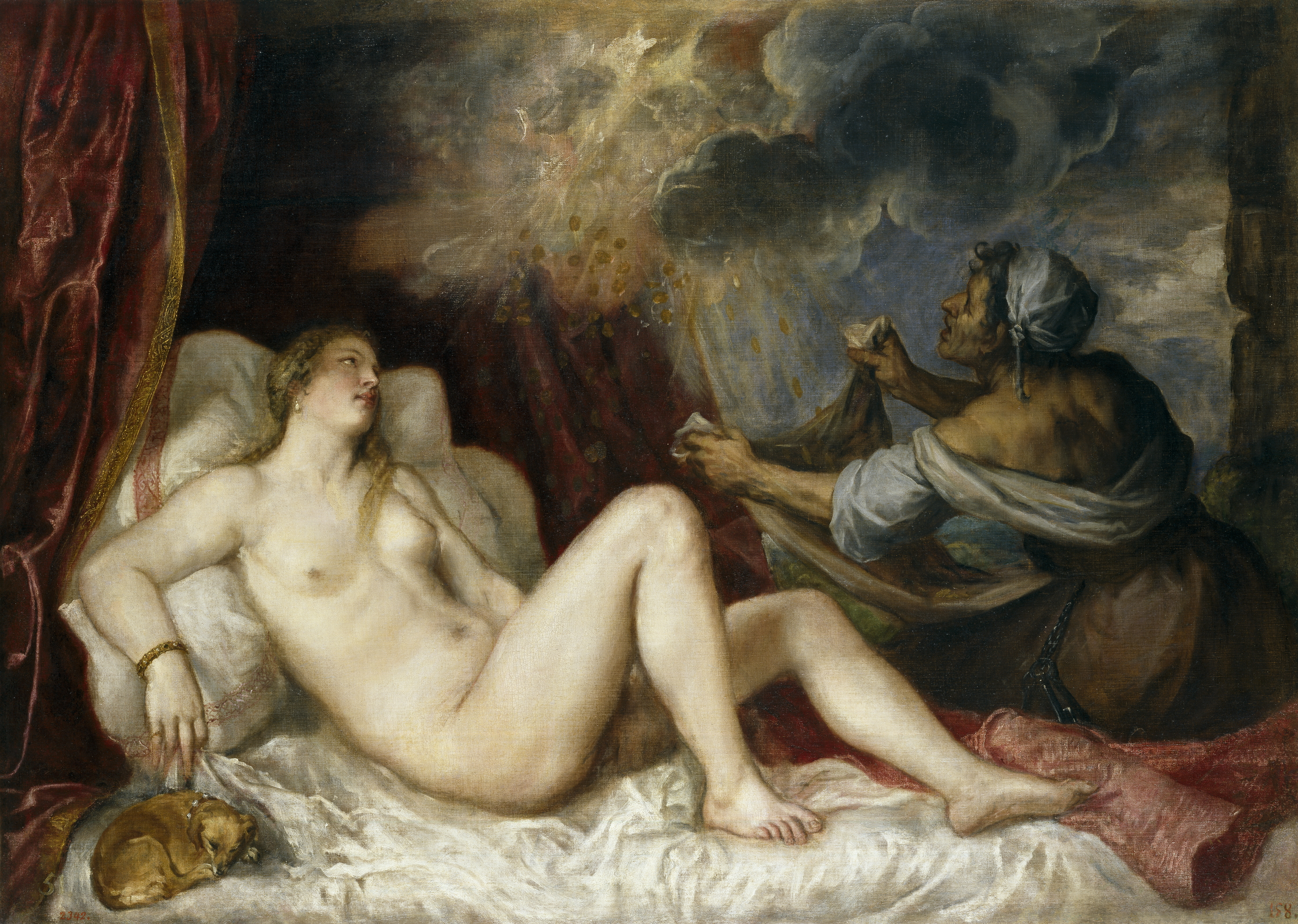
Dànae rebent la pluja d'or, de Ticià

## Manierisme i barroc
Entre els manieristes el gènere fou molt popular, a vegades com una excusa per a la pintura de paisatge (Niccolò dell'Abbate, La mort d'Eurídice, 1552-1571). Entre altres mestres, destaquen Pontormo (Diana i Acteó, 1524, Vertumne i Pomona, 1521), Correggio (Sàtir, Venus i Cupido, 1525), Parmigianino (Cupido fabricant el seu arc, 1533-1535), Bronzino (Al·legoria del triomf de Venus, 1540), Tintoretto (Vulcà sorprén Venus i Mart, 1545, Hèrcules trau Faune del jaç d'Ònfale, ca. 1585) o Veronés (Venus i Adonis, ca. 1580).

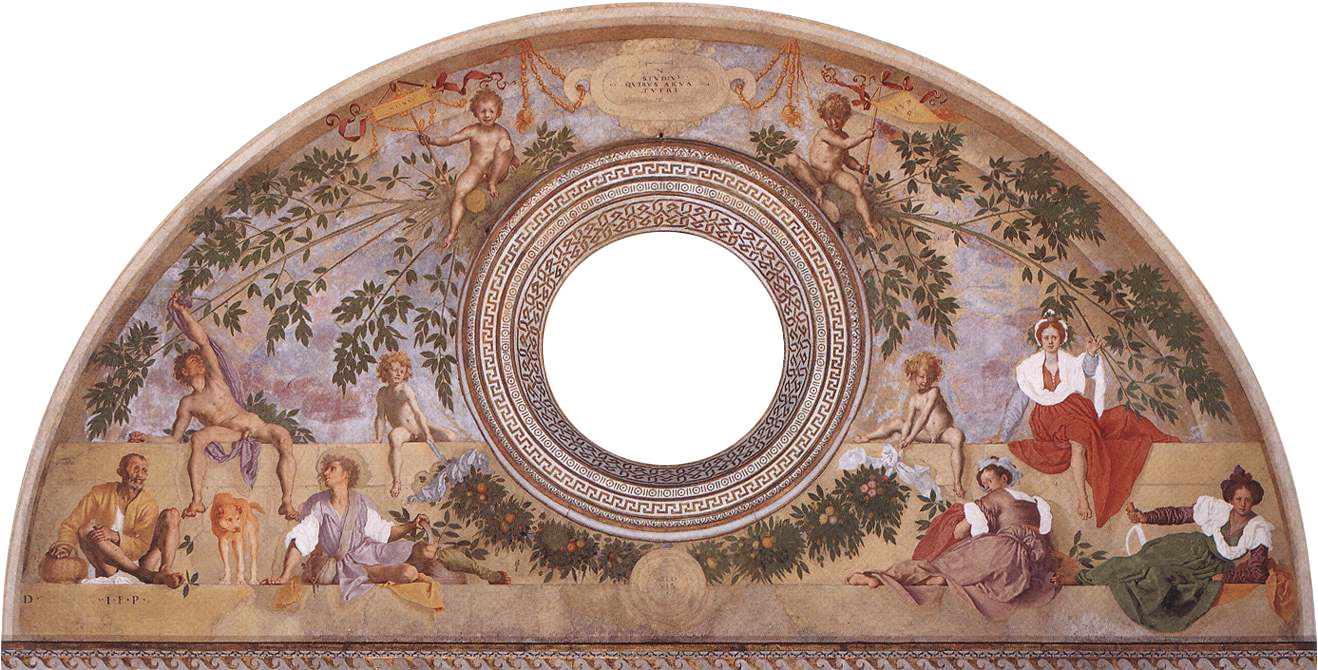
Vertumno y Pomona, de Pontormo.
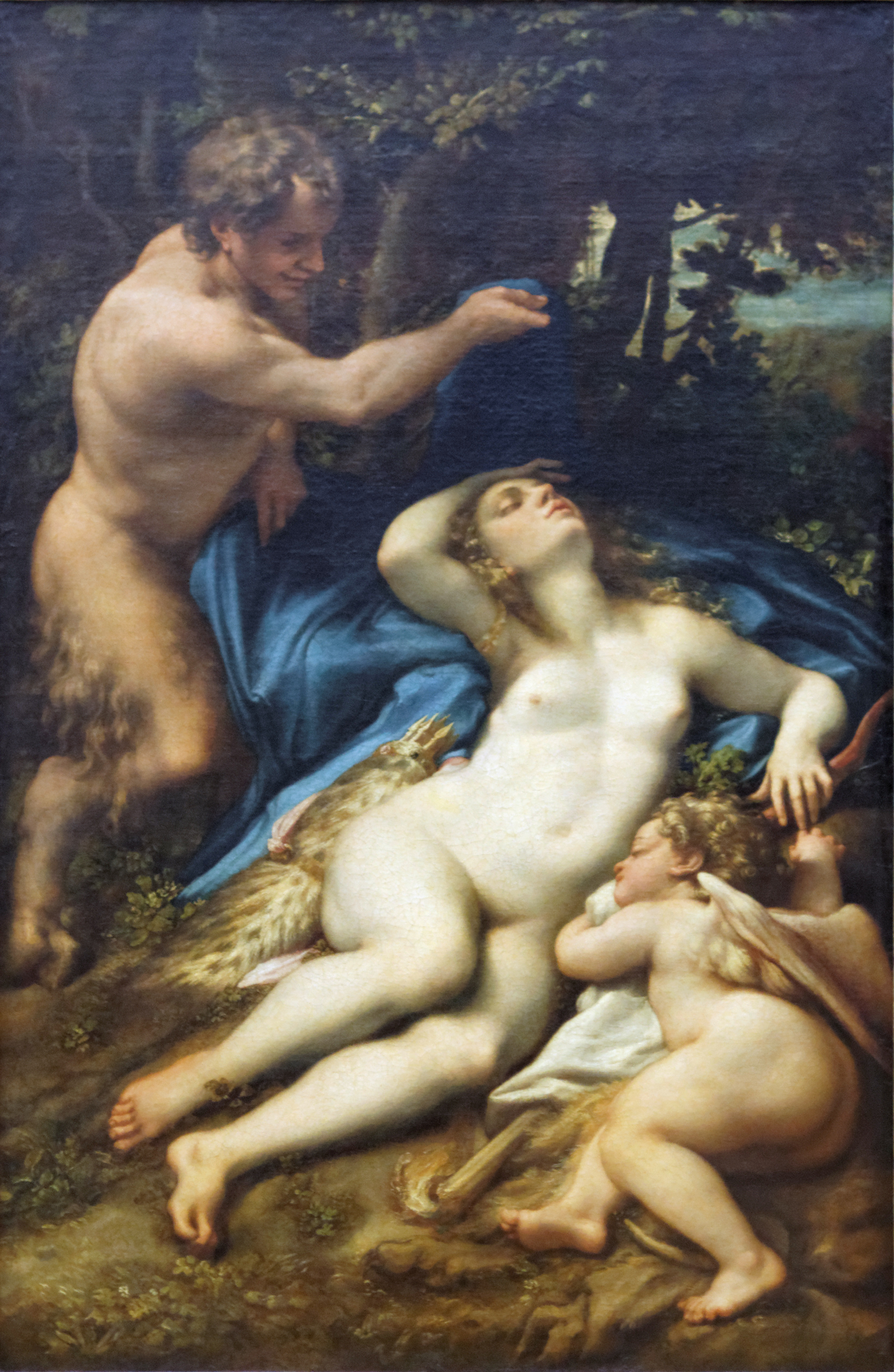
Sátiro, Venus y Cupido, de Correggio.
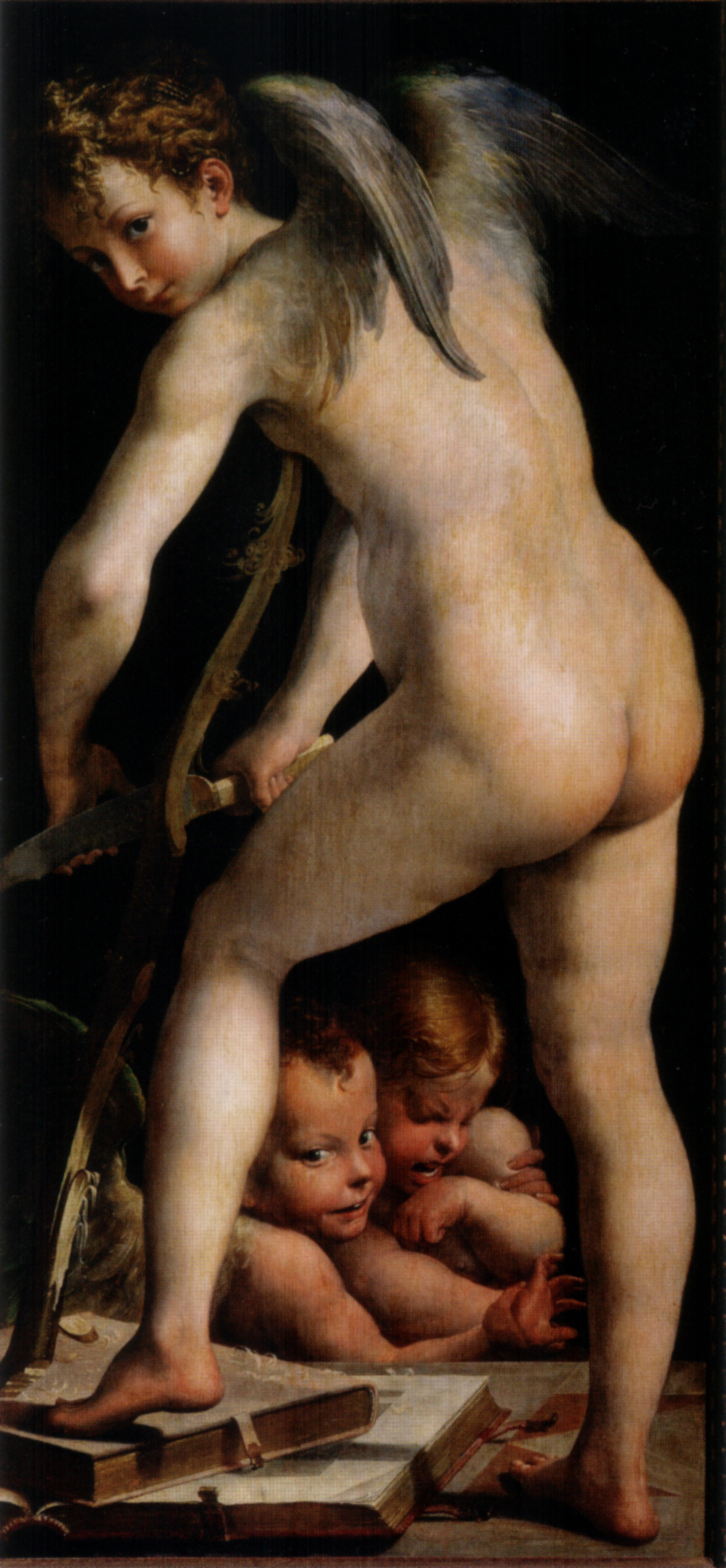
Copaido fabricando su arco, de Parmigianino.
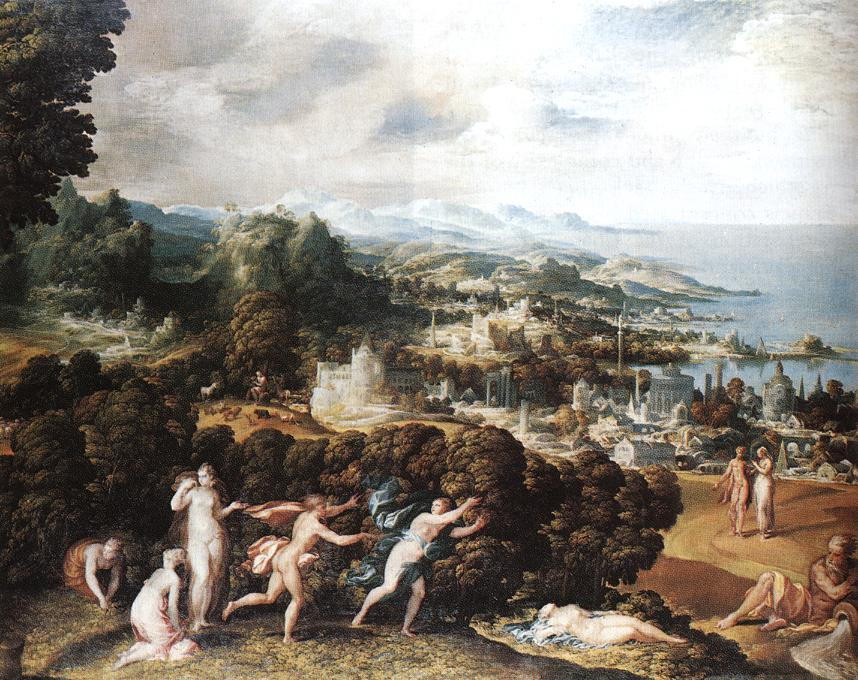
La mort d'Eurídice, d'Abbate.
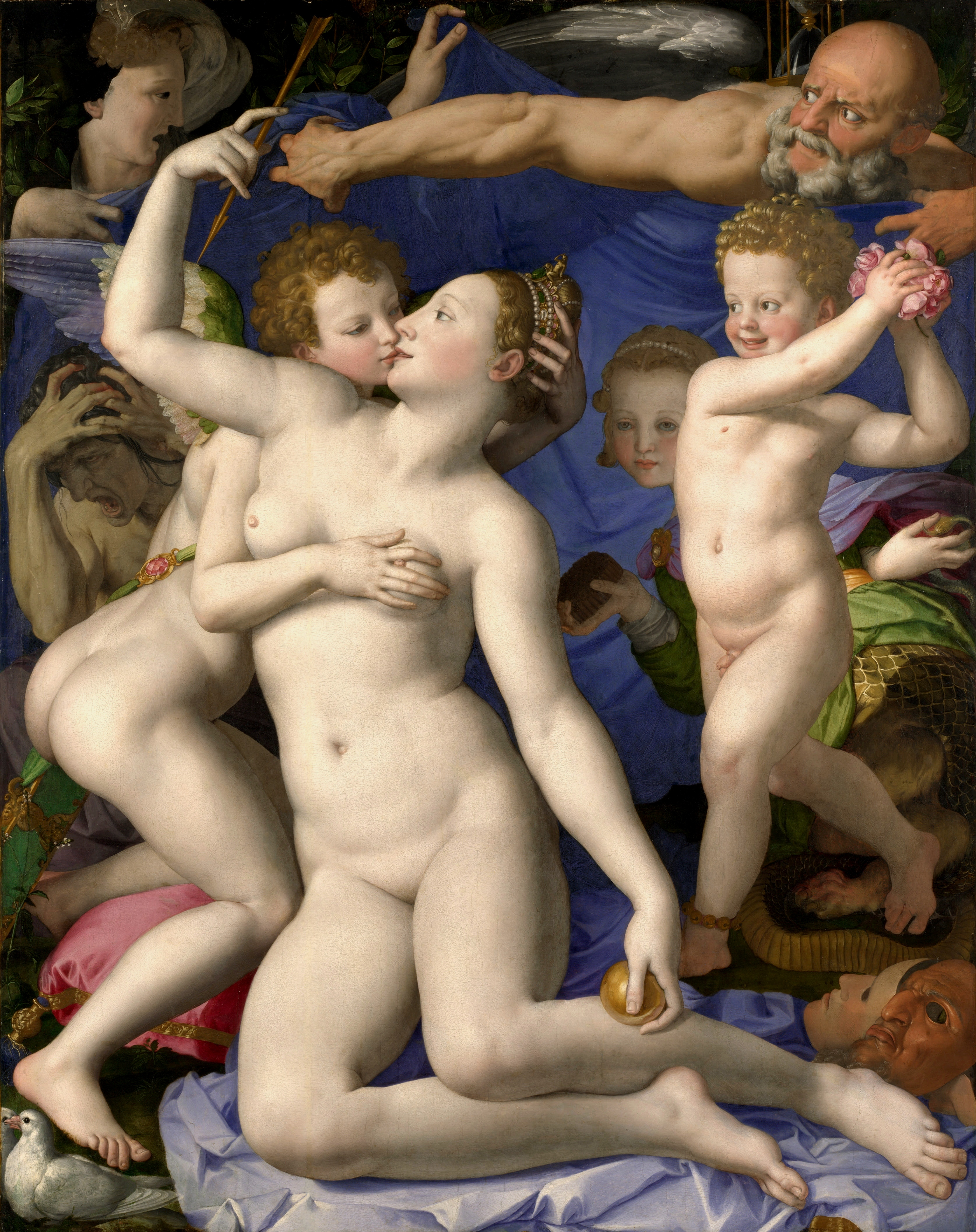
Alegoria del triomf de Venus, de Bronzino.
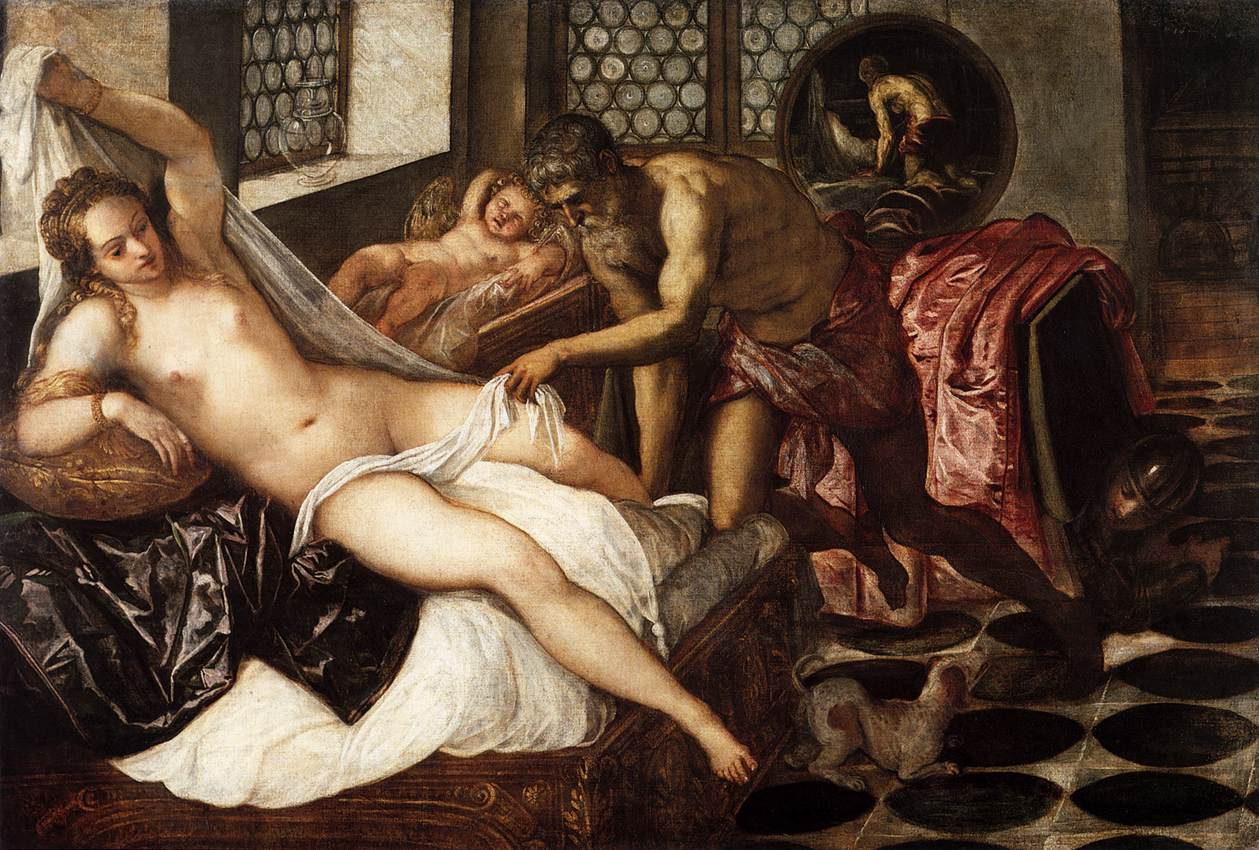
Venus, Mart i Vulcà, de Tintoretto.
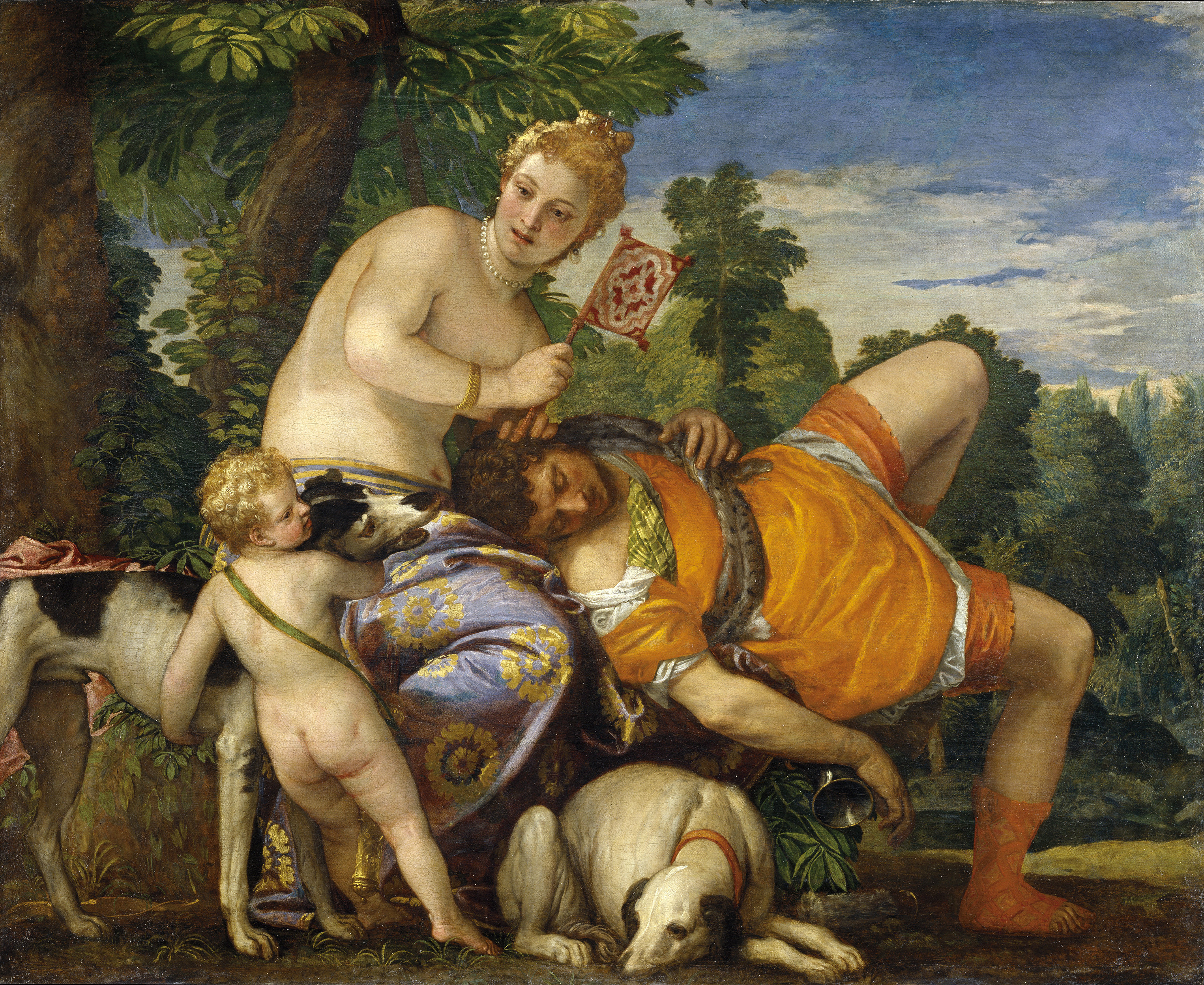
Venus i Adonis, del Veronès.

Ja prop del s. XVII, els criteris classicistes del gènere es mantenen en els Carracci (Agostino -Venus i Mart, 1600- i Annibale -Venus, Adonis i Cupido, 1595, Hèrcules a la cruïlla, 1596-) i Guido Reni (Hipomenes i Atalanta, 1618); mentre que, inaugurant el barroc, Caravaggio pinta el seu Bacus jove (ca. 1595).

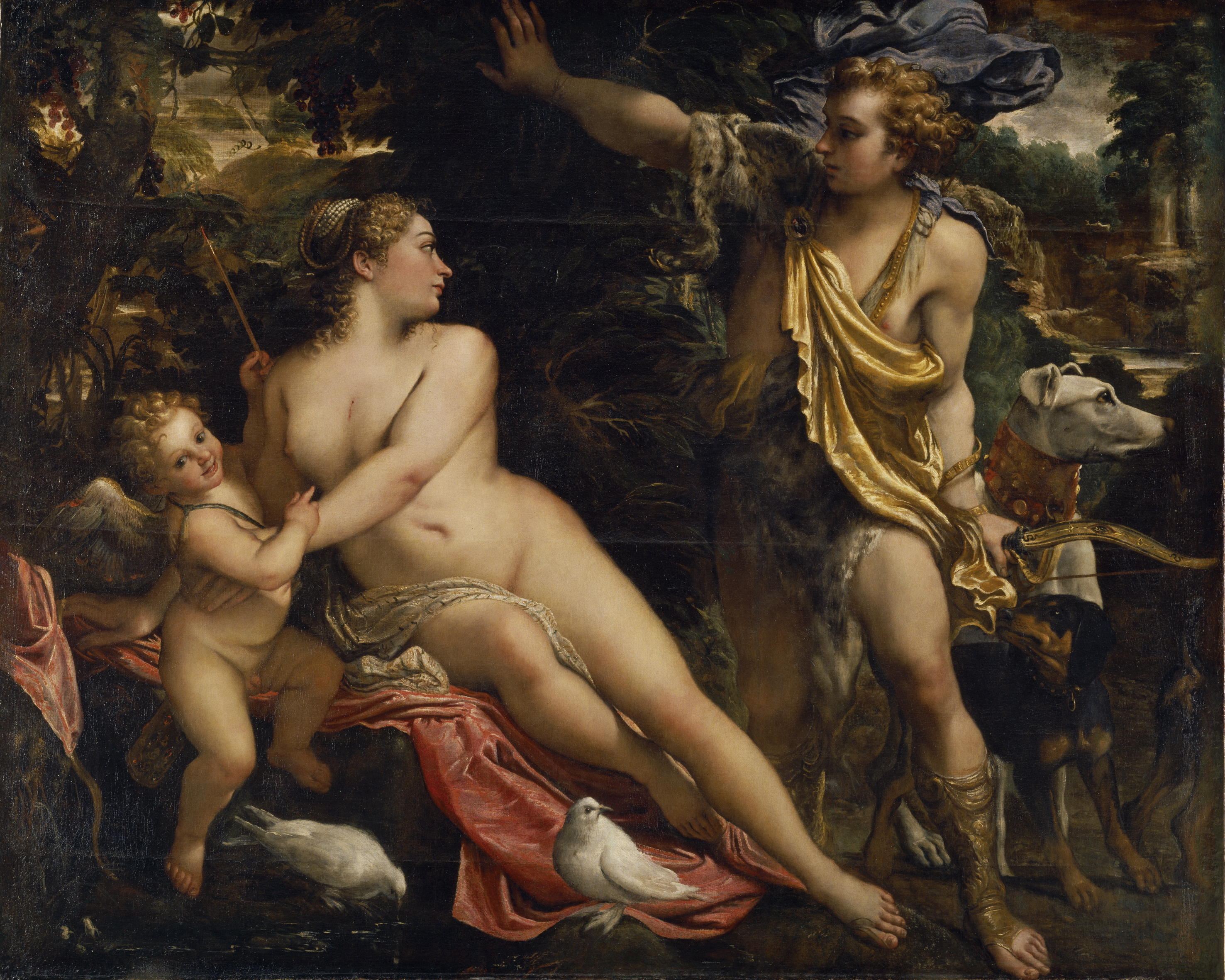
Venus, Adonis y Cupido, d'Annibale Carracci (1595).
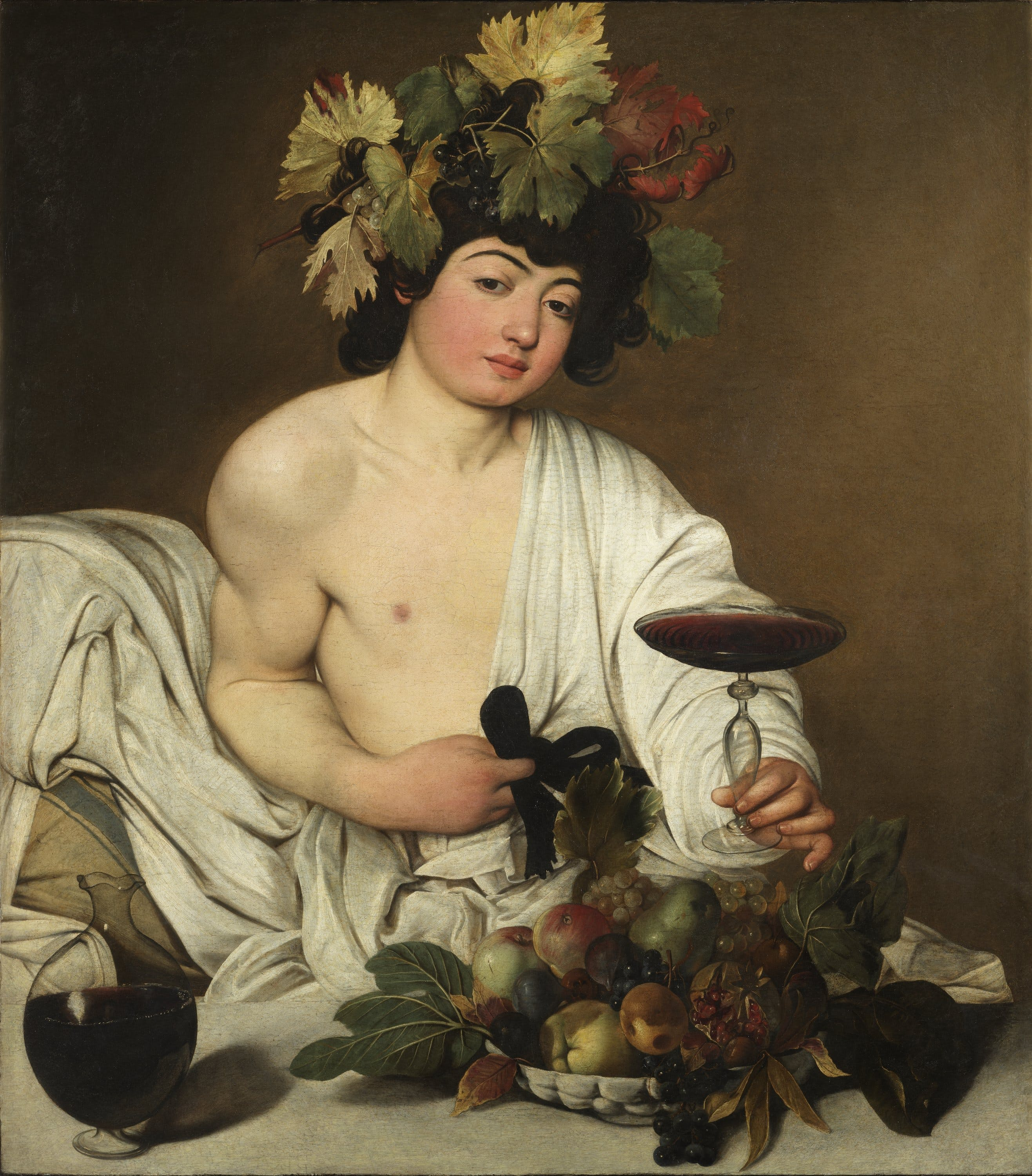
Baco, de Caravaggio (1595).
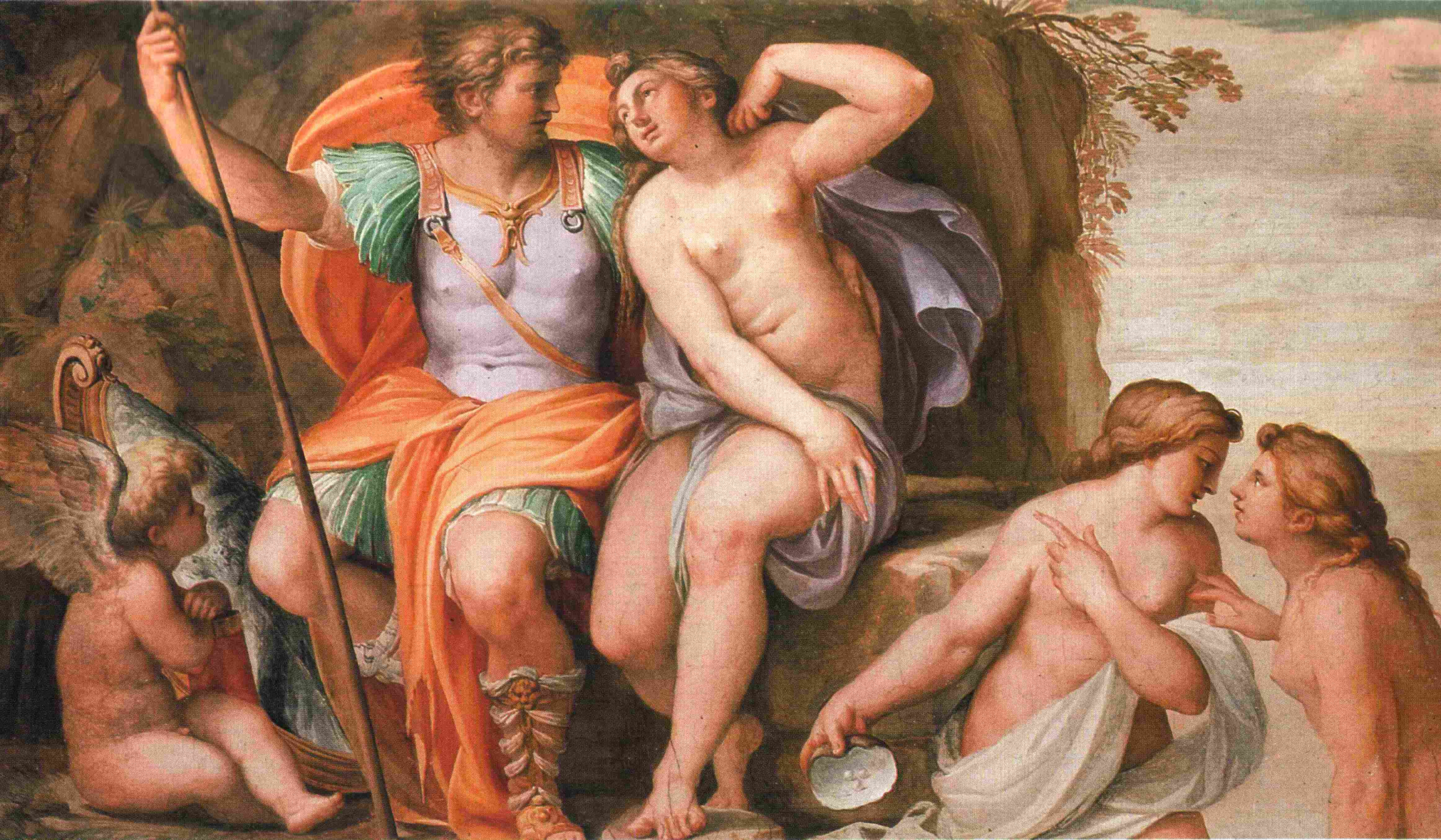
Venus i Mart, d'Agostino Carraci (1600).
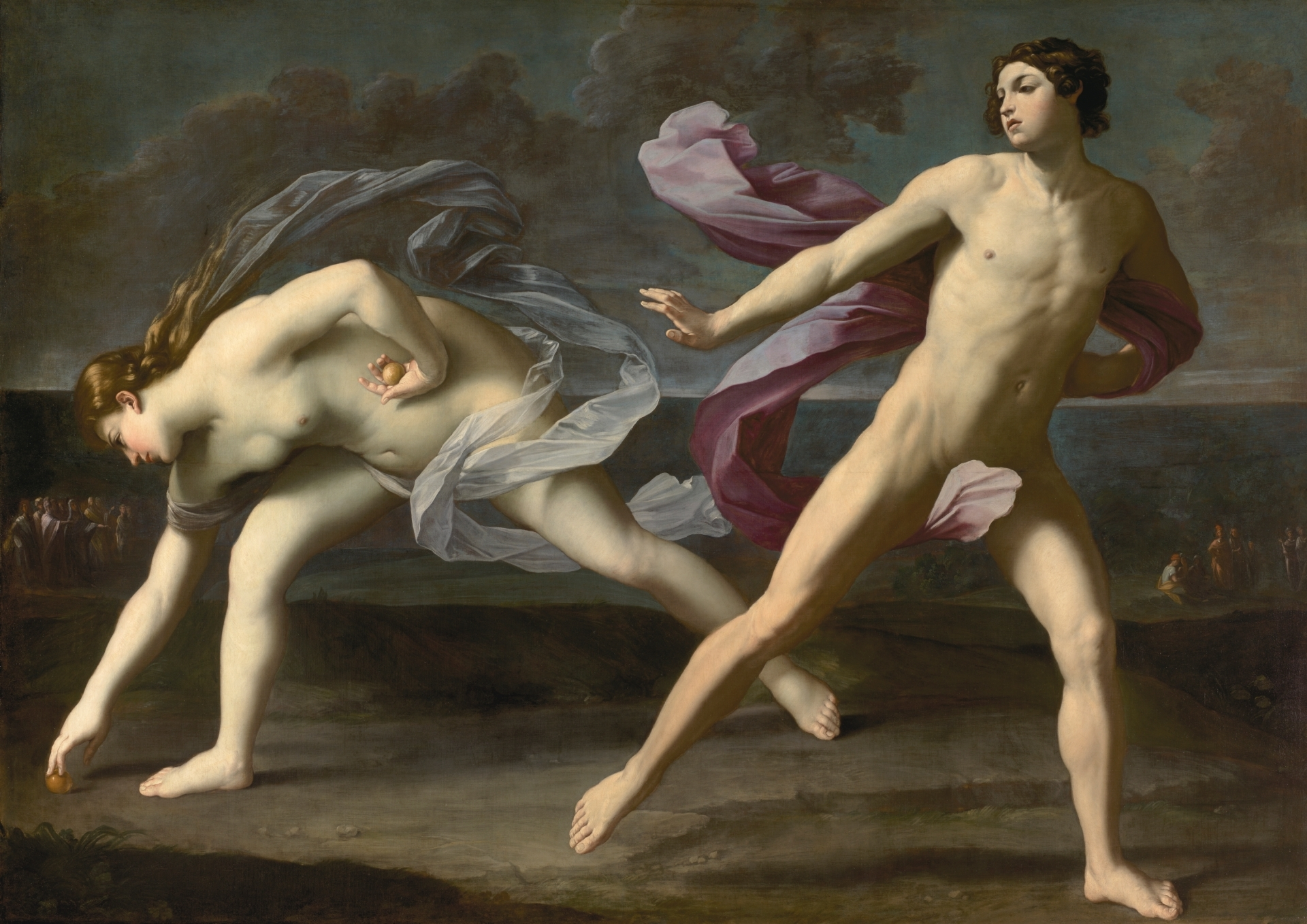
Hipómenes y Atalanta, de Guido Reni (1618).

La difusió del Renaixement per tot Europa inclogué també els temes mitològics, visibles en Albrecht Dürer, Jan Gossaert, Jan van Scorel, Adam Elsheimer o Karel van Mander ("el Vasari del Nord"); n'arriba a la culminació en el barroc flamenc de Peter Paul Rubens o Jacob Jordaens. Els grans mestres neerlandesos no destacaren tant en aquest gènere, només tractat pels representants menors d'aquesta escola.

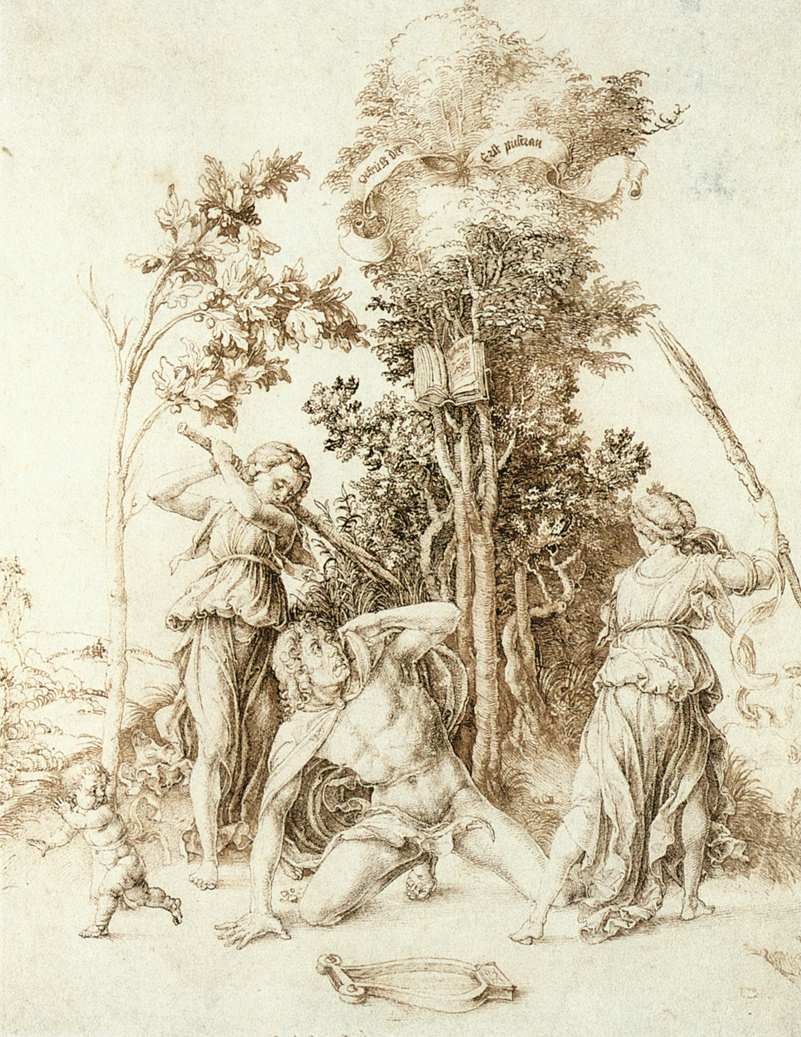
La muerte de Orfeo, de Durero (1494).
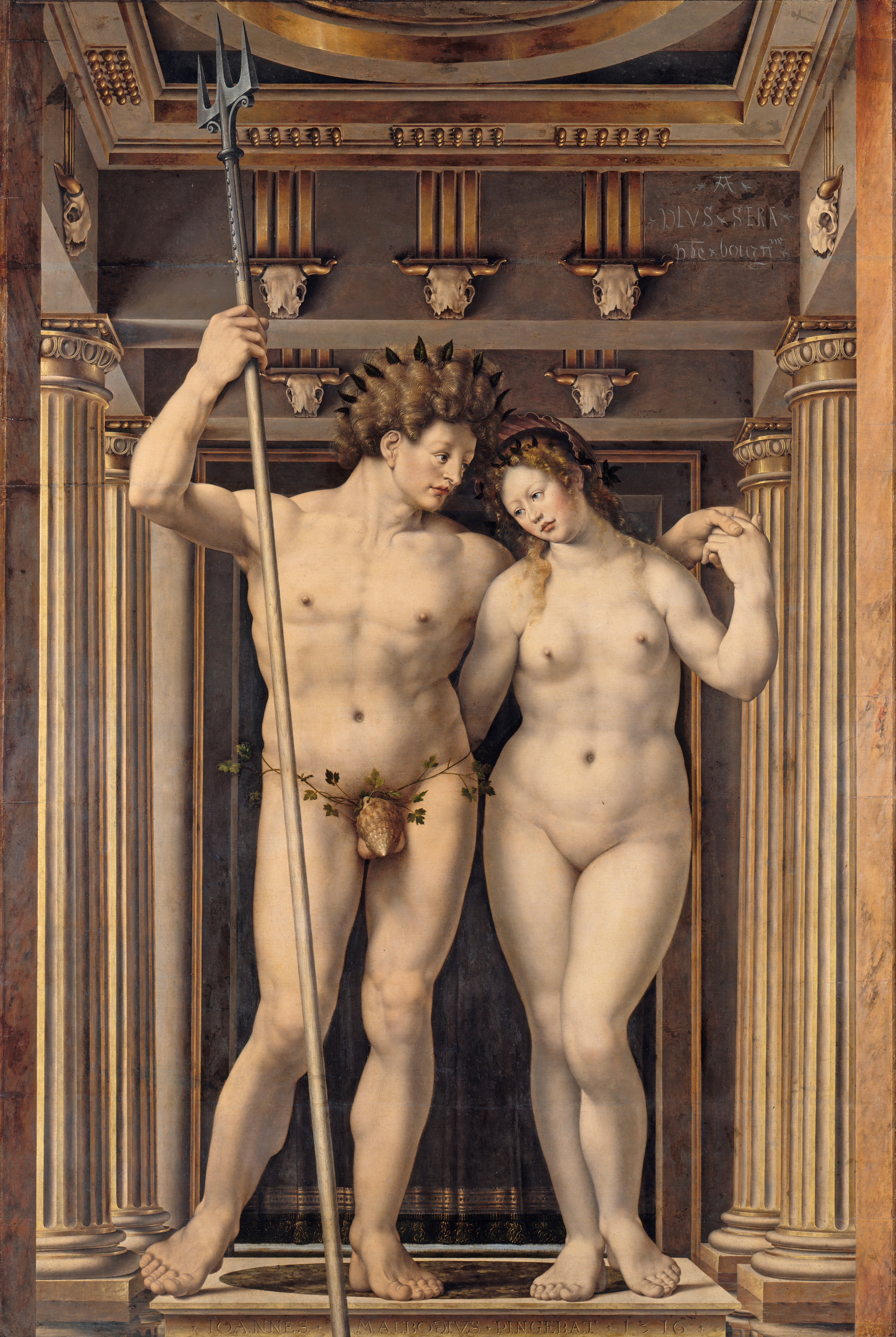
Neptuno y Anfitrite, de Gossaert (1516).
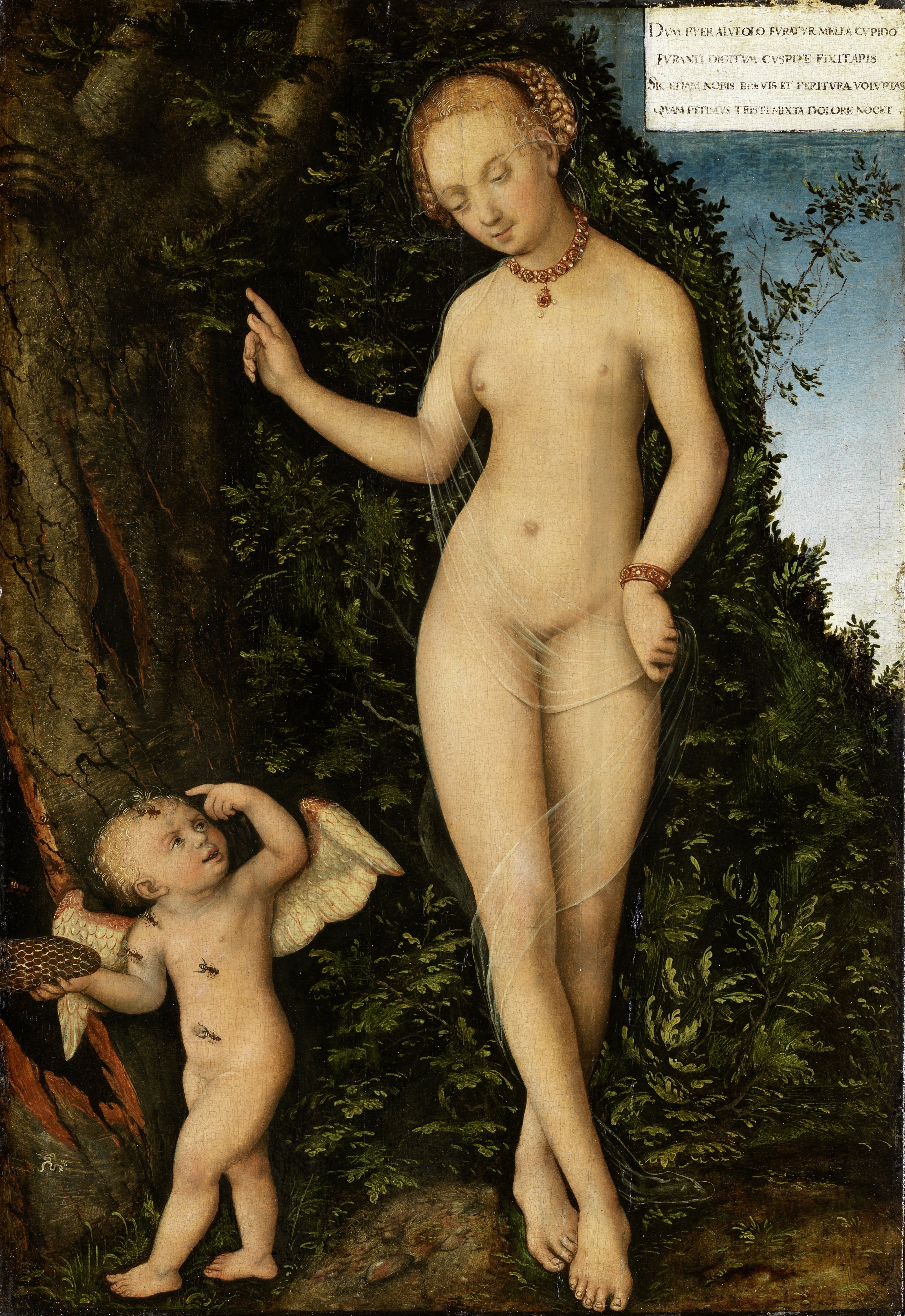
Venus y Cupido, de Lucas Cranach el Viejo (1537).
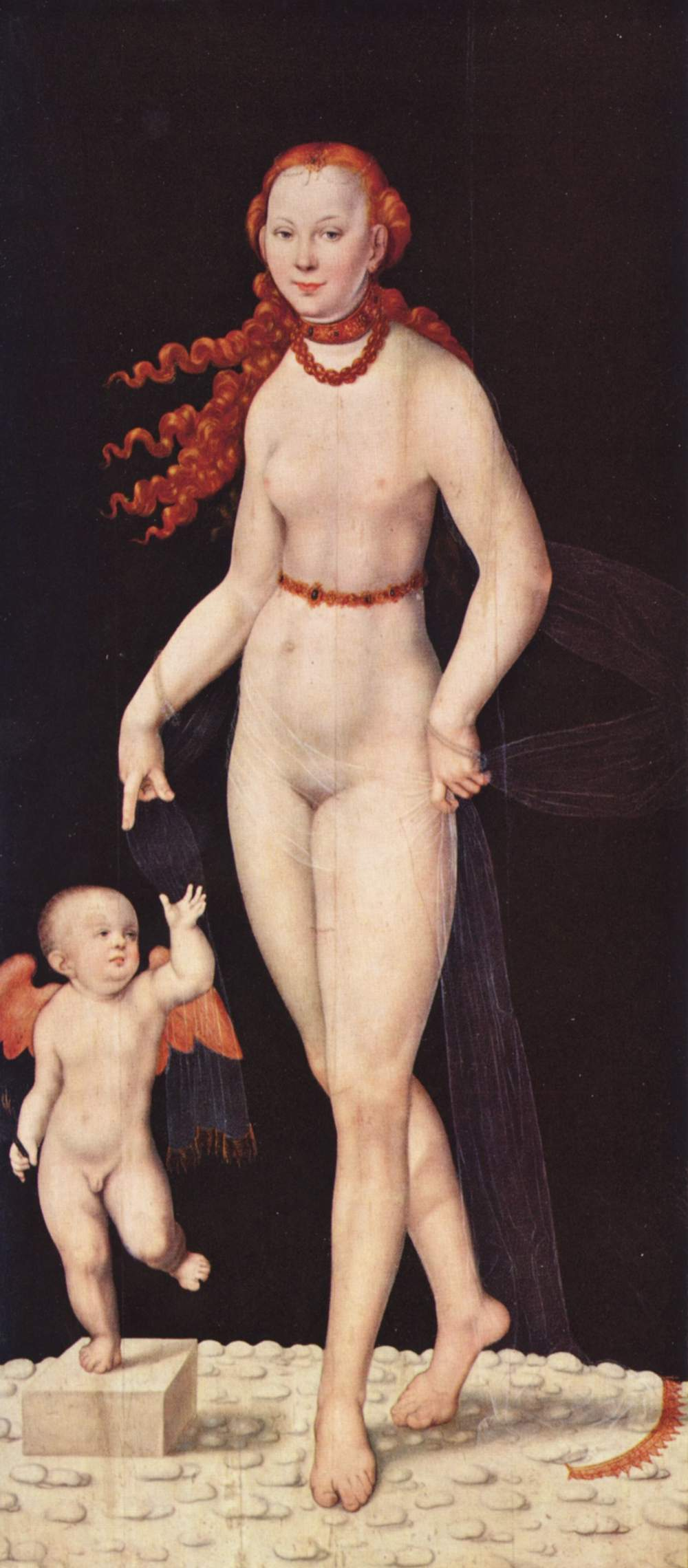
Venus y Cupido, de Lucas Cranach el Joven (ca. 1540).
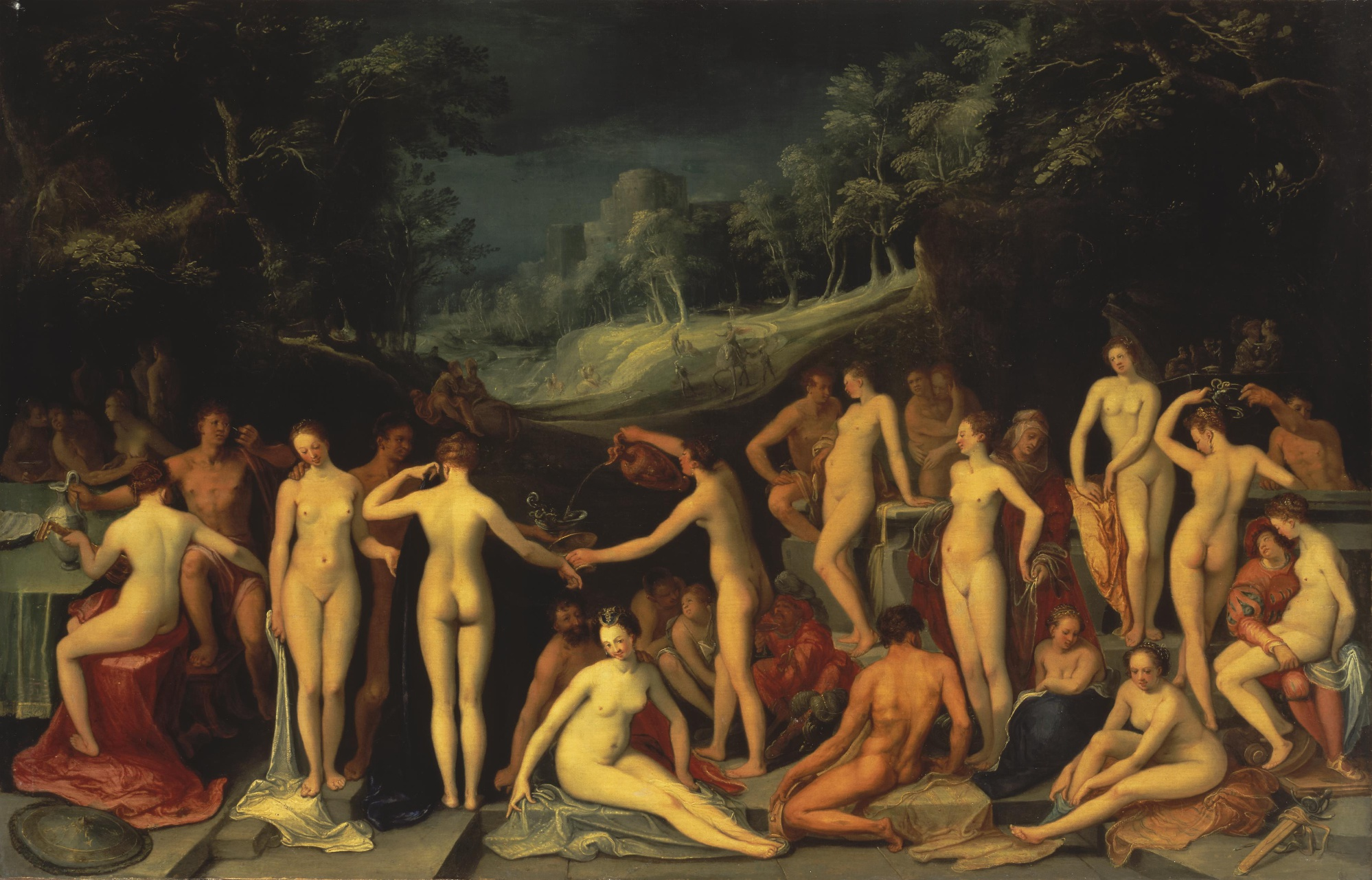
El jardín del amor, de Van Mander (1602).
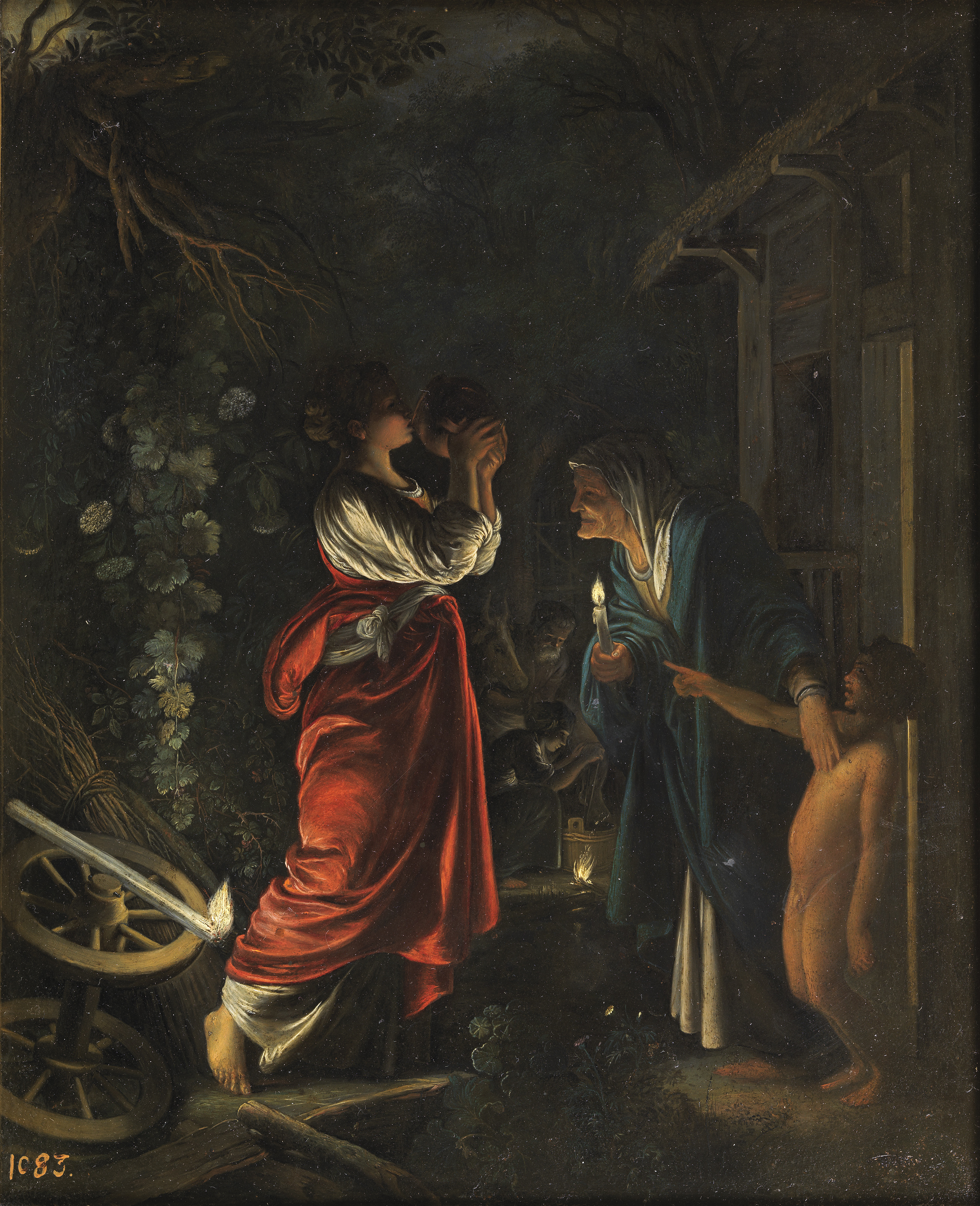
Ceres en casa de Hécuba, d'Adam Elsheimer (ca. 1605).
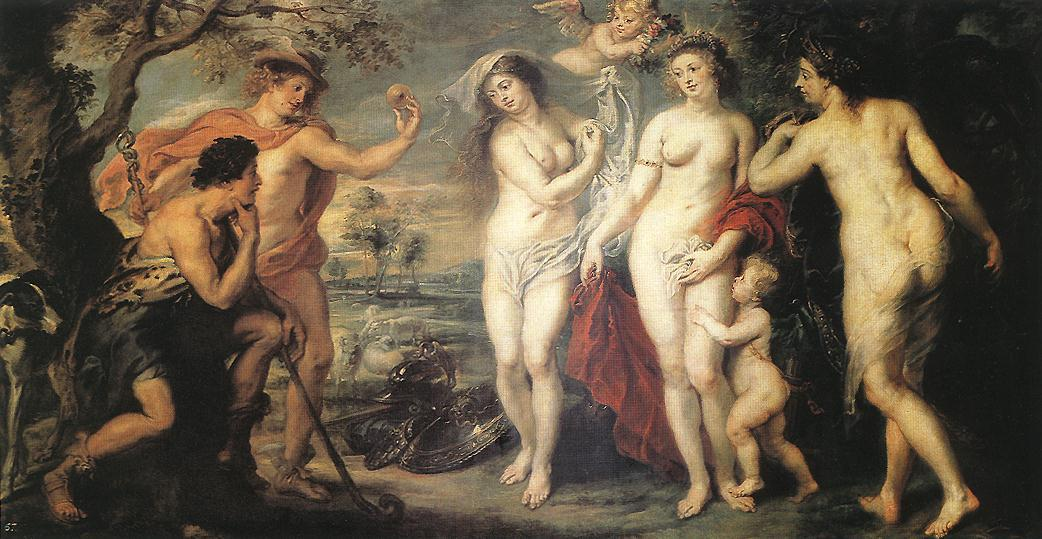
El juicio de Paris, de Rubens (ca. 1639).
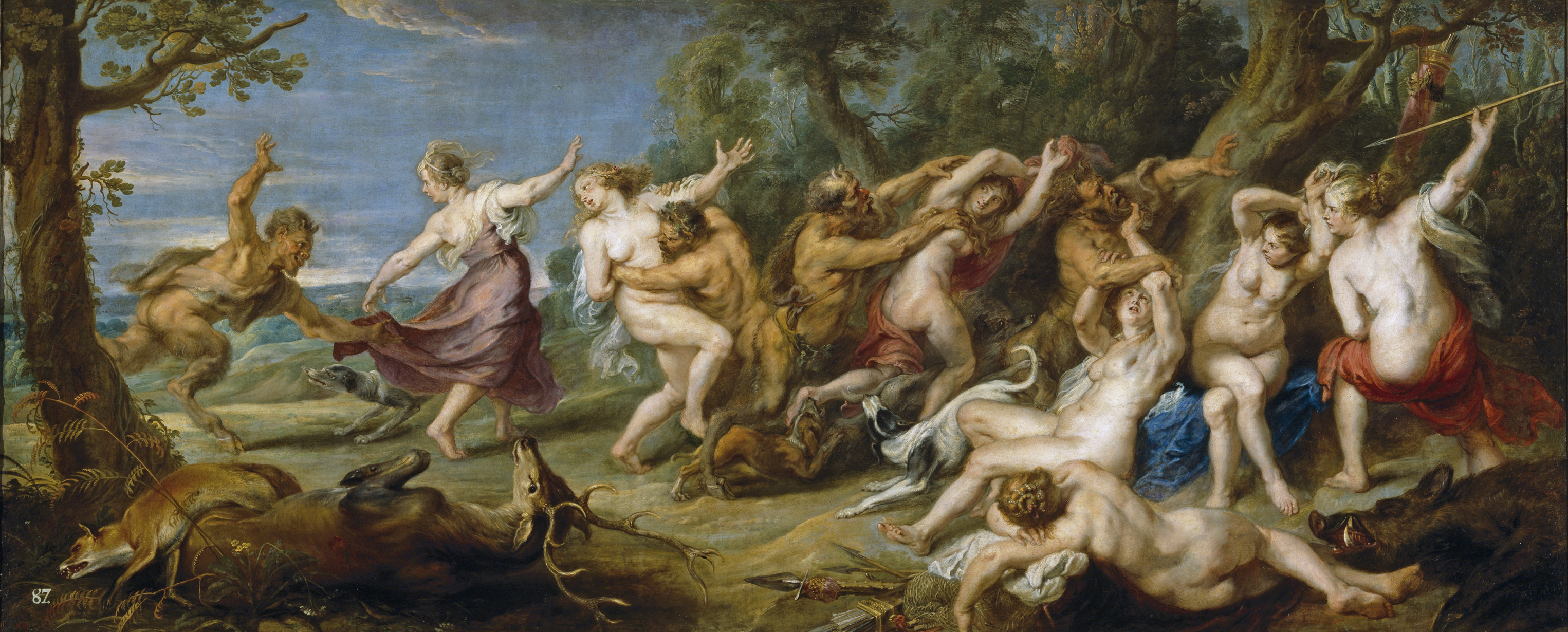
Ninfas y sátiros, de Rubens.
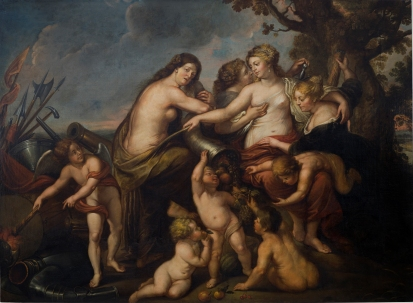
Alegoría de la Paz y la felicidad del Estado, taller de Rubens
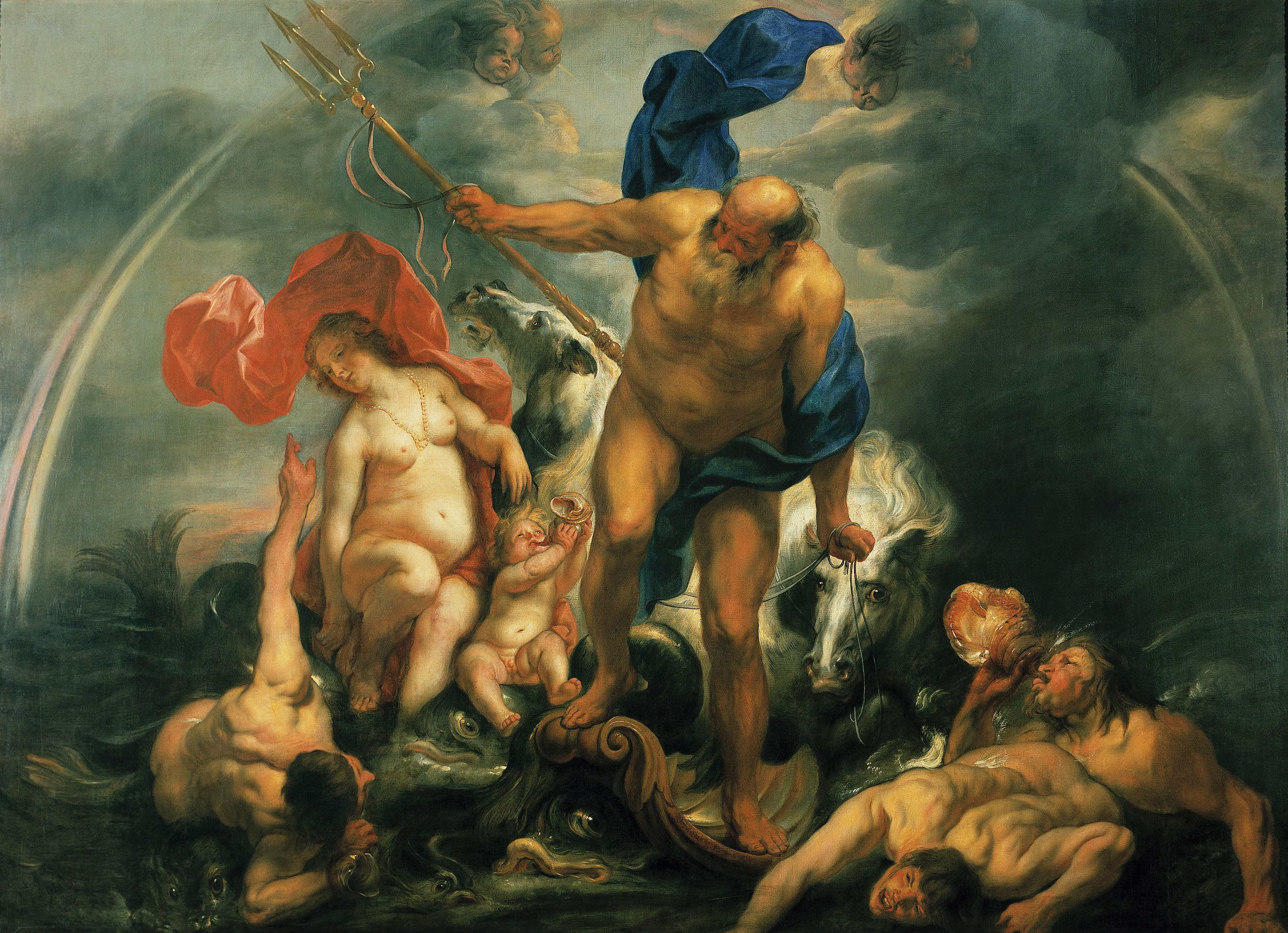
Neptuno y Anfitrite, de Jordaens (1644).
Leda y el cisne de Hendrick ter Brugghen.
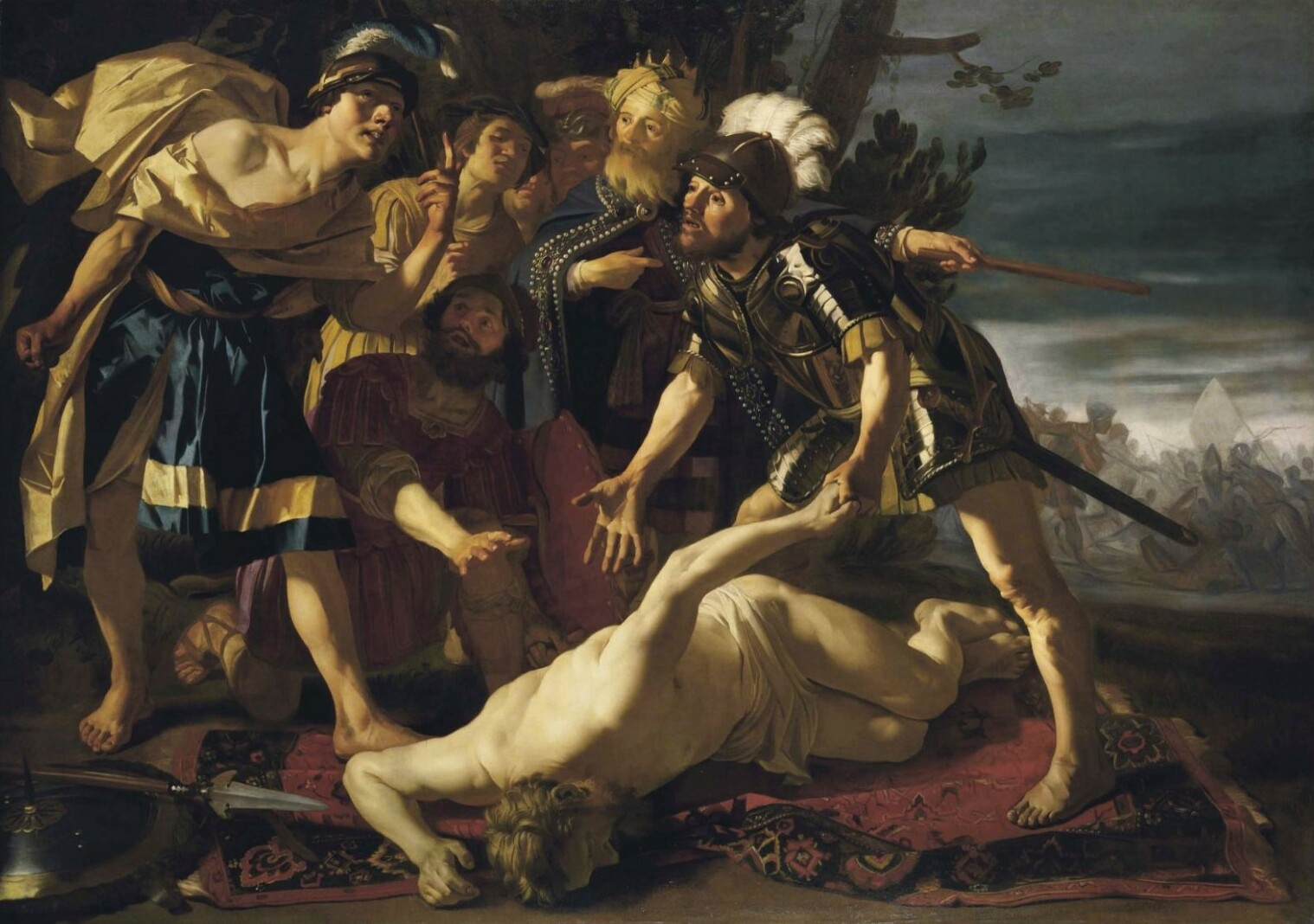
Aquiles ante el cadáver de Patroclo, de Dirck van Baburen (1624).
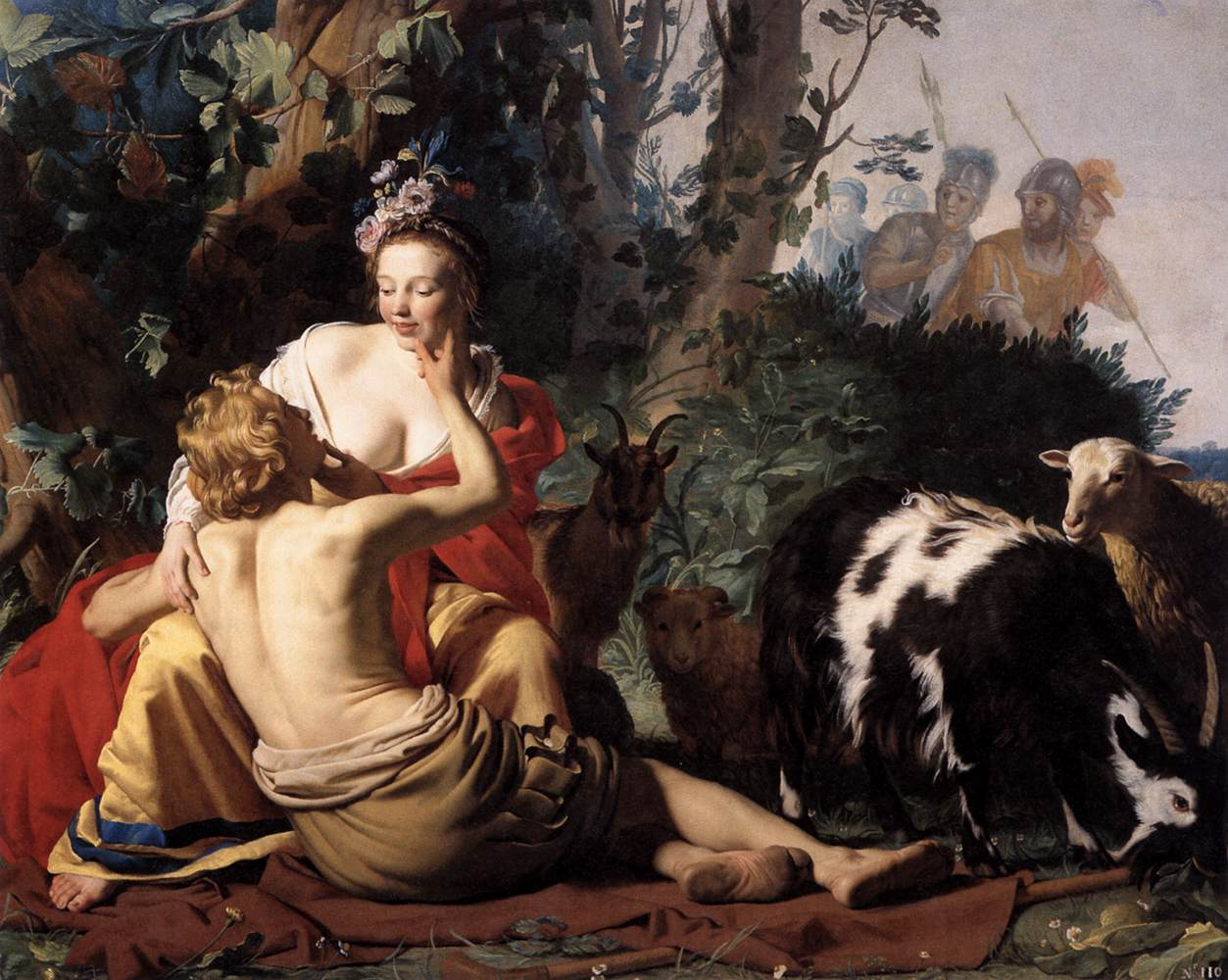
Granida i Dalfilo, de Gerard van Honthorst (1625).

El classicisme francés, que empra de referent Roma, fou representat per Nicolas Poussin (Cèfal i Aurora, 1630, Mides i Bacus, 1629-1630, Selene i Endimió, ca. 1630, Nimfes i sàtirs -múltiples versions-, Et in Arcàdia ego, 1637-1639).

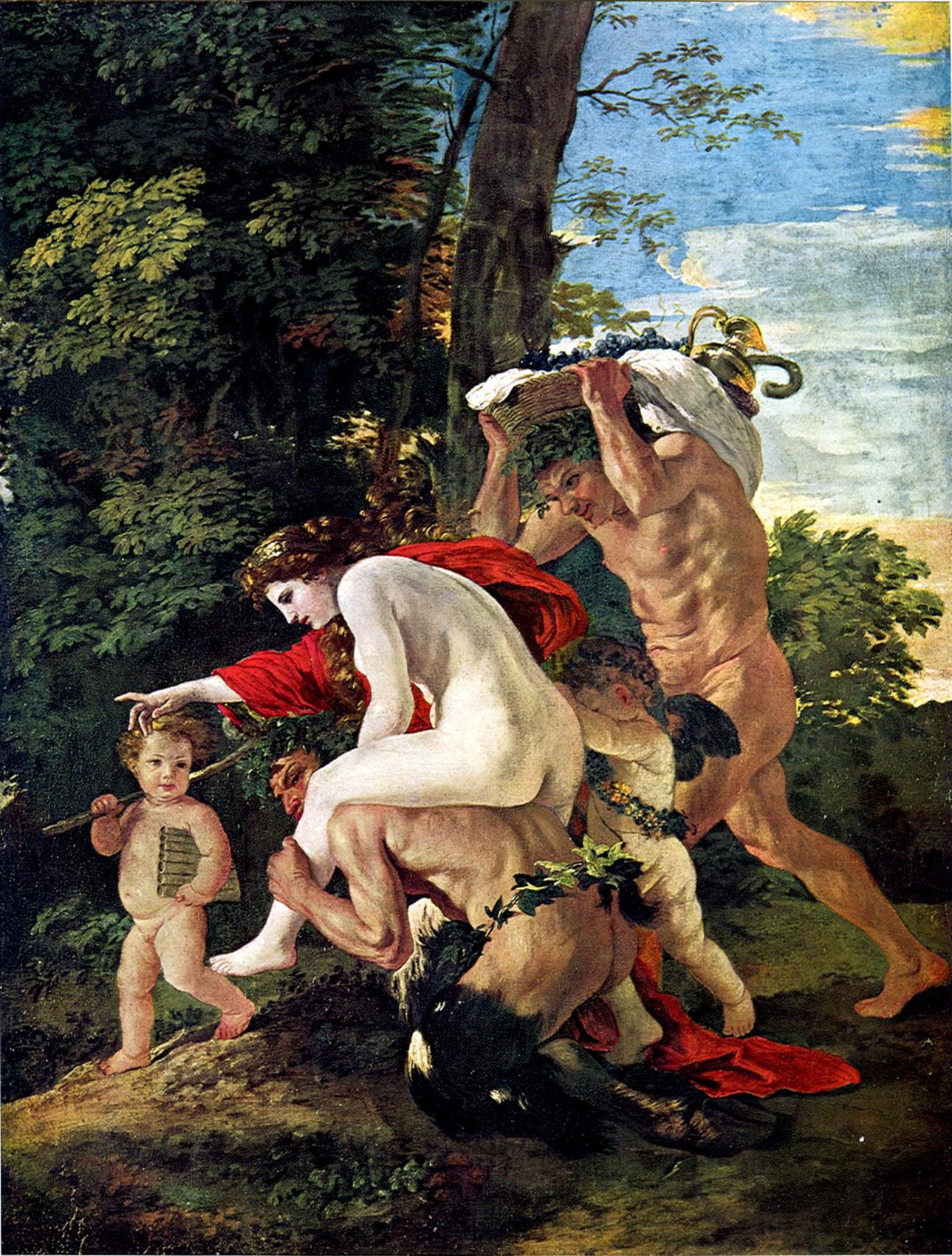
Ninfa y sátiros, de Poussin (1627).
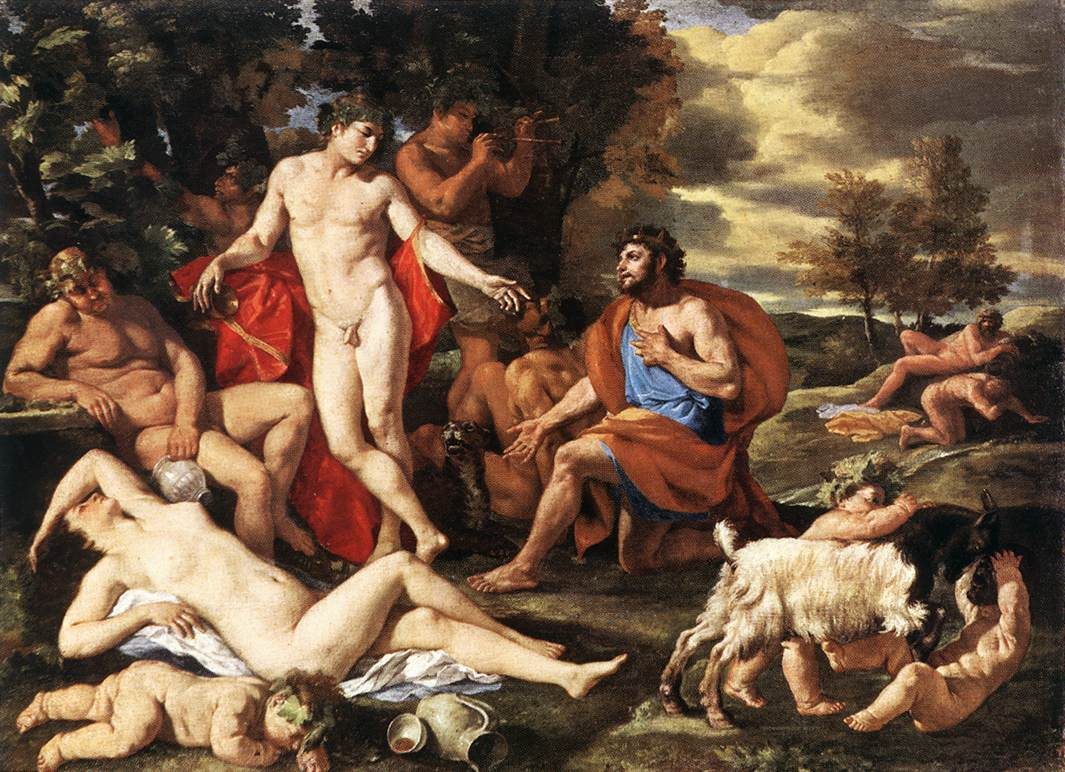
Midas y Baco, de Poussin
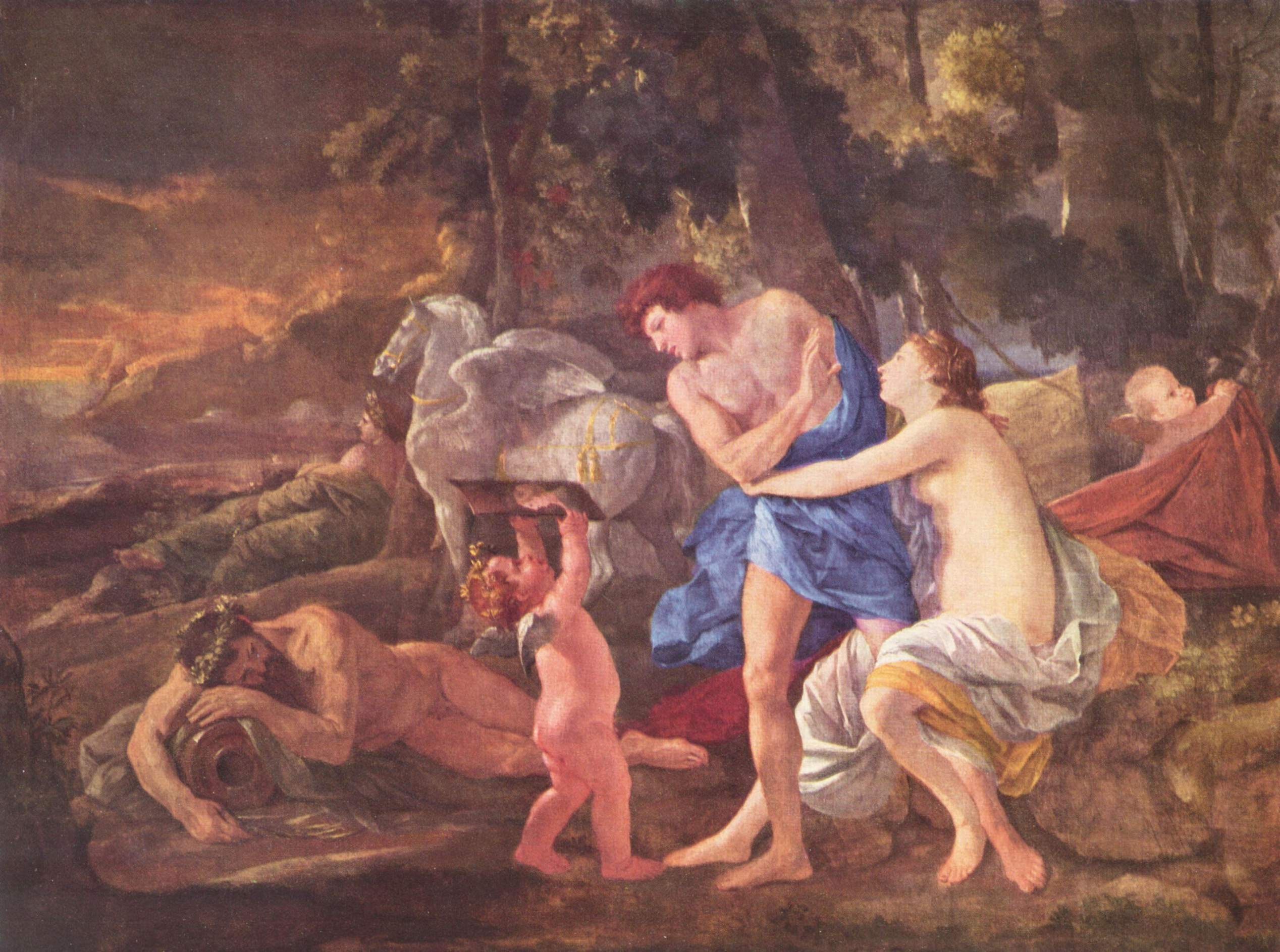
Céfalo y Aurora, de Poussin.
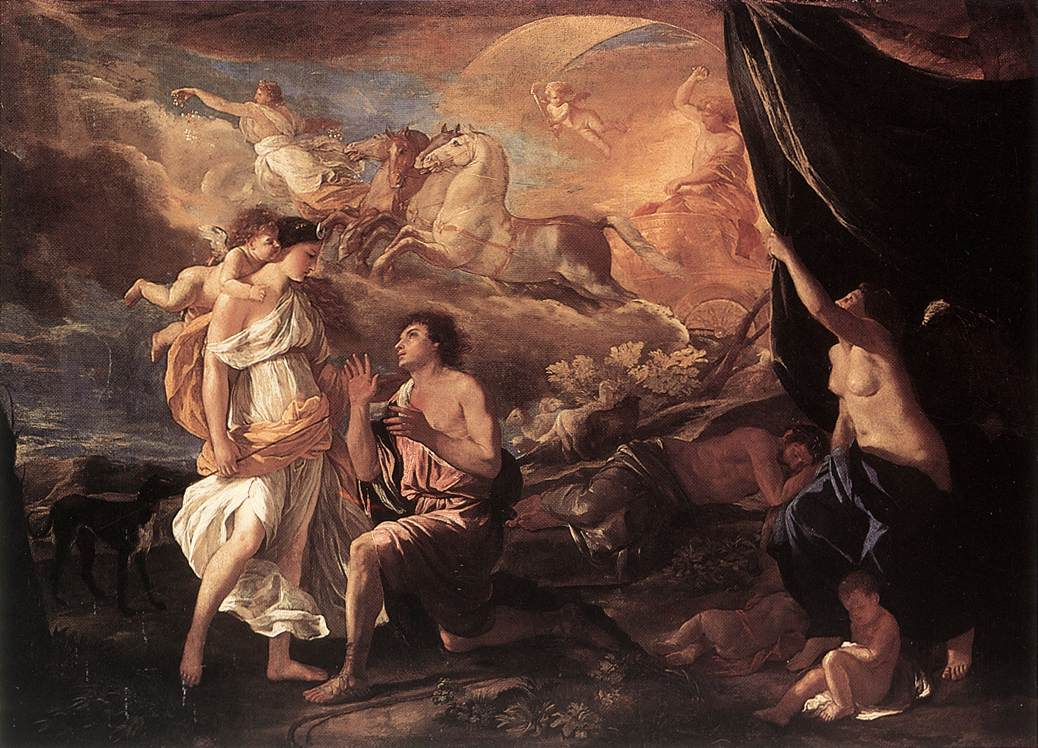
Selene y Endimión, de Poussin.
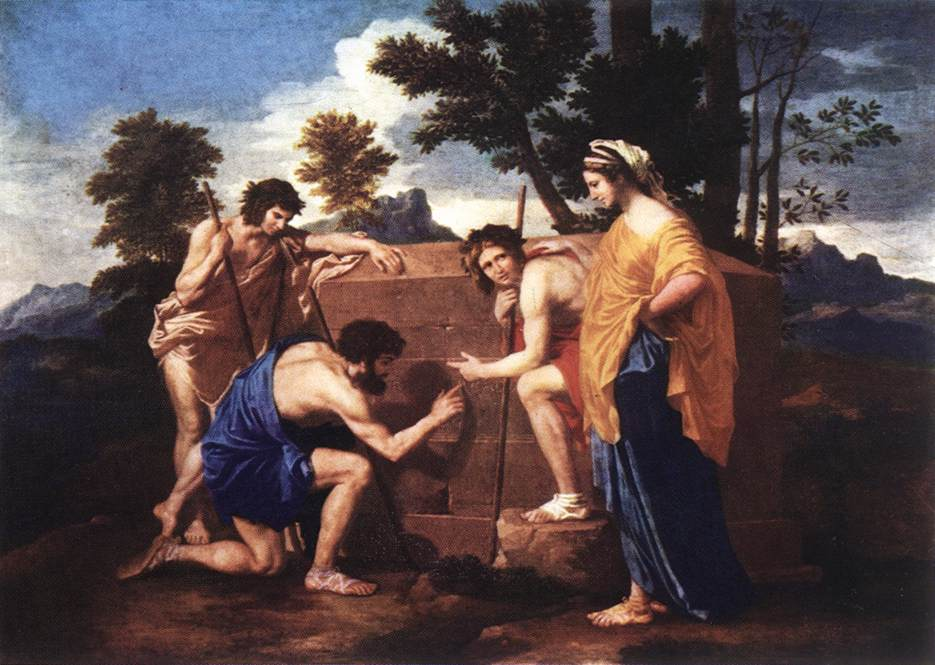
Et in Arcadia Ego, de Poussin.

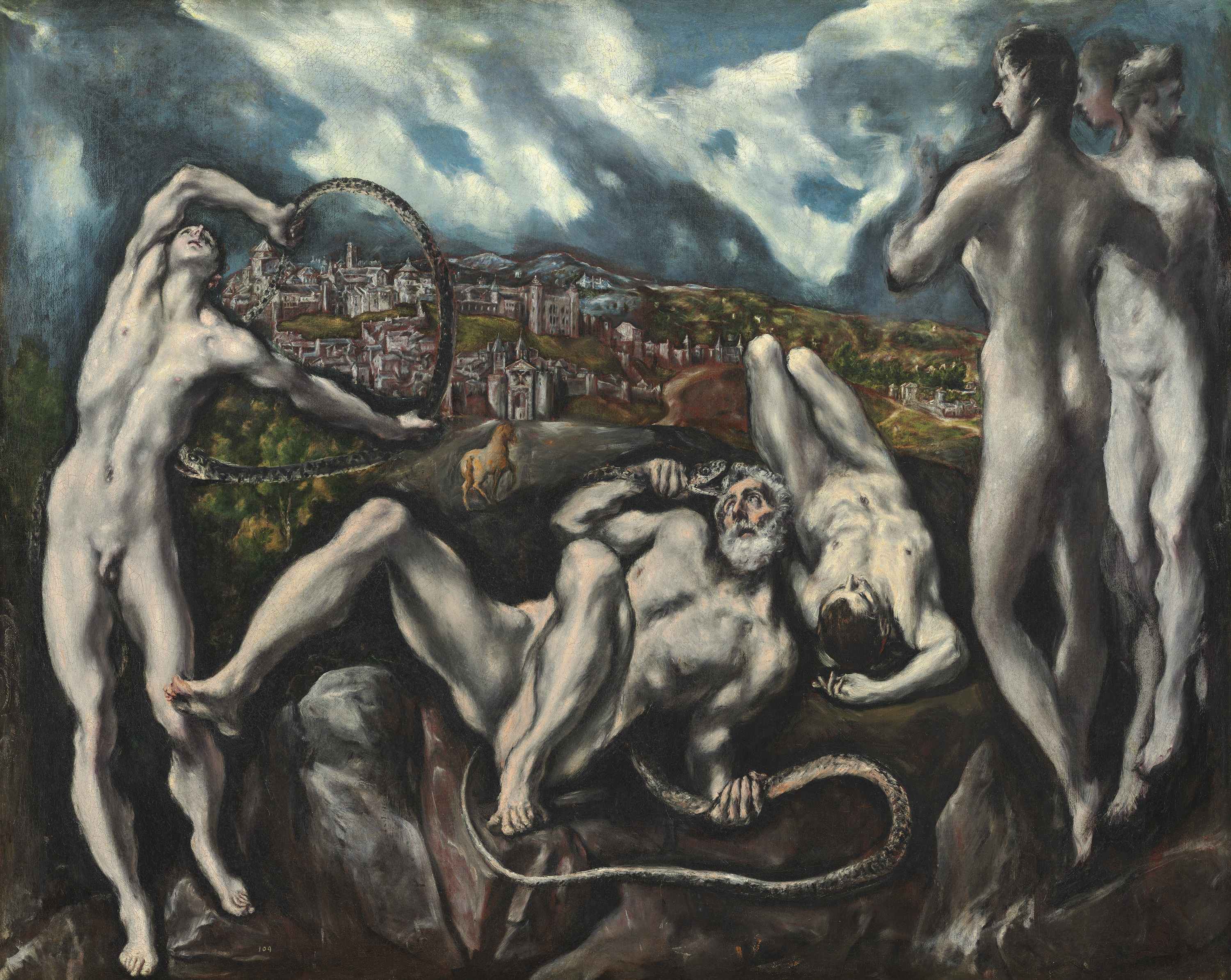
Laocoonte, d'El Greco (1609).
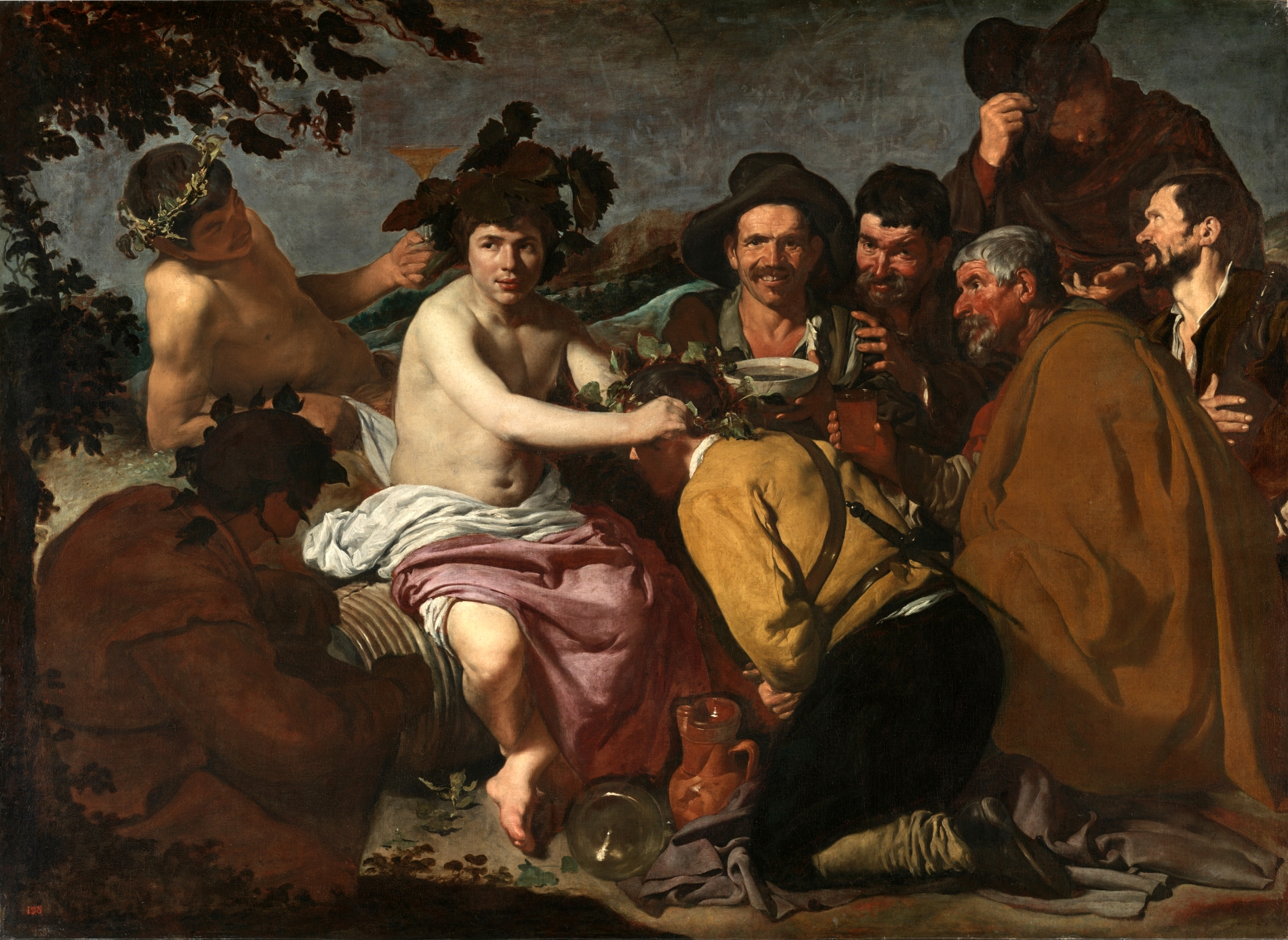
Los borrachos o El triunfo de Baco, de Velázquez.
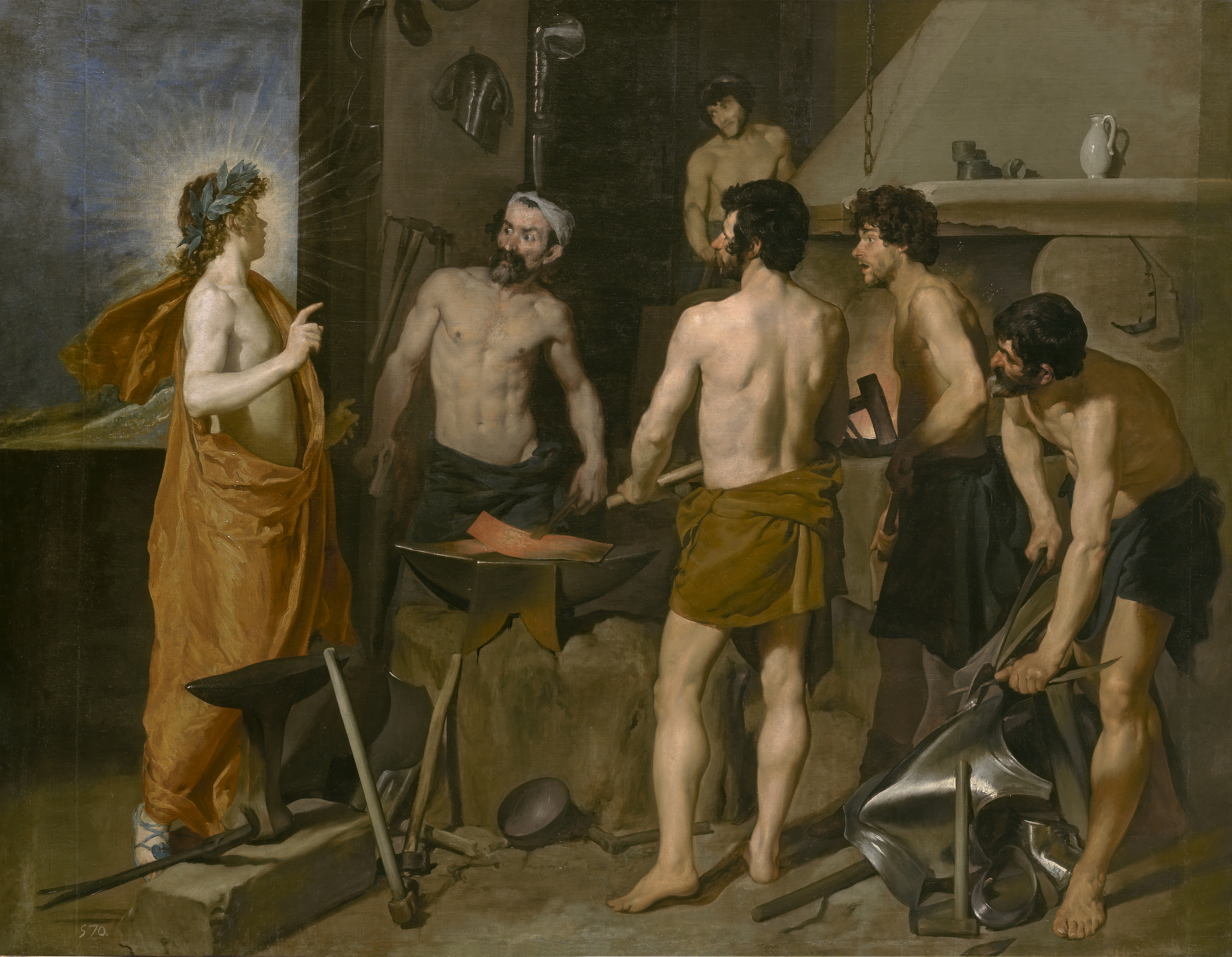
La fragua de Vulcano, de Velázquez.
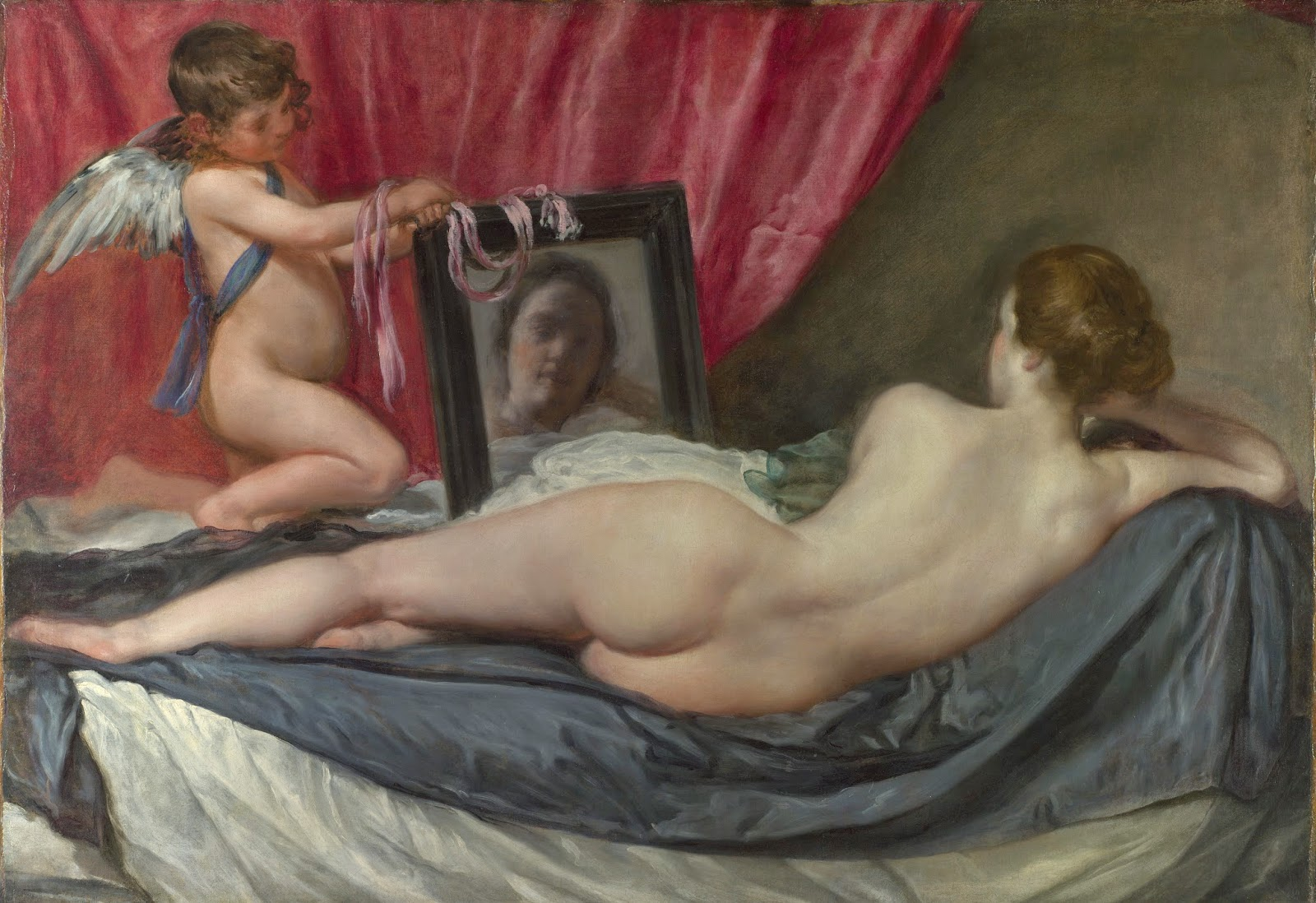
Venus del espejo, de Velázquez.
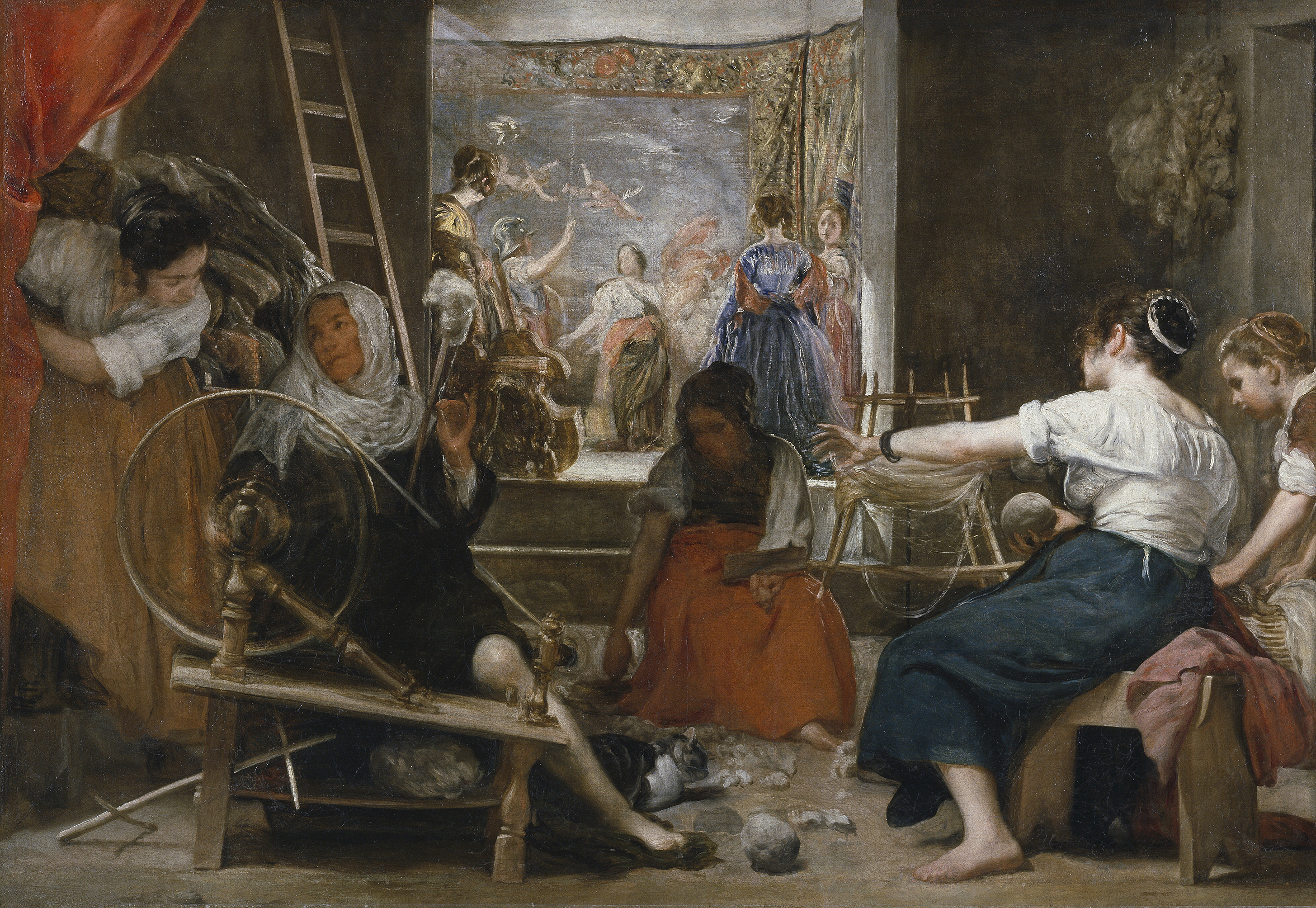
Las Hilanderas o La fábula d'Aracne, de Velázquez.

## Neoclassicisme i edat contemporània
El Neoclassicisme del s. XVIII revifà la seua connexió amb l'antiguitat pel descobriment de Pompeia. Els gravats de John Flaxman assoliren una gran difusió (il·lustracions de la Ilíada i l'Odissea de 1793). François Boucher, inicialment rococó, tracta temes mitològics amb les convencions de l'academicisme al final de la seua carrera (El triomf de Venus, 1740, Descans de Diana, 1742, Leda i el cigne, 1742).

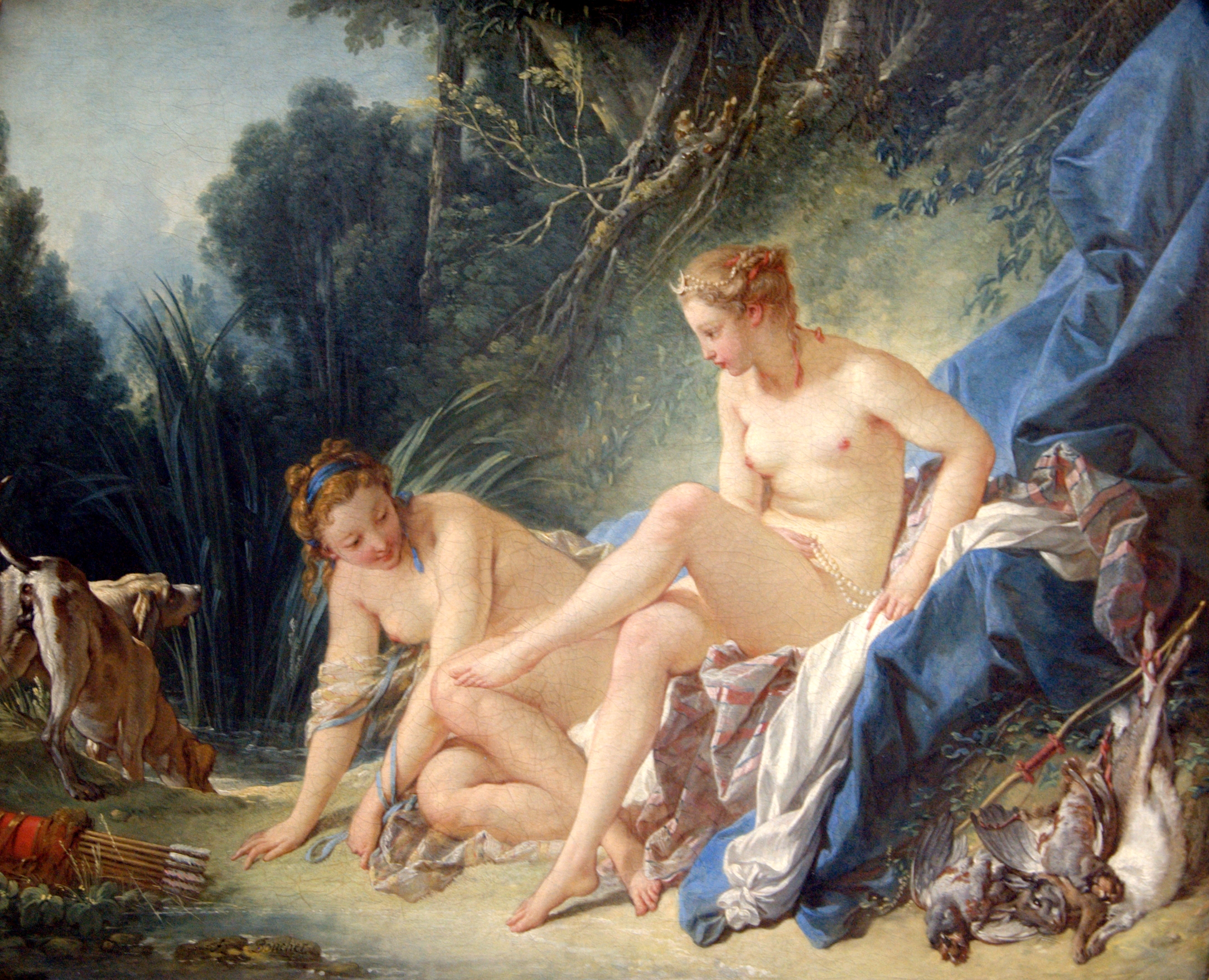
Diana saliendo del baño, de Boucher.
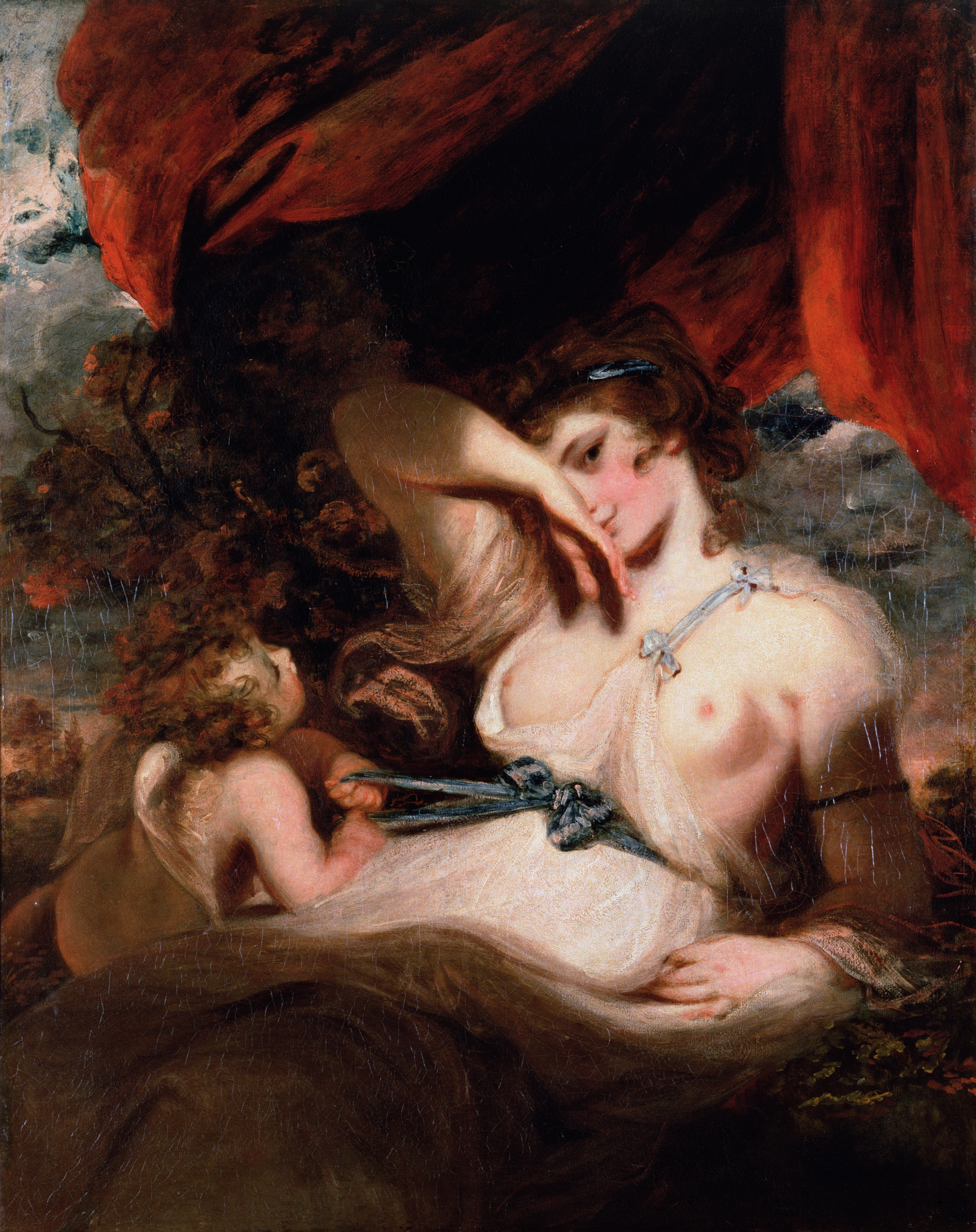
Copaido desatando el cinturón de Venus, de Reynolds.
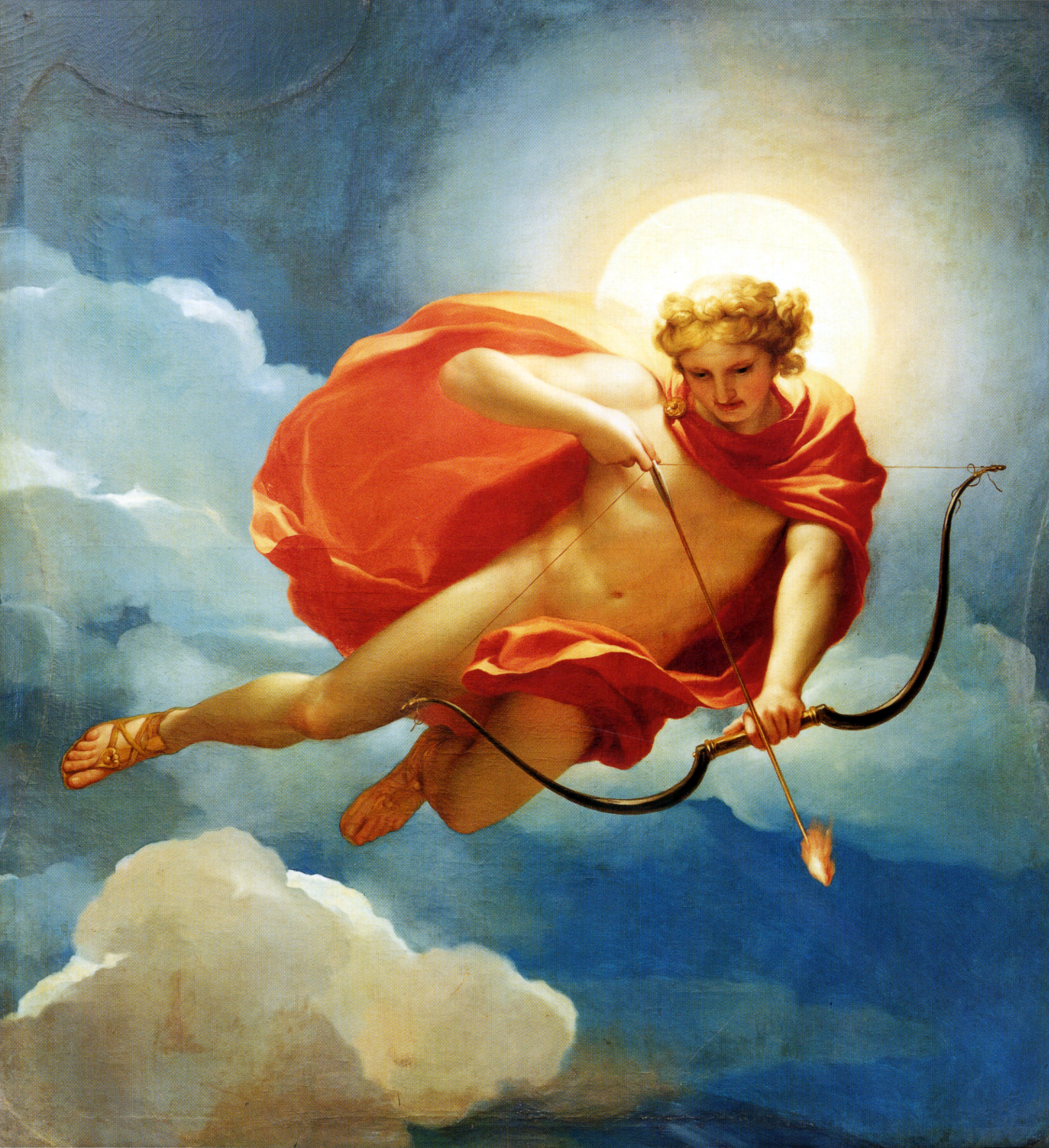
Helios como representación del mediodía, de Mengs.
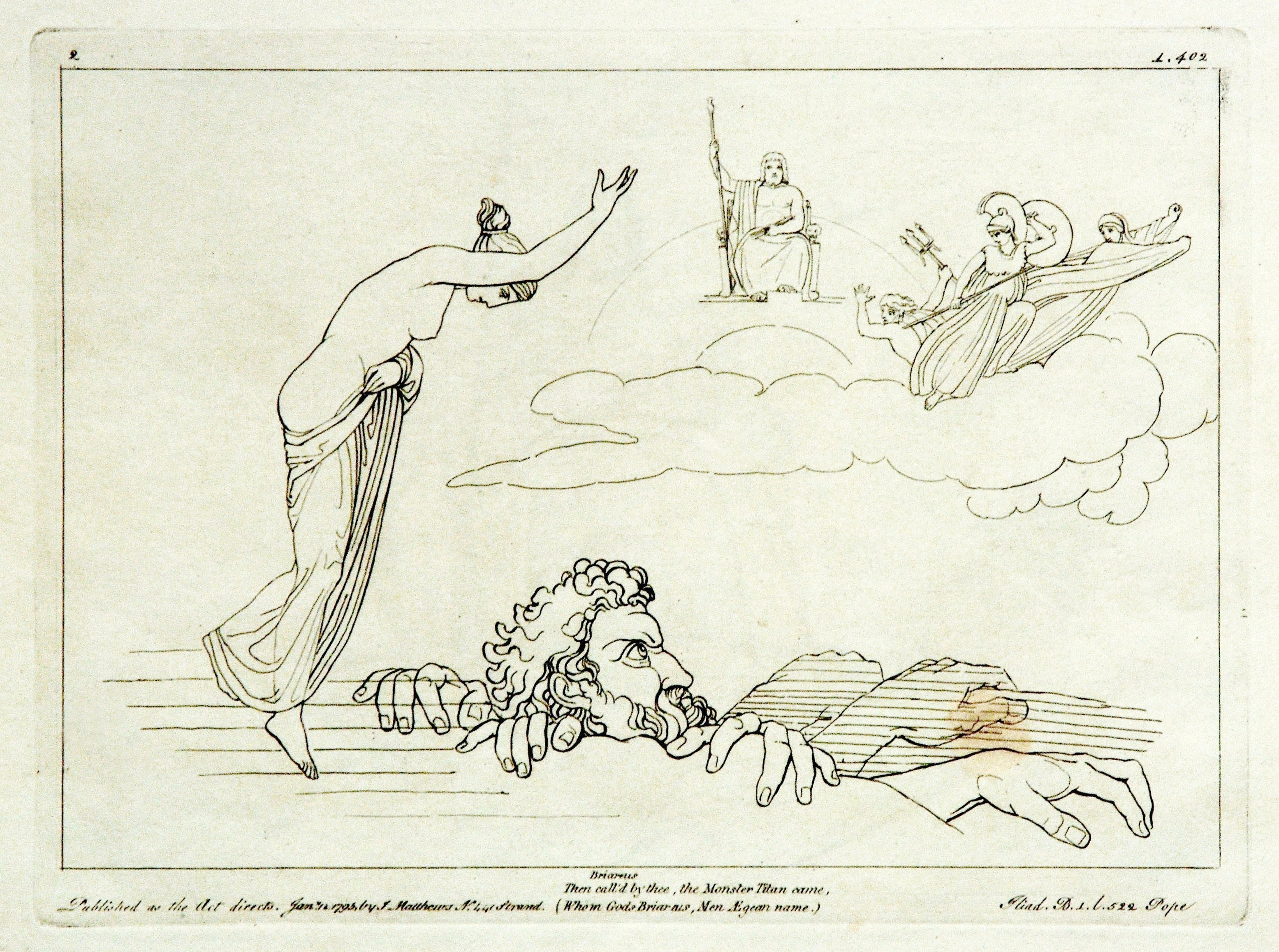
Ilustración para la Ilíada, de Flaxman.
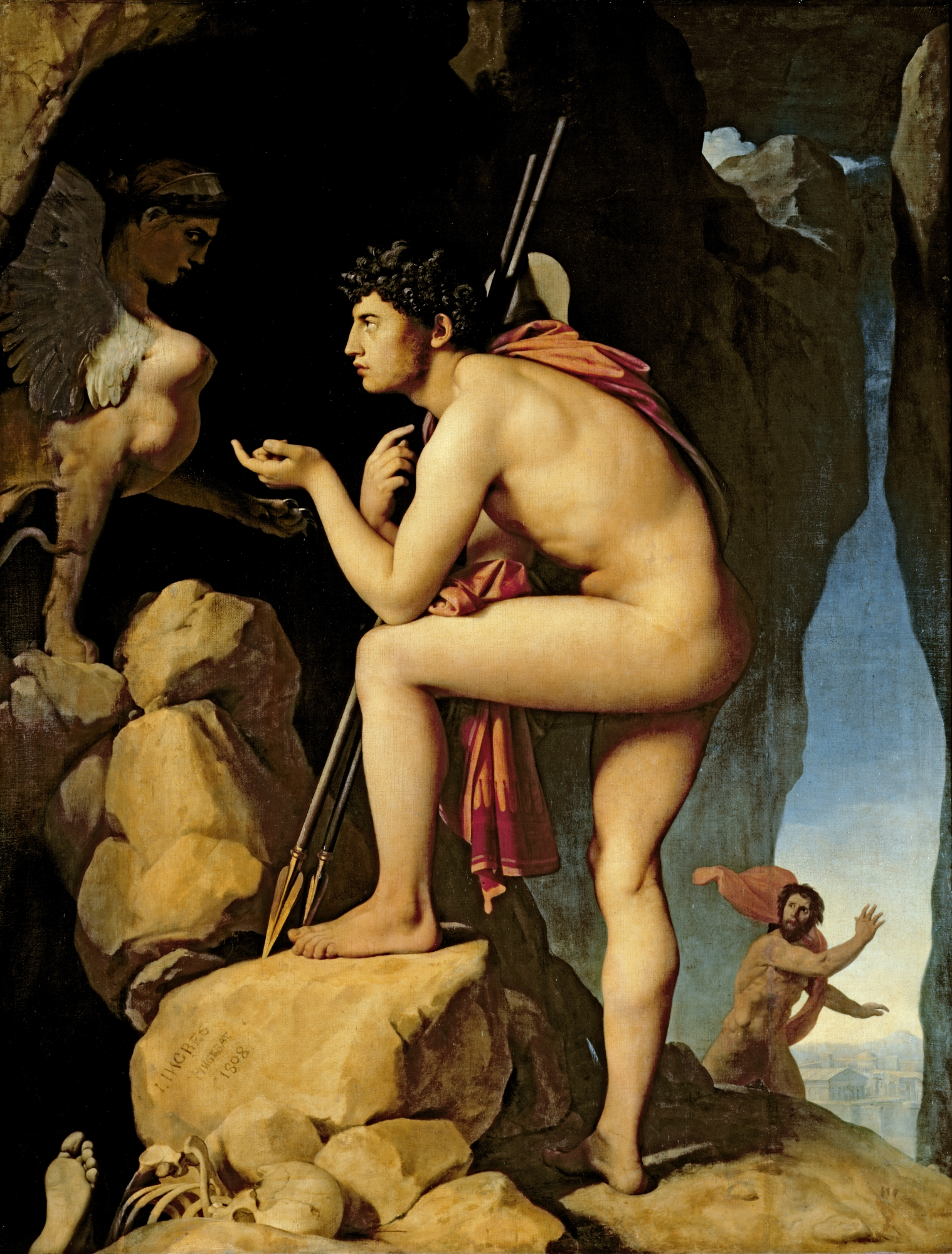
Edipo y Esfinge, de Ingres (1808).
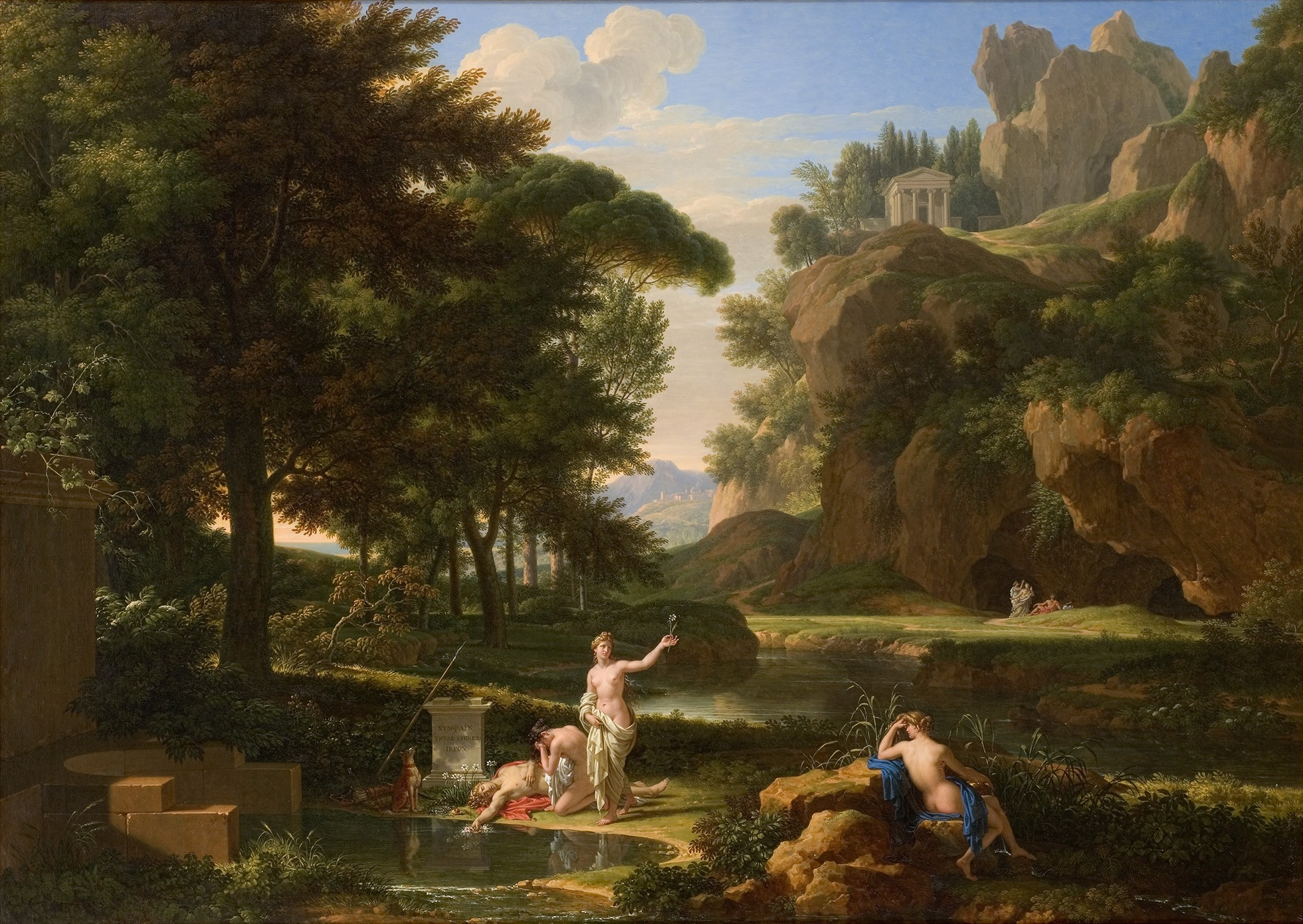
La muerte de Narciso, de François-Xavier Fabre (1814).
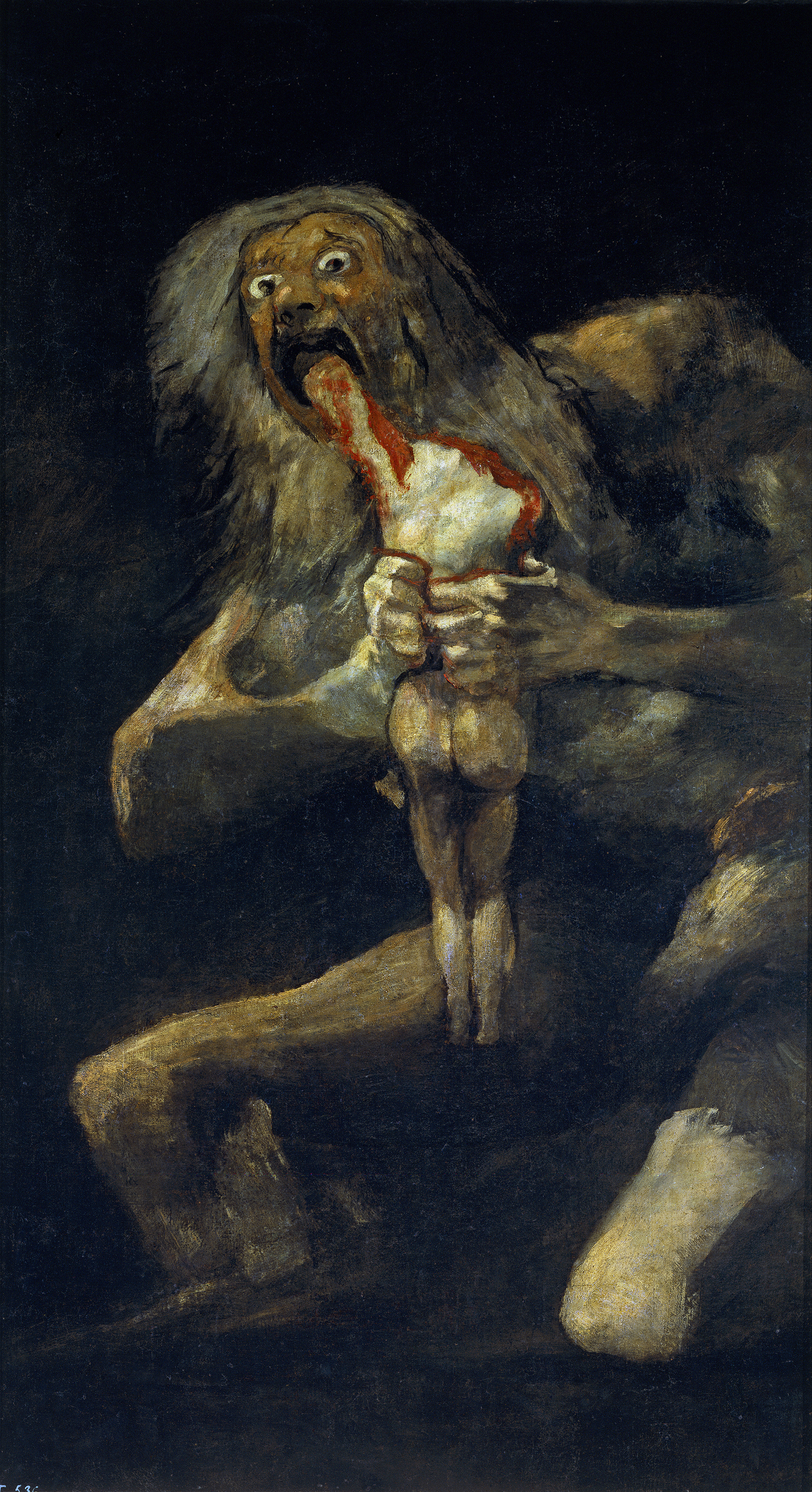
Saturno devorando a un hijo, de Goya.

Obrint la pintura de l'edat contemporània, Goya recorre a la mitologia en Saturn devorant un fill (1819-1823). En la pintura anglesa del XIX el gènere fou tractat per Walter Crane (La caixa de Pandora, Bel·lerofont i Pegàs) i alguns prerafaelites, com Dante Gabriel Rossetti, John William Waterhouse o Edward Burne-Jones.

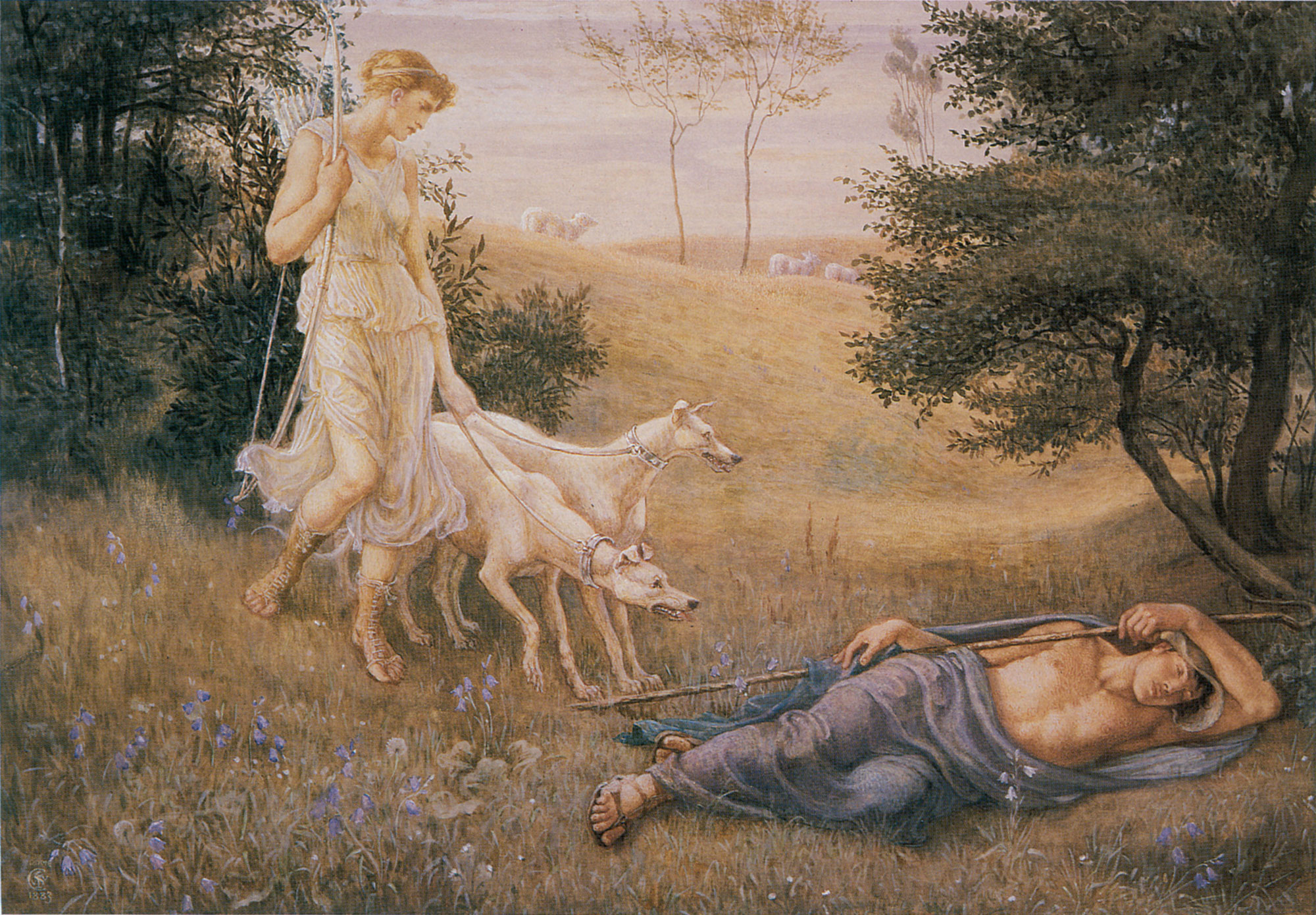
Diana y Endimión, de Crane.
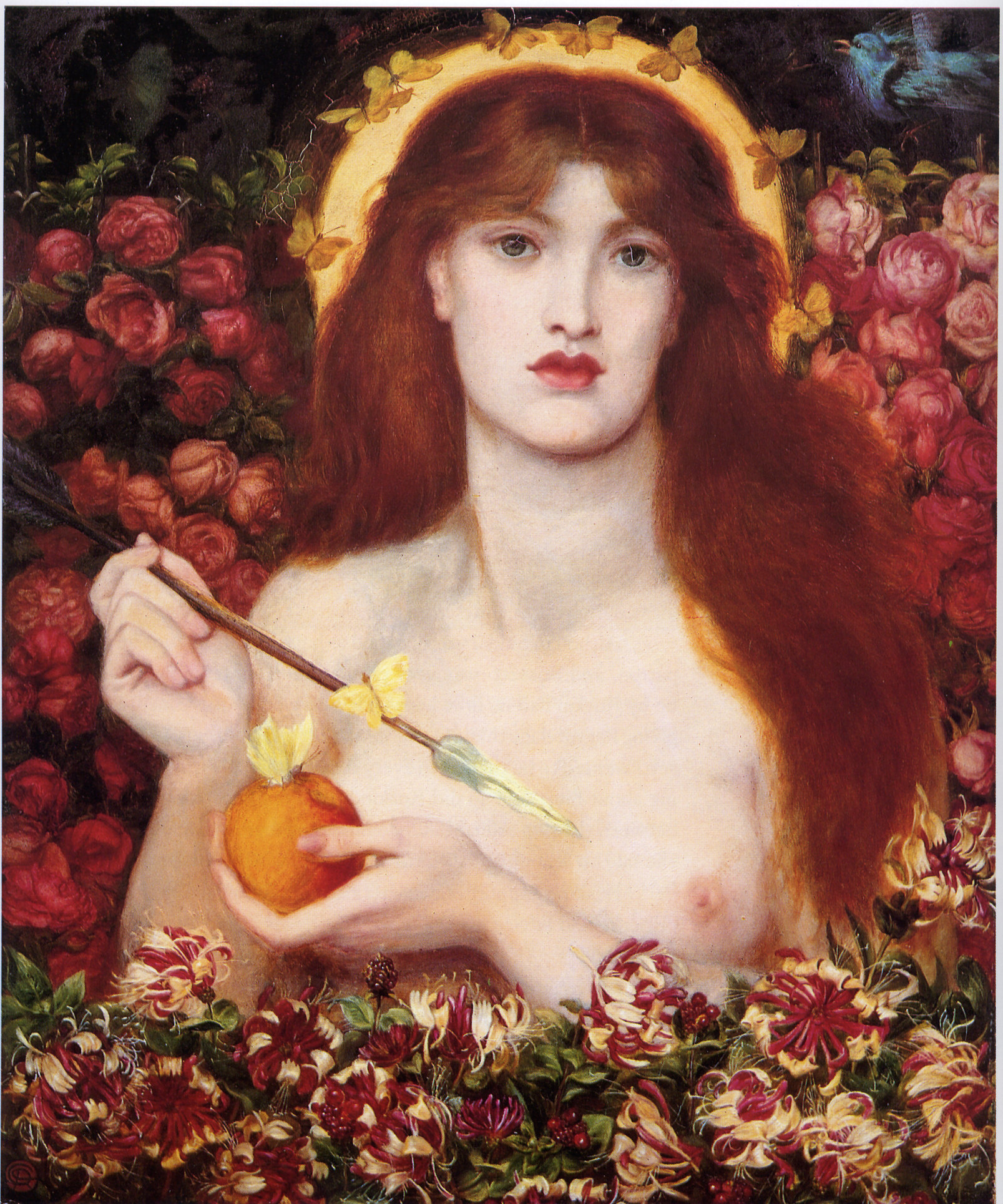
Venus Verticordia, de Rosetti.
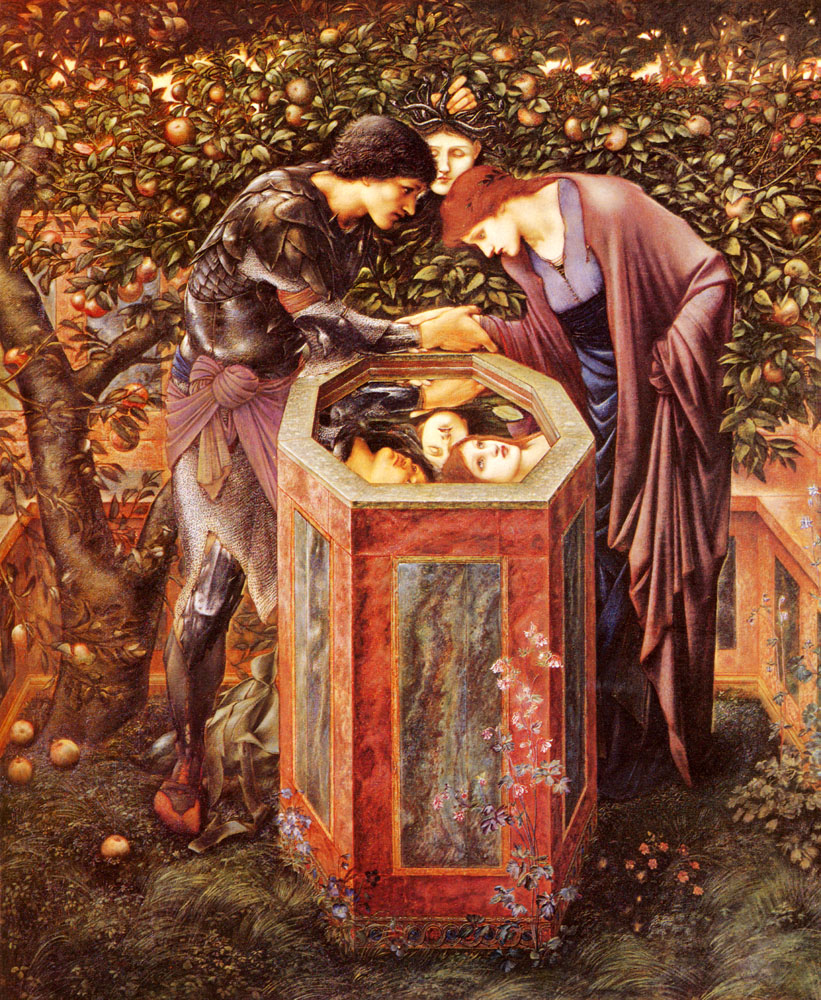
La cabeza de Perseo, de Burne-Jones.
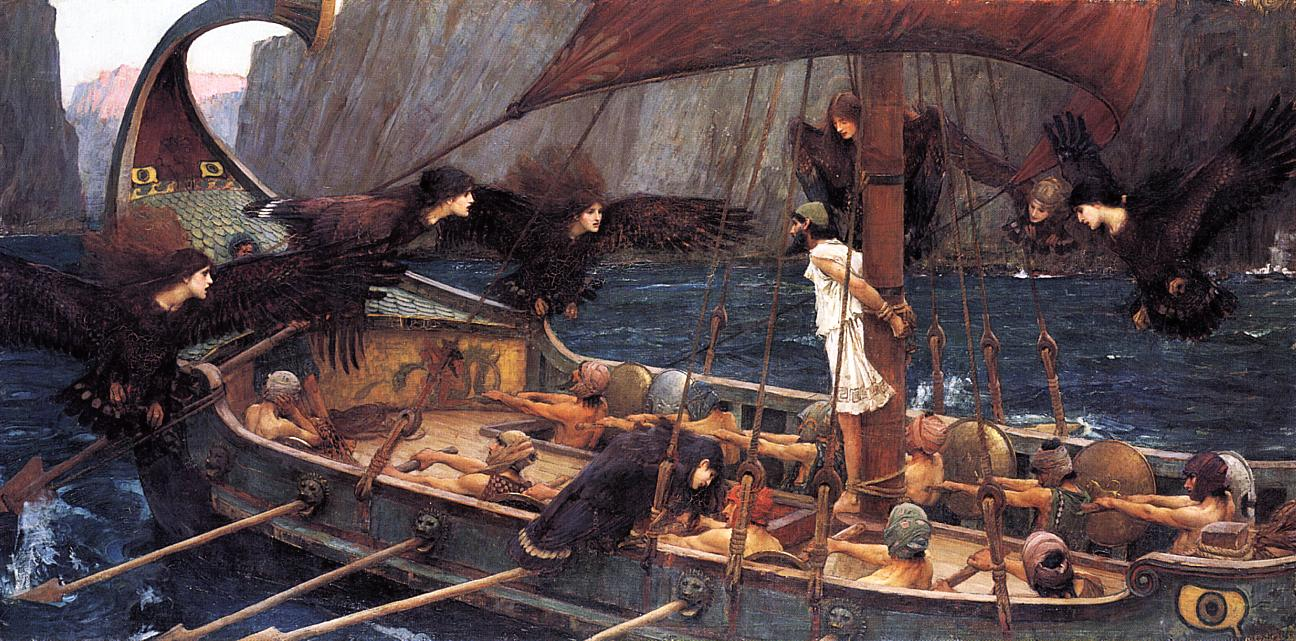
Ulises y las sirenas, de Waterhouse.

Els simbolistes francesos foren especialment propicis a temes mitològics, com Odilon Redon (Naixement de Venus, ca. 1912); per a Gustave Moreau són "pintura literària" (Galatea). També els modernistes n'utilitzaren les seues possibilitats expressives, com Gustav Klimt. Molts artistes de moviments d'avantguarda visitaren el gènere: Picasso (Suite Vollard), Giorgio de Chirico (Hèctor i Andròmaca, 1917).

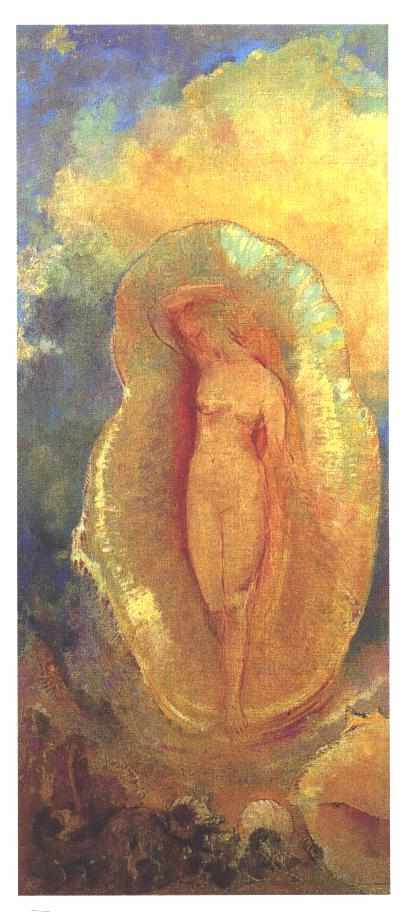
El nacimiento de Venus, de Redon.
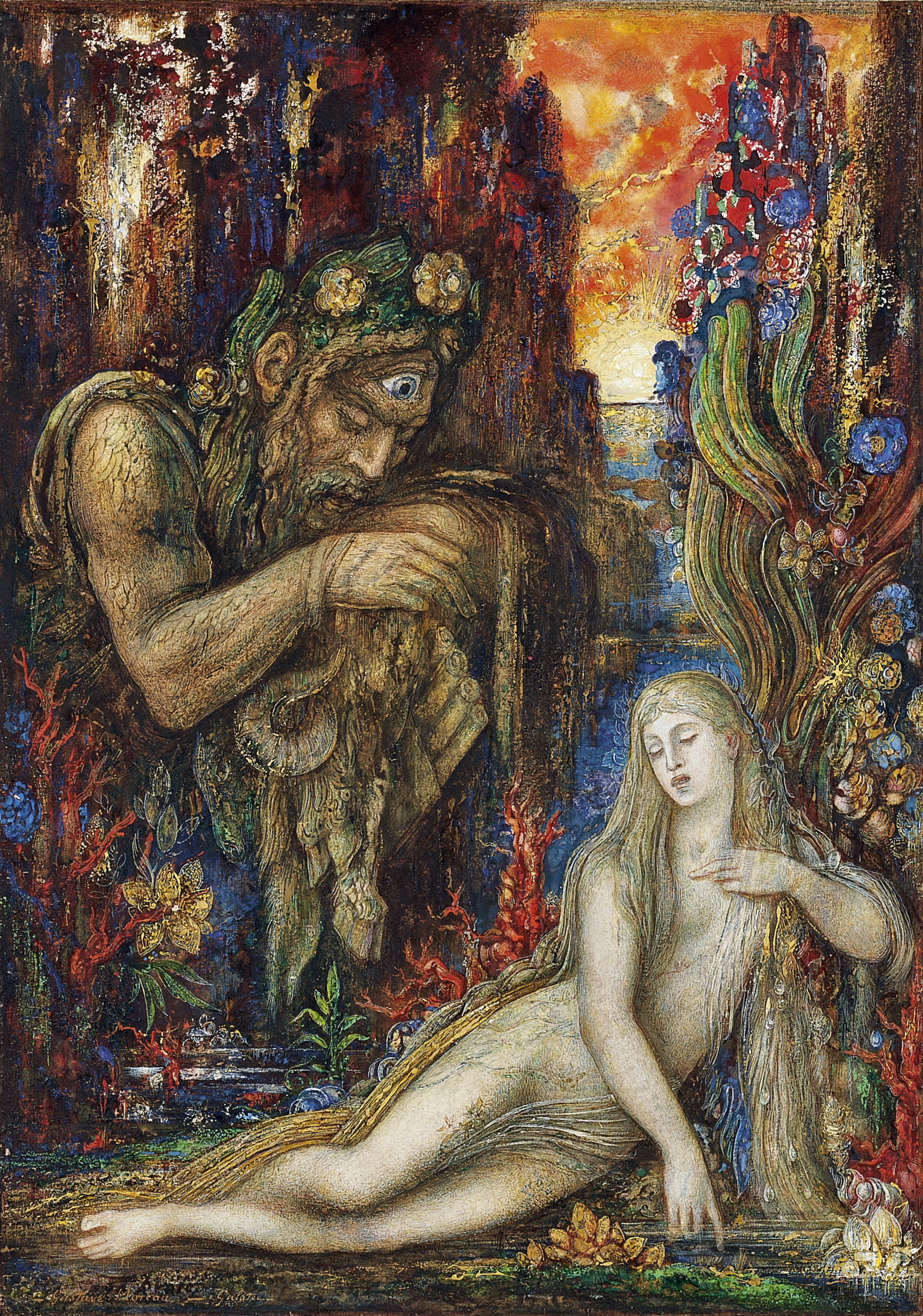
Galatea, de Moreau.
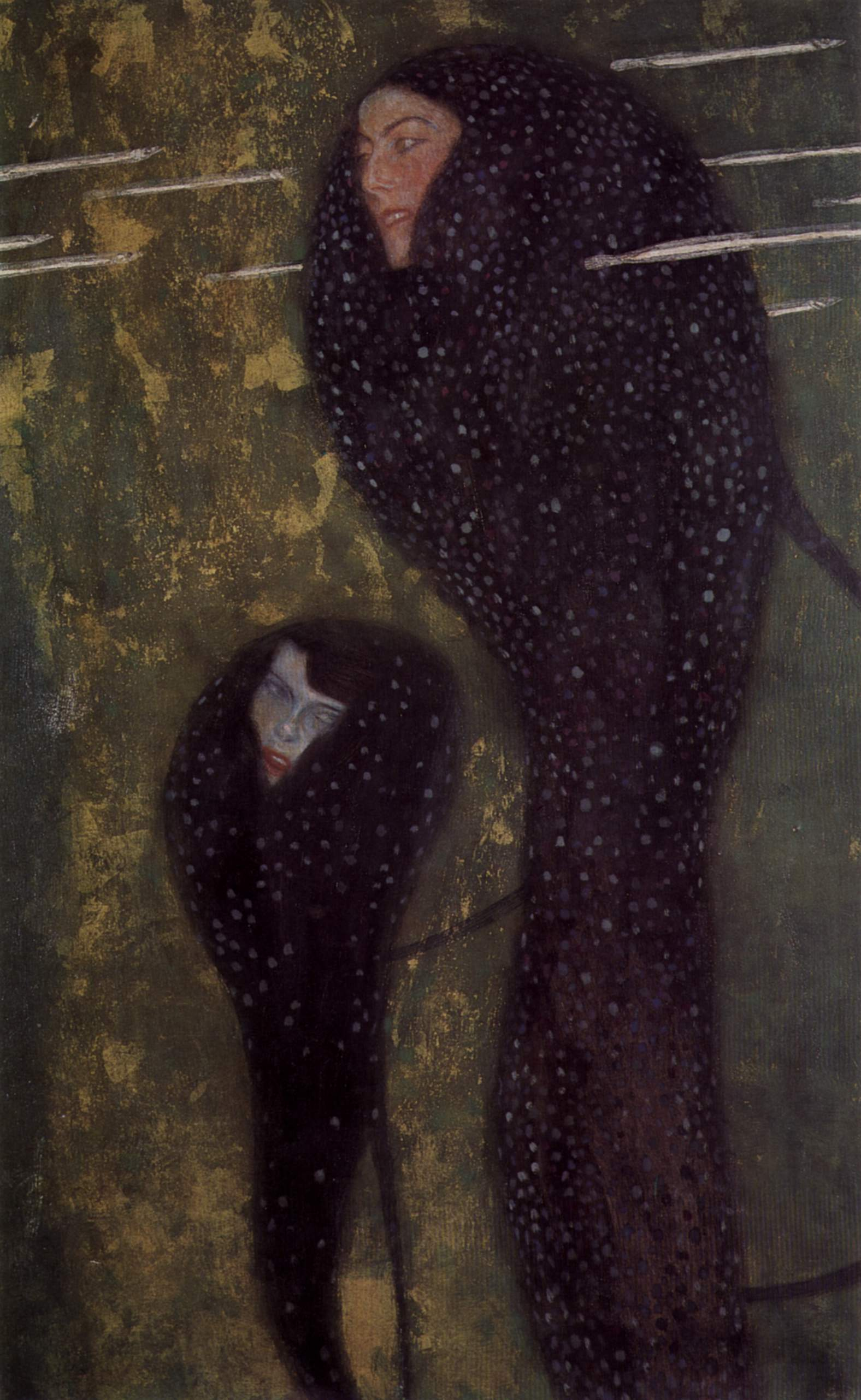
Sirenas, de Klimt.

## Escultura mitològica

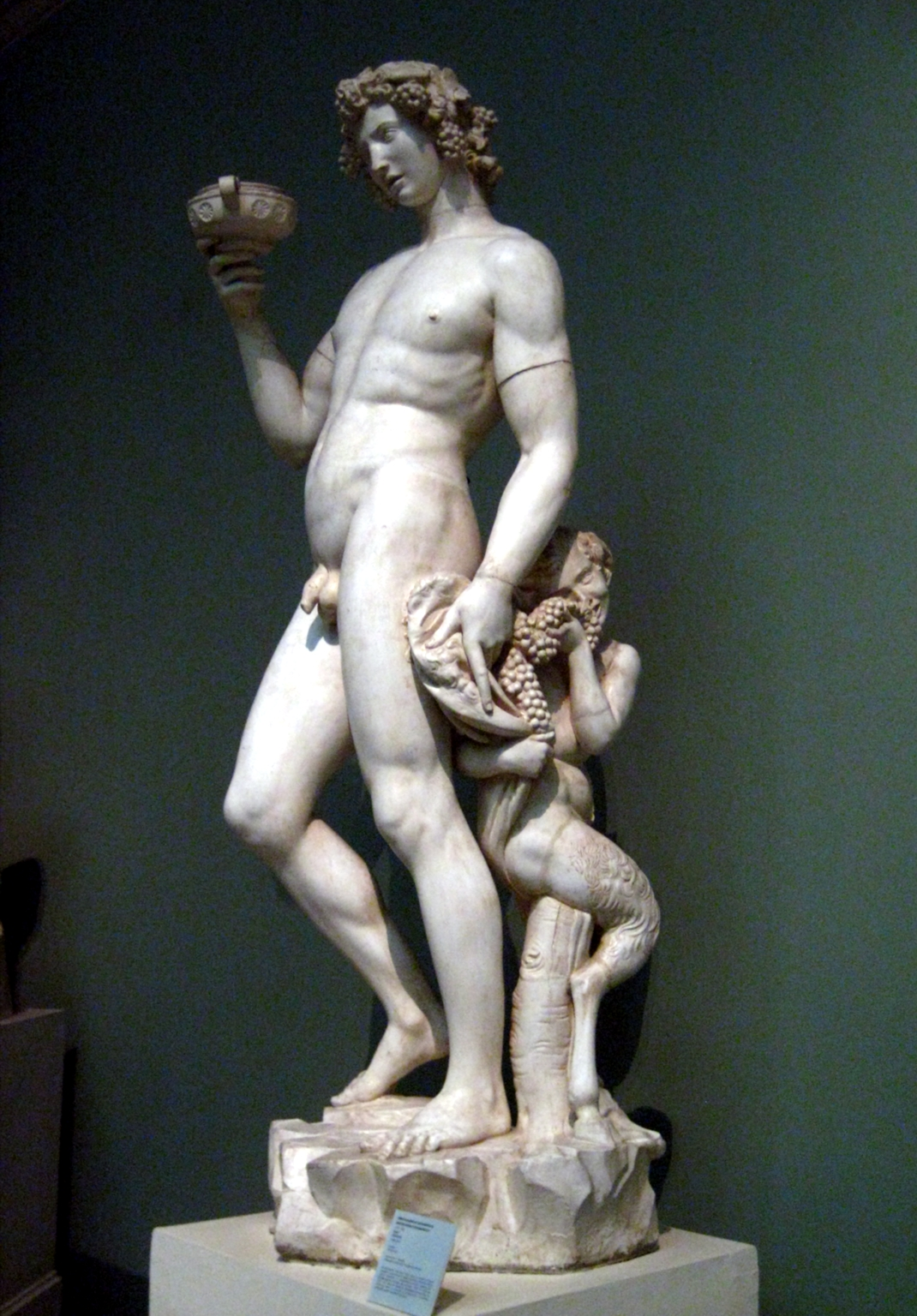
Baco, de Miguel Ángel.
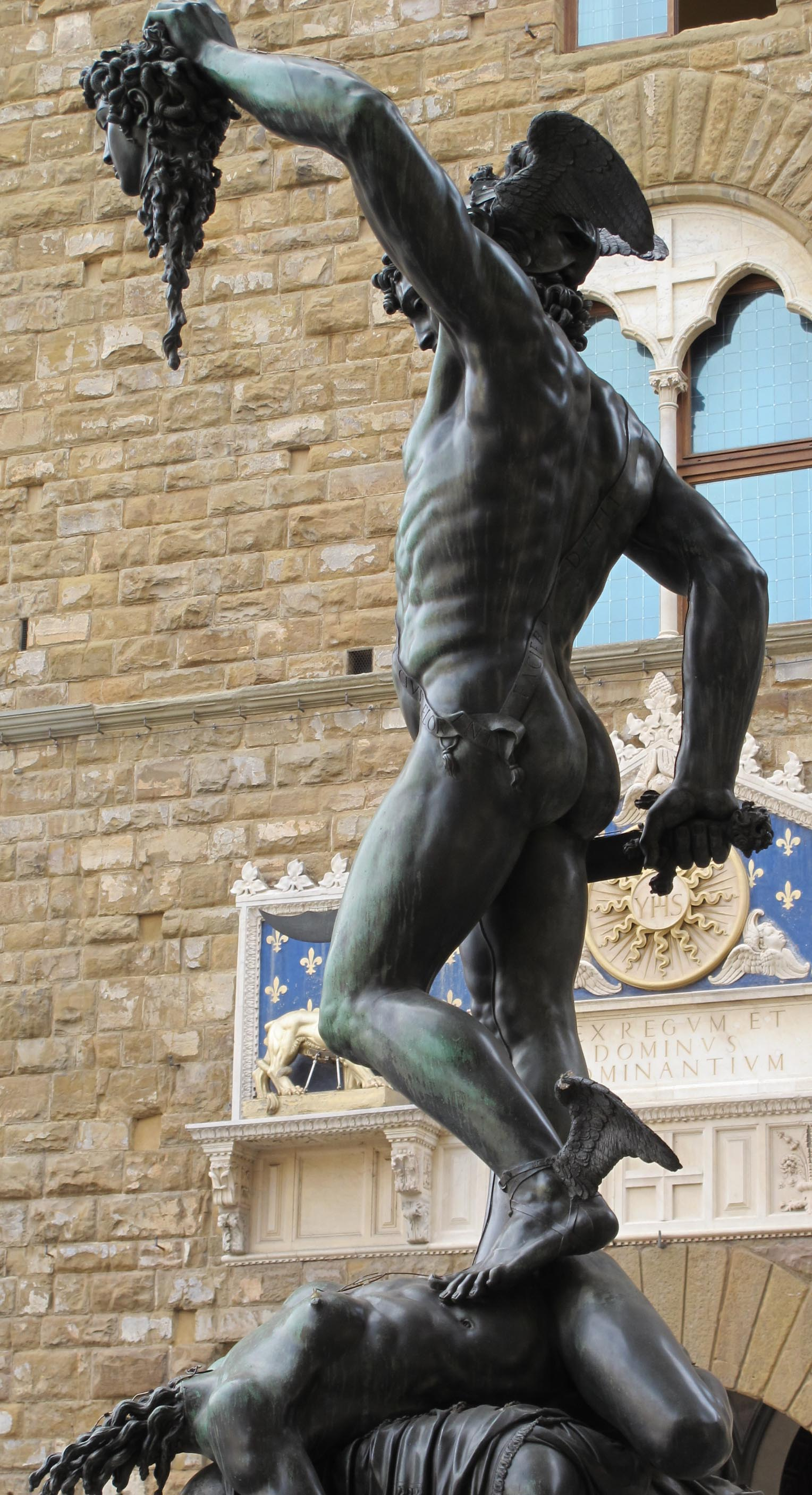
Perseo, de Cellini.
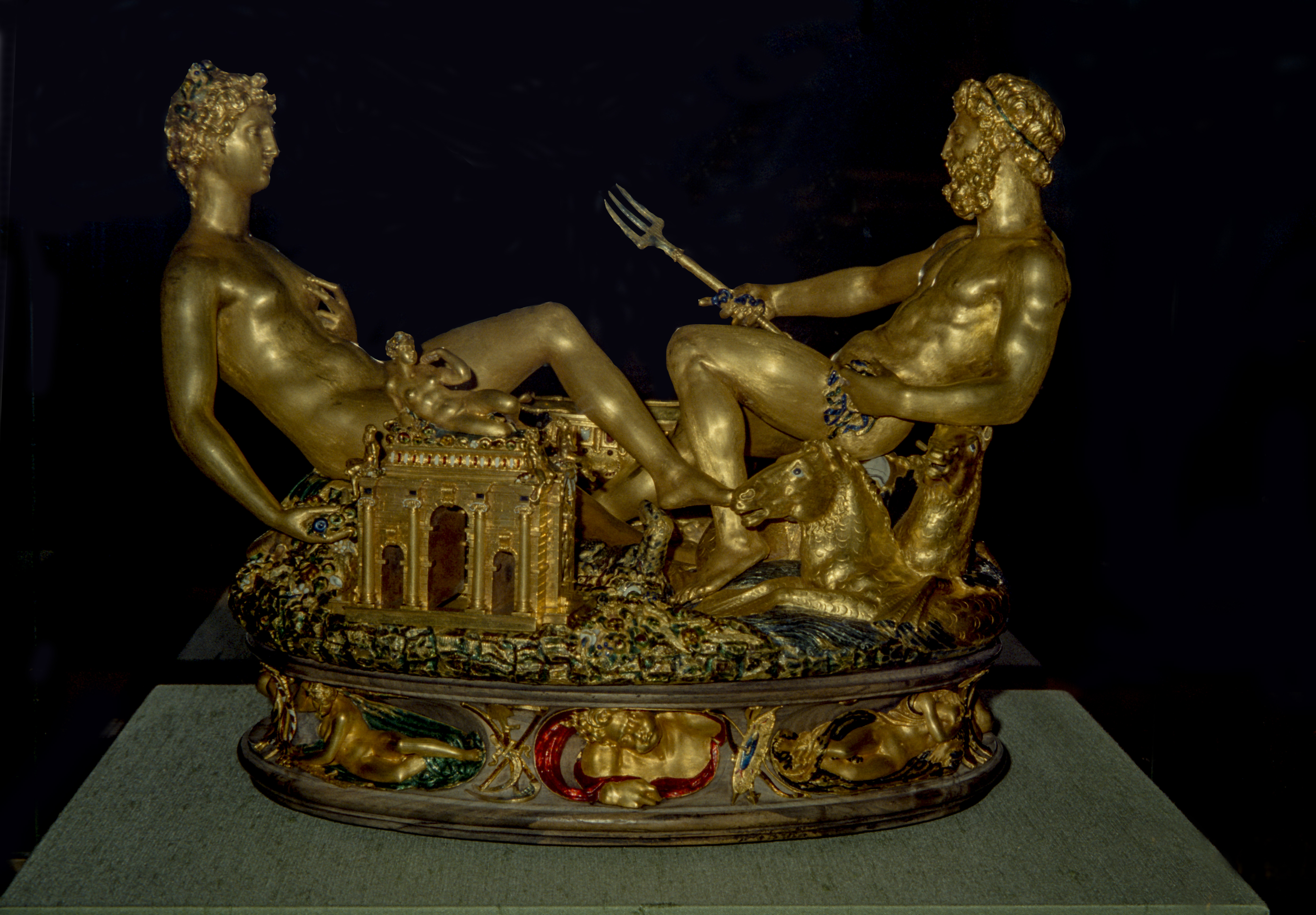
Salero de Cellini.
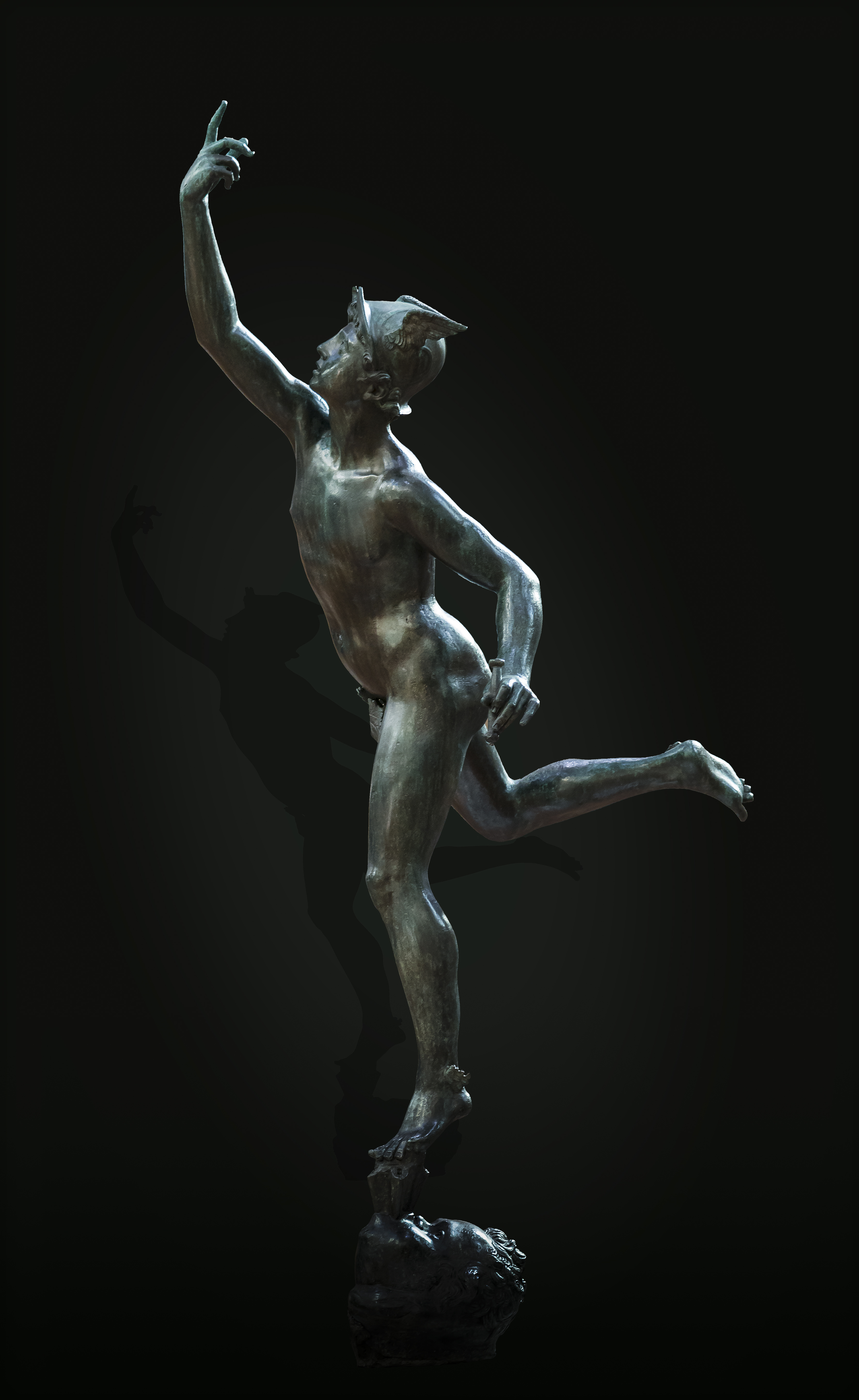
Mercurio, de Juan de Bolonia.
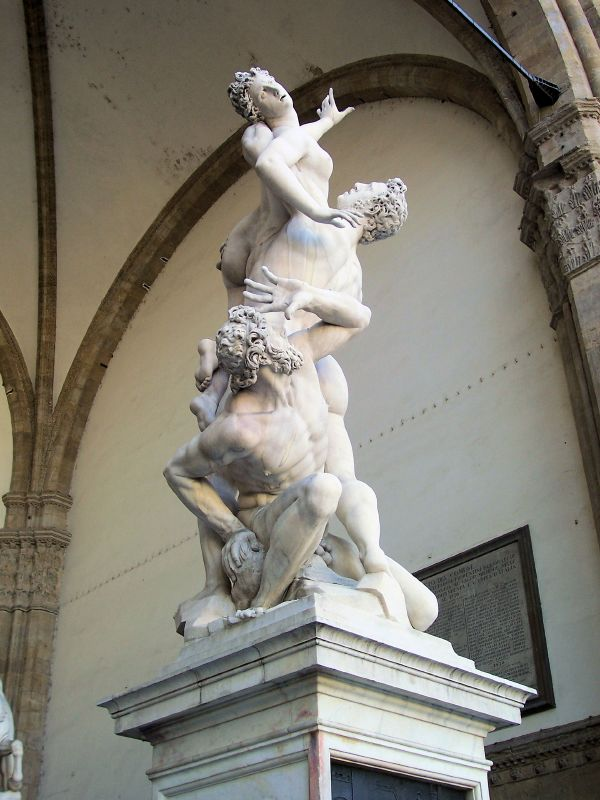
El rapto de las sabinas, de Juan de Bolonia.
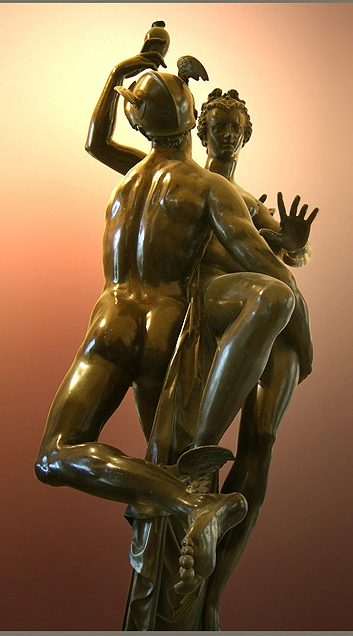
Mercurio raptando a Psyche, de Adrian de Vries (1593).

L'escultura va recórrer també a la mitologia des del Renaixement, però una mica més tard; destaca ja en el Cinquecento, a més de Miquel Àngel, Benvenuto Cellini (Perseu amb el cap de Medusa, Saler de Francesc I) i Giambologna (Mercuri, El rapte de les sabines); en el barroc Gian Lorenzo Bernini (El rapte de Prosèrpina, 1621-1622, Apol·lo i Dafne, 1622-1625), Matteo Bonuccelli (Hermafrodit, 1652) o Girardon (El rapte de Prosèrpina, 1687); en el Neoclassicisme Antonio Canova (Teseu i el Minotaure, 1781-1783).

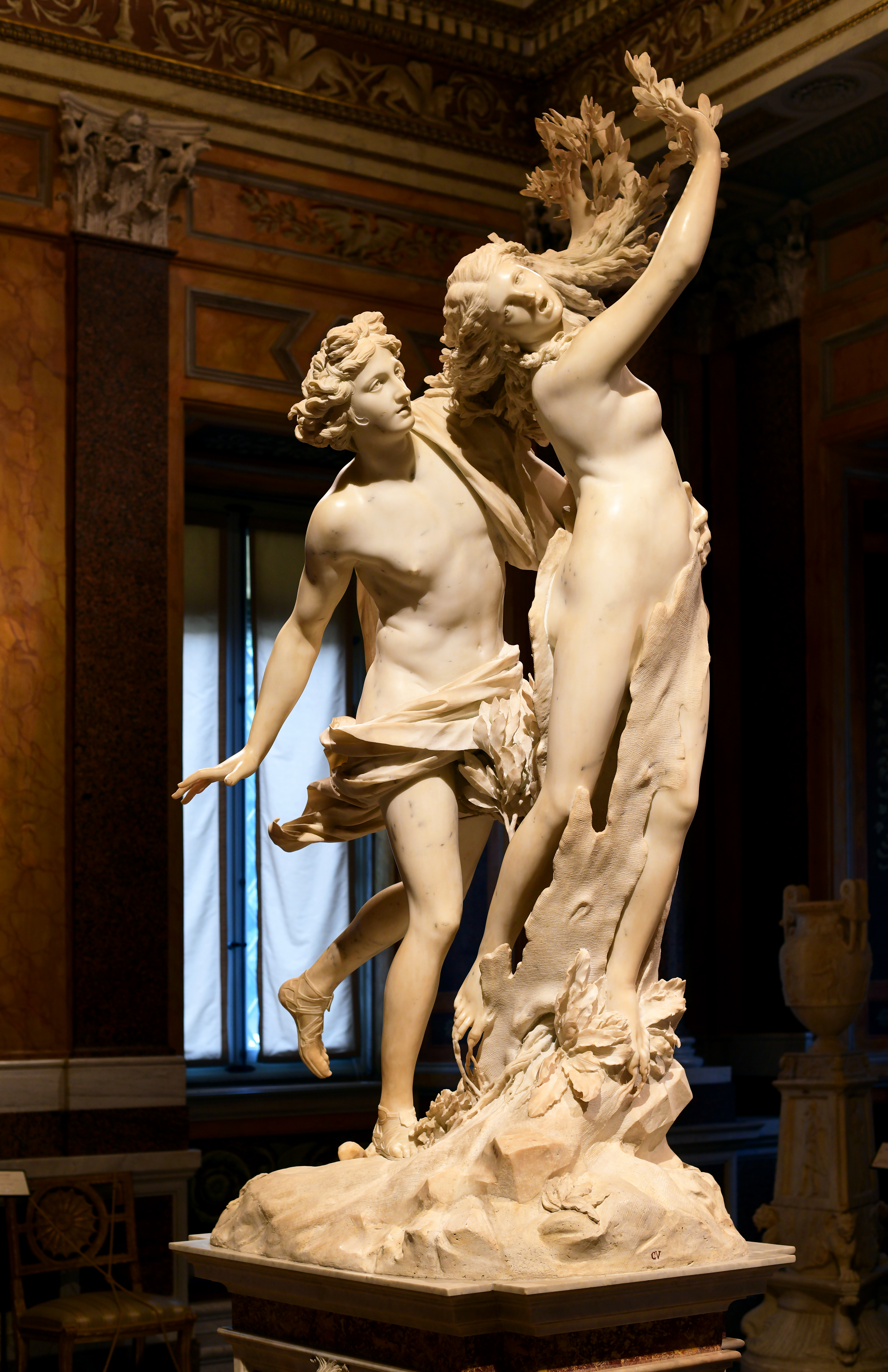
Apolo y Dafne, de Bernini.
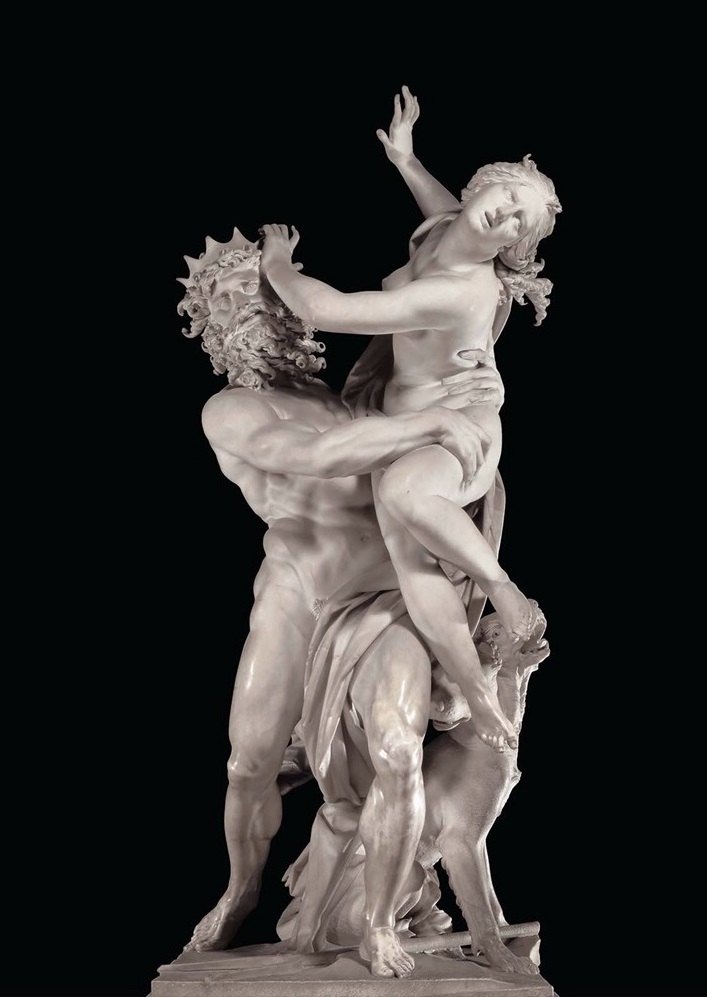
El rapto de Proserpina, de Bernini.
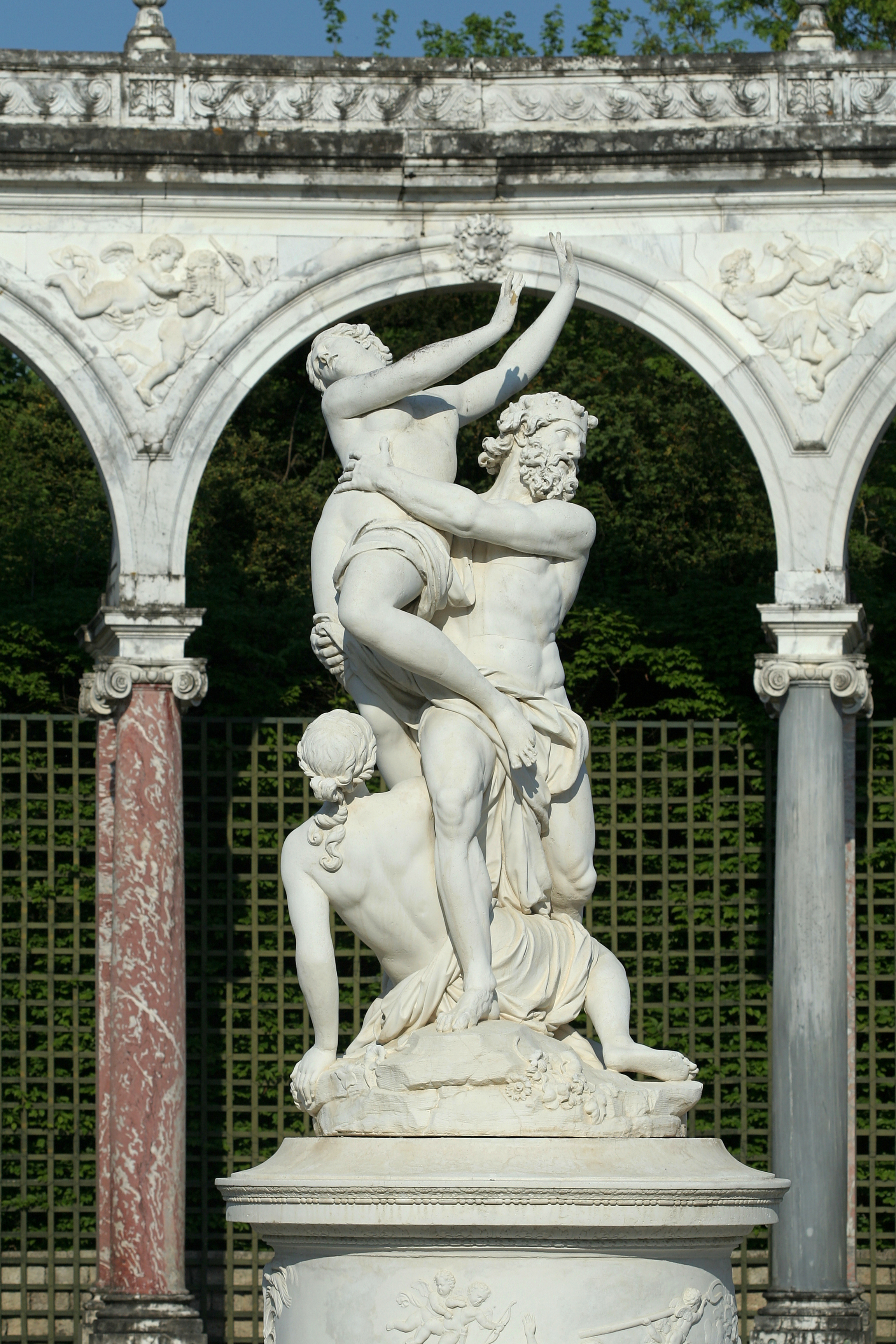
El rapto de Proserpina, de Girardon.
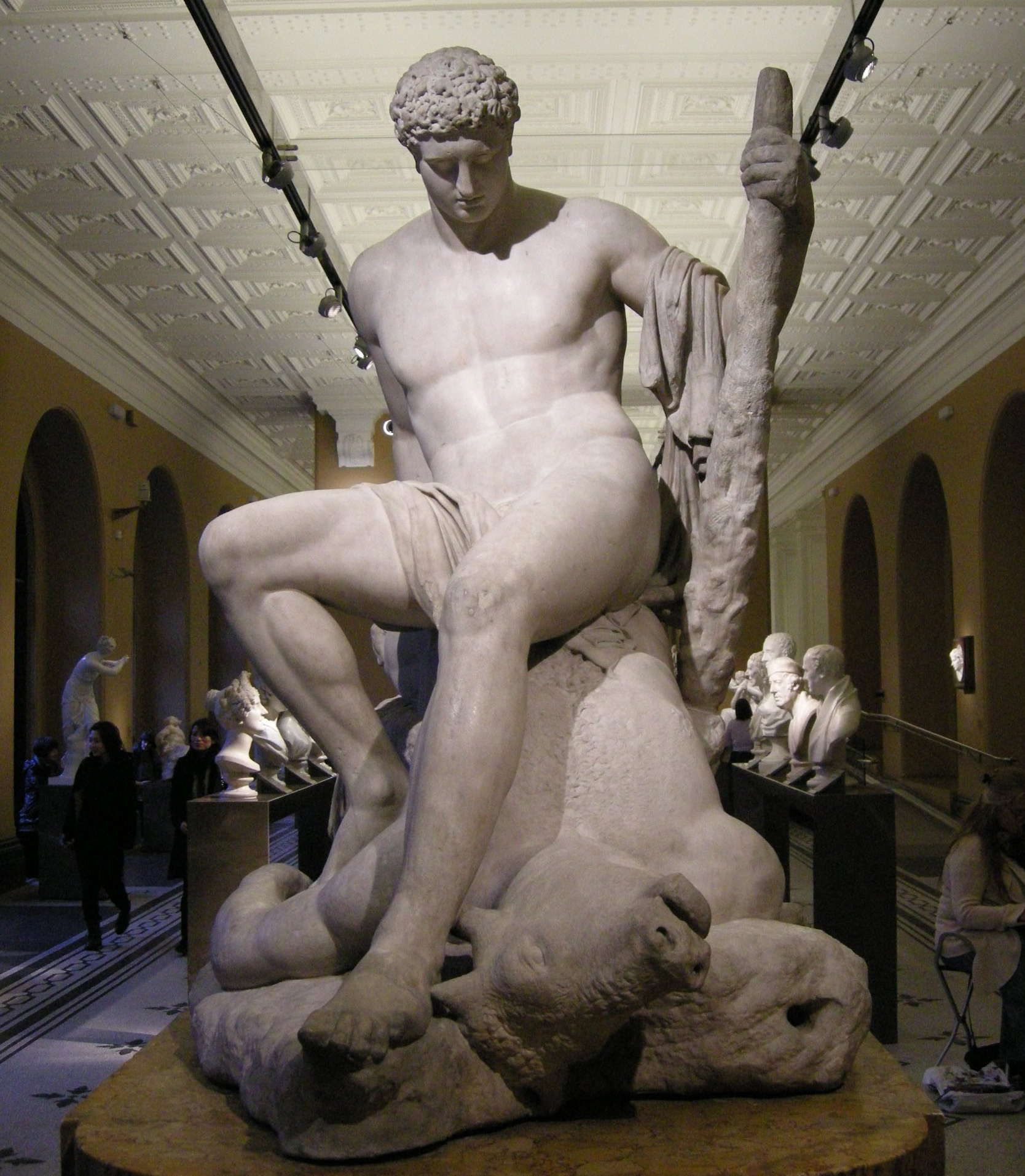
Teseo y el Minotauro, de Canova.
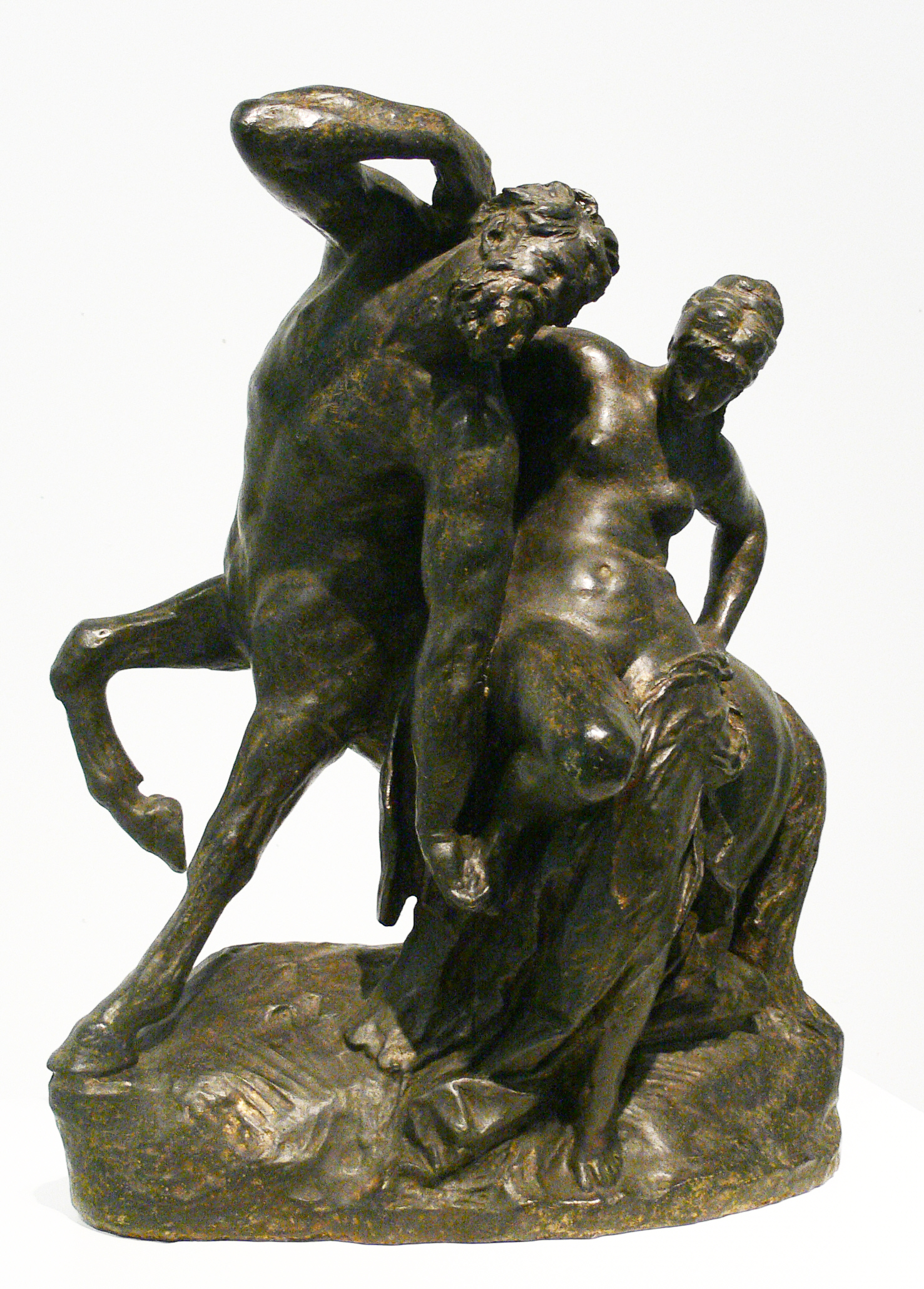
Ninfa y centauro, de Reinhold Begas (1881).